# Liste des lauréats du prix Pfizer
Pour les articles homonymes, voir Prix Pfizer (homonymie).
Le prix Pfizer est une distinction décernée chaque année par l’History of Science Society. Fondé en 1958 et décerné pour la première fois en 1959, le prix récompense « un livre exceptionnel sur l'histoire des sciences » paru dans les trois années précédentes en anglais.
Il attire de nos jours une centaine d'auteurs pour ce qui est considéré comme le plus important prix pour un livre d'histoire des sciences. Pour chaque lauréat sont présentés l'auteur, le livre et des recensions.

## 1959:Robert Boyle and Seventeenth-Century Chemistry

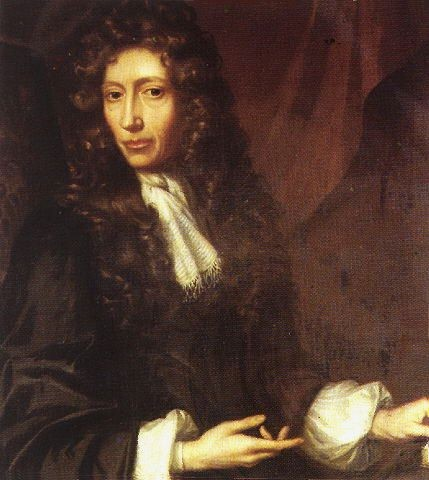
Portrait de Robert Boyle.

En 1959, Robert Boyle and Seventeenth-Century Chemistry de Marie Boas Hall (1919-2009) est le premier ouvrage récompensé par le prix Pfizer. L'auteure est une historienne des sciences britannique, considérée comme l'un des pionniers de l'après-guerre dans l'étude de la révolution scientifique aux XVIe et XVIIe siècles. L'ouvrage est consacré à Robert Boyle (1627-1691), un philosophe, chimiste et physicien irlandais, passionné de science expérimentale.
Dans cet ouvrage, Marie Boas Hall replace Robert Boyle dans le contexte plus large de la chimie des XVIIe et XVIIIe siècles, considérant nécessaire de montrer que le XVIIe siècle ne peut être vu comme un siècle de stagnation mais plutôt où se trouvent les prémisses de la révolution chimique du XVIIIe,.
Pour composer cette biographie, l'auteure a eu accès aux Boyle Papers de la Royal Society — comparant ainsi les manuscrits et les écrits imprimés — et s'est également appuyée sur plusieurs études consacrées à Boyle qui venaient d’être publiées,. Bien que plusieurs erreurs sont relevées par les critiques — comme le fait d'attribuer à Boyle des idées déjà présentes chez certains de ses prédécesseurs —, l'ouvrage est considéré comme une bonne étude des liens entre les méthodes employées par Boyle dans ses expérimentations — tournées vers l'analyse des composés chimiques et leurs réactions — et les débuts d'une chimie qui deviendra scientifique un siècle plus tard,,.

## 1960:The Science of Mechanics in the Middle Ages

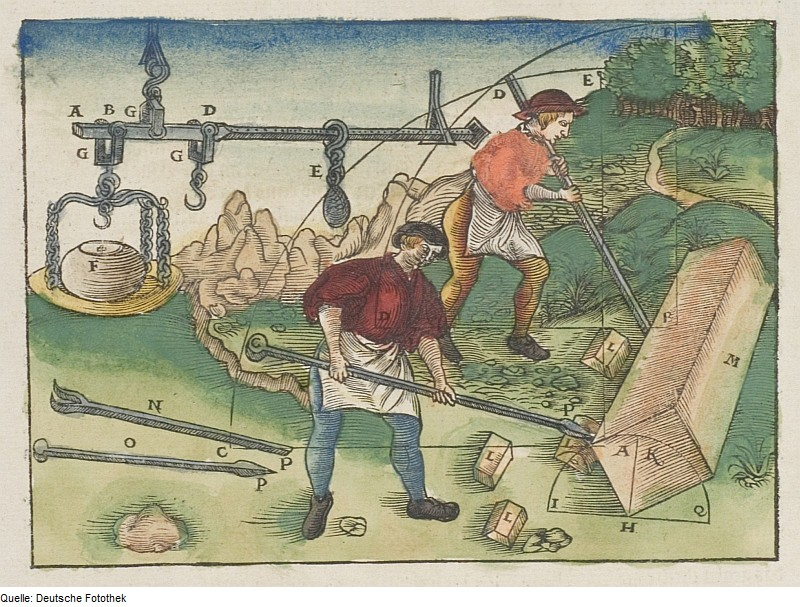
Scientia de ponderibus : leviers et balance romaine. Walther Hermann Ryff. 1547.

Marshall Clagett (1916-2005) est un historien des sciences américain spécialisé dans les sciences médiévales. Dans The Science of Mechanics in the Middle Ages, il part du constat que c'est par l'application rigoureuse des outils mathématiques et des techniques expérimentales aux domaines de la physique et de la mécanique que s'est constituée et développée la science moderne. L'auteur propose alors, par une analyse documentaire, un examen de certaines critiques et modifications faites à des concepts pendant l'époque médiévale, tout en suggérant que celles-ci auraient ainsi conduit à établir la science moderne.

« Quiconque s'intéresse honnêtement au processus historique extrêmement complexe de la formation de la science moderne doit examiner en détail les concepts embryonnaires des périodes précédentes »

Clagett propose certains textes originaux, souvent difficilement accessibles, et leur traduction en anglais, à une époque où le sujet est fortement influencé par le travail fondateur de Pierre Duhem dans ses ouvrages ou articles comme Origines de la Statique, Études sur Léonard de Vinci ou encore Le Système du monde.

« Les enquêtes de Duhem étaient si riches [...] que l'on peut dire que, dans un sens, l'étude ultérieure de la mécanique médiévale a été largement consacrée à une extension ou à une réfutation de l'œuvre de Duhem »

Sous forme d'anthologie commentée, résumant également les travaux d'Anneliese Maier, Alexandre Koyré et ceux de l'auteur lui-même, l'ouvrage se compose de trois parties principales : la statique médiévale, la cinématique médiévale et la dynamique médiévale,. Consistant en une analyse des textes depuis l'époque gréco-romaine jusqu’à Galilée, il commence par les premiers travaux qui auraient été à la base du développement de la statique médiévale afin d'en monter les connexions,. Ainsi, il présente les travaux d'Aristote, d'Archimède, de Héron d'Alexandrie, et poursuit avec ceux d'al-Khazini, Jordanus Nemorarius, Jean de Murs, Albert de Saxe, Trivisiano, Gérard de Bruxelles, Thomas Bradwardine, Nicole Oresme ou encore Jean Buridan pour n'en citer que quelques-uns.
Il conclut avec vingt propositions, la plupart citées d'auteurs médiévaux : certaines se sont avérées erronées, telles que la loi de Bradwardine, d'autres, telles que les définitions de la vitesse uniforme par Merton, sont devenues des découvertes permanentes, éléments essentiels à la mécanique développée ensuite par Galilée.

## 1961:A History of Metallography: The Development of Ideas on the Structure of Metal before 1890

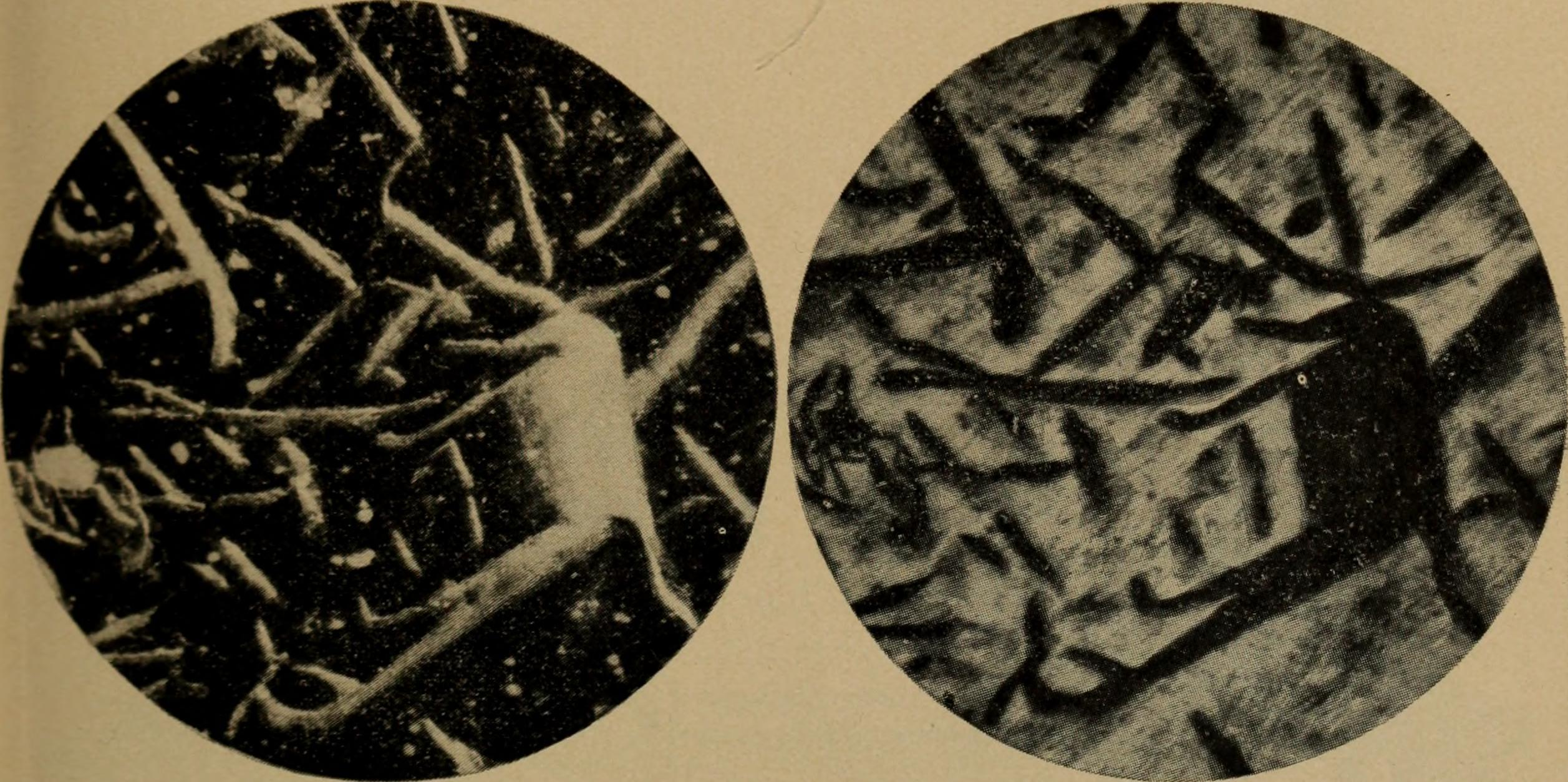
Coulée de fer, vue deux méthodes métallographiques différentes. in The Iron and steel magazine, 1898 par Albert Sauveur (1863-1939).

Cyril Stanley Smith (1903–1992) est un métallurgiste et historien des sciences anglais, qui a notamment fondé et dirigé l’Institute for the Study of Metals (Institut d'étude des métaux) à l'université de Chicago.
Dans A History of Metallography: The Development of Ideas on the Structure of Metal before 1890 paru en 1960, Smith propose une histoire richement illustrée de l'histoire de la métallographie.
Cette étude de la structure des métaux et alliages ainsi que des propriétés qui résultent de leur transformation reste jugée, même après quelques décennies, comme « un travail fondateur sur l'histoire de la métallographie ». Le livre débute avec la connaissance intuitive des métaux élaborée par des précurseurs tels que Biringuccio, Descartes, Réaumur, Bréant, Osmond, Sorby, Brinell, Tschernoff, Howe, Percy et d'autres ; puis il décrit l'évolution de la compréhension scientifique moderne des matériaux, tout en mettant l'accent sur les interactions entre l'ingénierie pratique, la science expérimentale et théorique, et les fruits de l'imagination esthétique, chez les armuriers et joaillers par exemple. Ouvrage remarqué par sa bibliographie extensive comportant de nombreuses sources jusque-là non exploitées dans des bibliographies sur le sujet. Un chapitre s'étend sur le travail des forgerons mérovingiens, de Damas ou du Japon, notamment pour leurs sabres, ou encore les armuriers pour leurs armures médiévales jusqu'aux armes à feu. Une autre section développe l'apport des théories corpusculaires dans les prémisses de l'observation microscopique, depuis les travaux de Réaumur (1683-1757) sur les fractures dans la transformation du fer en acier, jusqu'à ceux de Henry Clifton Sorby (1826-1908), géologue britannique spécialiste en microscopie.
Les précédents travaux de Smith sur le sujet confluent dans cet ouvrage, que ce soient ses traductions de L'Art de convertir le fer forgé en acier de Réaumur (1722), du Pirotechnia de Biringuccio (1540) ou encore du Treatise on Ores and Assaying (1754), ou ses recherches effectuées lors de son séjour en Angleterre.

## 1962:Lavoisier, The Crucial Year

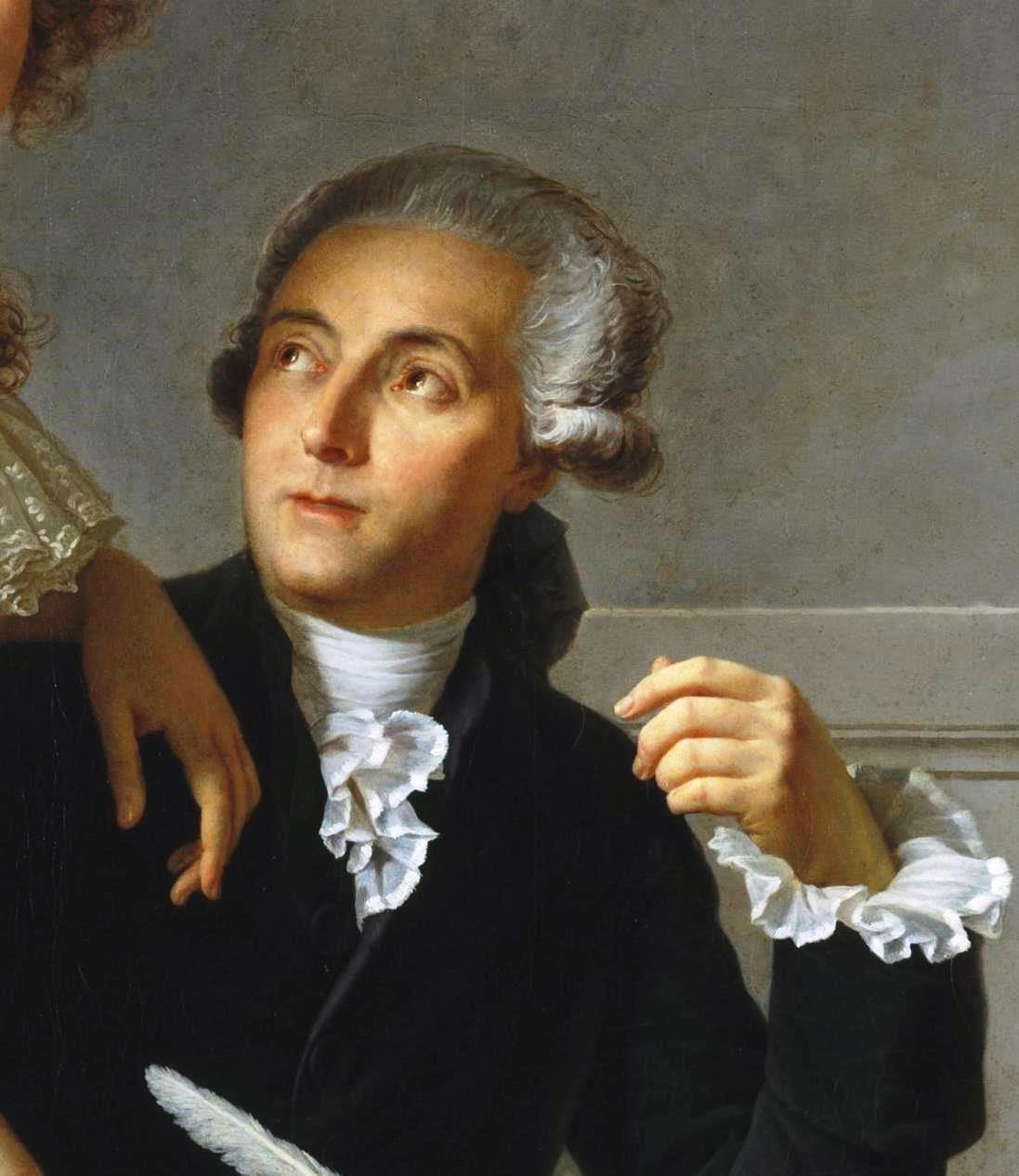
Antoine Lavoisier.

Henry Guerlac (1910-1985) est un historien des sciences américain, spécialiste de l'histoire de la révolution chimique, notamment Lavoisier et Black. Il publie Lavoisier, The Crucial Year: The Background and Origin of His First Experiments on Combustion in 1772 en 1961.
Lavoisier est élu membre de l’Académie des sciences en 1768, occupé à des questions de géologie et de chimie générale, et ses études de droit lui permettent d'acquérir en 1770 une charge de fermier général, poste qui est à l'origine de ses principales découvertes scientifiques en chimie : il dispose en effet d'une balance qui sert à détecter les fraudes, la plus précise d'Europe, et c'est cette balance qu'il utilise pour procéder à des pesées moléculaires de divers gaz avec une marge d'erreur inégalée jusqu'alors. À l'automne 1772, Lavoisier se lance dans une recherche de plusieurs années sur ce qui cause la combustion. Guerlac s'intéresse donc à la manière dont il est venu à s'intéresser à cette question. Il examine tel un détective diverses hypothèses en vigueur, par exemple les expériences sur la combustion du diamant ou du phosphore, et brosse un portrait de la pensée chimique en France et pneumatique en Angleterre à l'époque. Un mémoire daté d'août 1772 à l'Académie des sciences et intitulé Réflexions sur l'air a attiré l'attention sur l'air qui entre dans la composition des corps et souligne l'influence de Stephen Hales, que Guerlac avait précédemment étudiée. Guerlac met ensuite en discussion les sources auxquelles Lavoisier a pu se nourrir : il minimise l'impact des travaux de Black, de Macbride, ou de Cigna, quoique connus des collègues de Lavoisier à l'Académie des sciences, pour mettre en lumière un livret de Priestley sur les gaz et les expériences de Guyton de Morveau. Si certaines des conclusions de Guerlac sont discutées, le livre « présente une vue profonde sur la situation de la chimie française dans cette période vitale, où Lavoisier est en train de poser les bases d'une théorie qui devait aboutir à une nouvelle chimie. » et il est consiféré comme « un ouvrage remarquable par sa précision et l'étendue de sa documentation ».

## 1963:Medieval Technology and Social Change

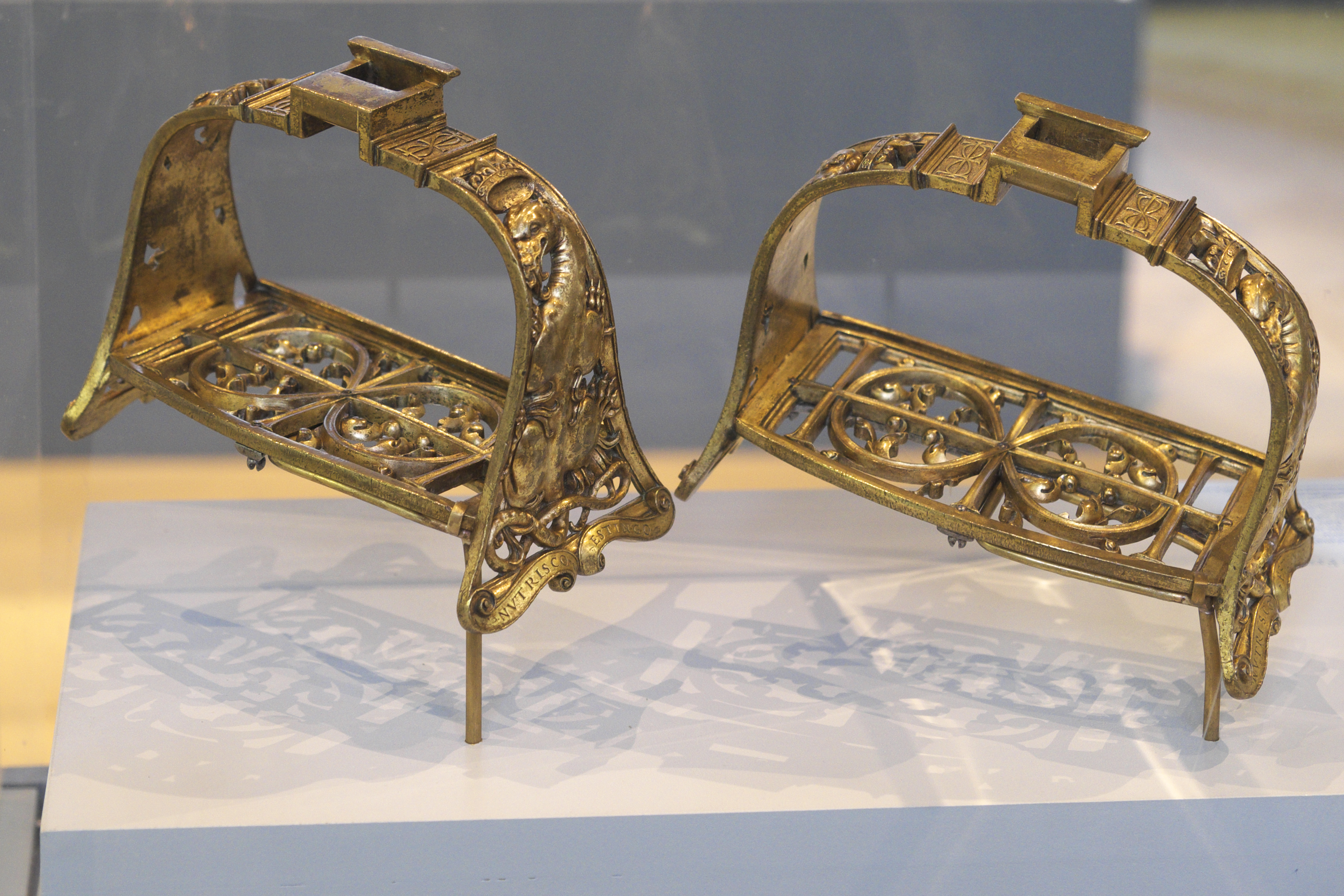
Étriers au Musée national de la Renaissance d'Écouen.

Lynn White, Jr. (1907-1987) est un historien médiéviste américain, auteur de nombreuses études sur l'histoire des techniques, et surtout de la célèbre thèse sur « Les racines historiques de notre crise écologique ».
Il est lauréat en 1963 pour son livre Medieval Technology and Social Change paru en 1962, dans lequel il examine le rôle de l'innovation technologique dans les sociétés de l'Europe médiévale et l'émergence de groupes sociaux : « le lent effondrement du féodalisme avec le développement des machines et outils qui ont introduit les usines à la place d'industries artisanales, et le développement du système seigneurial avec l'introduction de nouveaux modèles de charrues et de nouvelles méthodes de rotation céréalière. Une invention d'une importance particulière, écrit White, est l'étrier, qui à son tour a permis l'introduction de la cavalerie lourde sur le champ de bataille médiéval. Ce développement a engendré une escalade, passant du conflit à petite échelle au "combat de choc". Les canons et les lance-flammes suivirent, de même que des inventions plus pacifiques, comme les moulins à eau et les moissonneuses. »
- (en) Lynn Townsend White, Medieval Technology and Social Change, Clarendon Press, 1962, 194 p. (ISBN 978-0-19-500266-9, lire en ligne)
- Alex Roland, « Once More into the Stirrups: Lynn White Jr., "Medieval Technology and Social Change" », Technology and Culture, vol. 44, no 3,‎ 2003, p. 574–585 (lire en ligne, consulté le 6 octobre 2016)
- David Herlihy, « Review of Medieval Technology and Social Change, Lynn White, Jr », Agricultural History, vol. 37, no 1,‎ 1963, p. 43–45 (lire en ligne, consulté le 6 octobre 2016)
- Joseph Needham, « Review of Medieval Technology and Social Change », Isis, vol. 54, no 3,‎ 1963, p. 418–420 (lire en ligne, consulté le 6 octobre 2016)
- Joseph R. Strayer, « Review of Medieval Technology and Social Change, Lynn White, Jr », Technology and Culture, vol. 4, no 1,‎ 1963, p. 62–65 (DOI 10.2307/3101341, lire en ligne, consulté le 6 octobre 2016)

## 1964:The Lunar Society of Birmingham

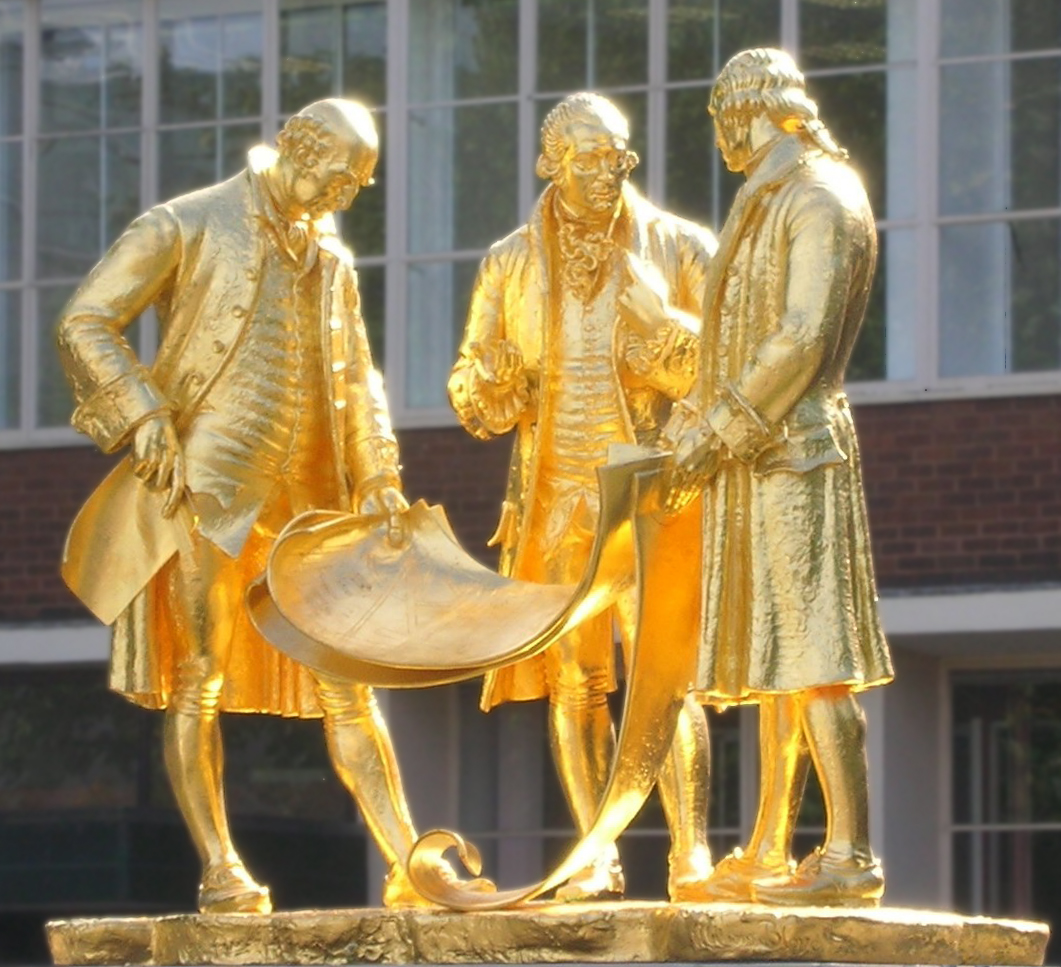
Boulton, Watt et Murdoch. Statue dorée de William Bloye au centre de Birmingham.

Robert E. Schofield (1923-2011) est un historien des sciences américain, spécialiste du chimiste et philosophe Joseph Priestley (1733-1804), dont il est le principal biographe moderne.
Il publie en 1963 The Lunar Society of Birmingham: A Social History of Provincial Science and Industry in Eighteenth-Century England, dans lequel il s'intéresse à la Lunar Society, un club de restauration composé d’éminentes personnalités de l’industrie, de philosophes de la nature et d’intellectuels qui se réunissaient régulièrement entre 1765 et 1813 à Birmingham, en Angleterre, le plus souvent à la pleine lune. On y trouve notamment, outre Joseph Priestley, l'inventeur et botaniste Erasmus Darwin, le chimiste, géologue et industriel James Keir, l'inventeur de la machine à vapeur James Watt et son associé Matthew Boulton, l'horloger et géologue John Whitehurst ou encore le philosophe et économiste Adam Smith. Un total de 14 membres, ce qui est peu au regard de la variété des sujets explorés.
S'intéressant aux sciences alors moins développées de la chimie, la géologie, la météorologie ou l'astronomie sidérale, ils ont surtout développé une application systématique de la science à l'industrie.
La Révolution française et surtout les émeutes de Birmingham, en 1791, sèment la division parmi les membres de la société, signant son déclin jusqu'à sa cessation d'activité en 1813.
L'étude de Schofield, par sa recherche minutieuse parmi les correspondances entre membres et d'autres documents, lève le voile sur des activités de ce qui jusque-là était considéré comme une coterie de personnes partageant les mêmes centres d'intérêt. Une étude qualifiée de « définitive : alors qu'il serait idiot de supposer qu'aucun matériau supplémentaire relatif à cette Société ne soit mis au jour, il est très probable que tout ce qui avait une importance majeure a maintenant été examiné. ».

## 1965:Andreas Vesalius of Brussels, 1514-1564

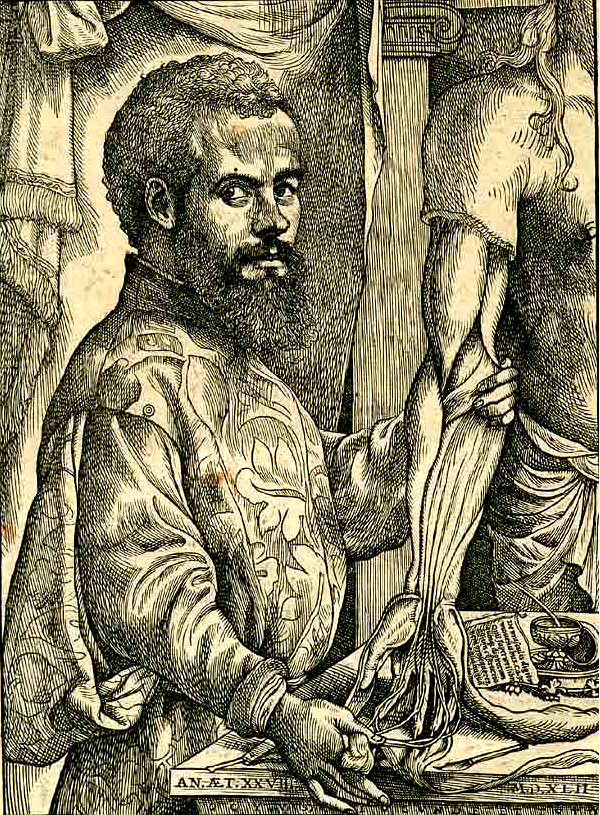
André Vésale (1514-1564).

Charles D. O'Malley (1907-1970) est un historien des sciences américain, spécialisé en histoire de la médecine. La majeure partie de ses travaux porte sur André Vésale (1514-1564), anatomiste et médecin brabançon, considéré par de nombreux historiens des sciences comme le plus grand anatomiste de la Renaissance, voire le plus grand de l’histoire de la médecine. Il en a publié les planches anatomiques et lui a consacré plusieurs articles.
Sa grande biographie Andreas Vesalius of Brussels, 1514-1564, est publiée en 1964 pour les 400 ans de la mort de Vésale.
Le livre peut être divisé en trois parties inégales : (1) le contexte intellectuel et familial de Vésale (pp. 1-27), (2) la vie et les réalisations de Vésale (pp. 28-314), et (3) un appendice de traductions (pp. 316-420). S'ajoutent 64 pages d'illustrations choisies, notamment dans la Fabrica, de nombreuses notes explicatives (pp. 421-472), et un index. La parie centrale est jugée la plus intéressante, en établissant une chronologie de la vie de Vésale avec de nombreuses digressions et analyses sur ses travaux individuels, ses amis et connaissances, et les influences intellectuelles sur sa formation.
Selon Everett Mendelsohn, « O'Malley fournit un grand service aux personnes intéressées par les sciences durant la Renaissance. Non seulement son texte est rempli de citations de passages importants, il a aussi inclus plus de 100 pages de textes, lettres et documents traduits, traitant aussi bien de la méthode scientifique que de la vie de Vésale. ». Un ouvrage qui, selon Schmitt, « remplace le Andreas Vesalius Bruxellensis de Moritz Roth (Berlin: 1892) comme ouvrage de référence » et dans les 70 années qui se sont écoulées entre les deux, on peut mesurer le chemin parcouru dans les connaissances et les pratiques. O'Malley corrige le principal défaut de Roth à savoir « son appréciation trop enthousiaste du travail de Vésale sans accorder suffisamment de crédit à ses prédécesseurs et contemporains. ».
S'il est par ailleurs dithyrambique sur le travail, le style et la qualité de O'Malley, Clarke relève que « la seule critique importante est l'absence de mise en débat de l'influence de Vésale sur le développement de la médecine dans son ensemble ». Il réclame qu'un chapitre final aurait pu discuter des différents facteurs de cette influence, sur les progrès de l'anatomie, sur les corps morts d'abord mais « qui ont stimulé l'étude des corps vivants par Harvey et consorts au siècle suivant ; et surtout son insistance sur la méthode scientifique faite d'observation méticuleuse et d'expérimentation originale qui a fourni une approche des problèmes biologiques qui est standard aujourd'hui ».

## 1966:Michael Faraday: A Biography

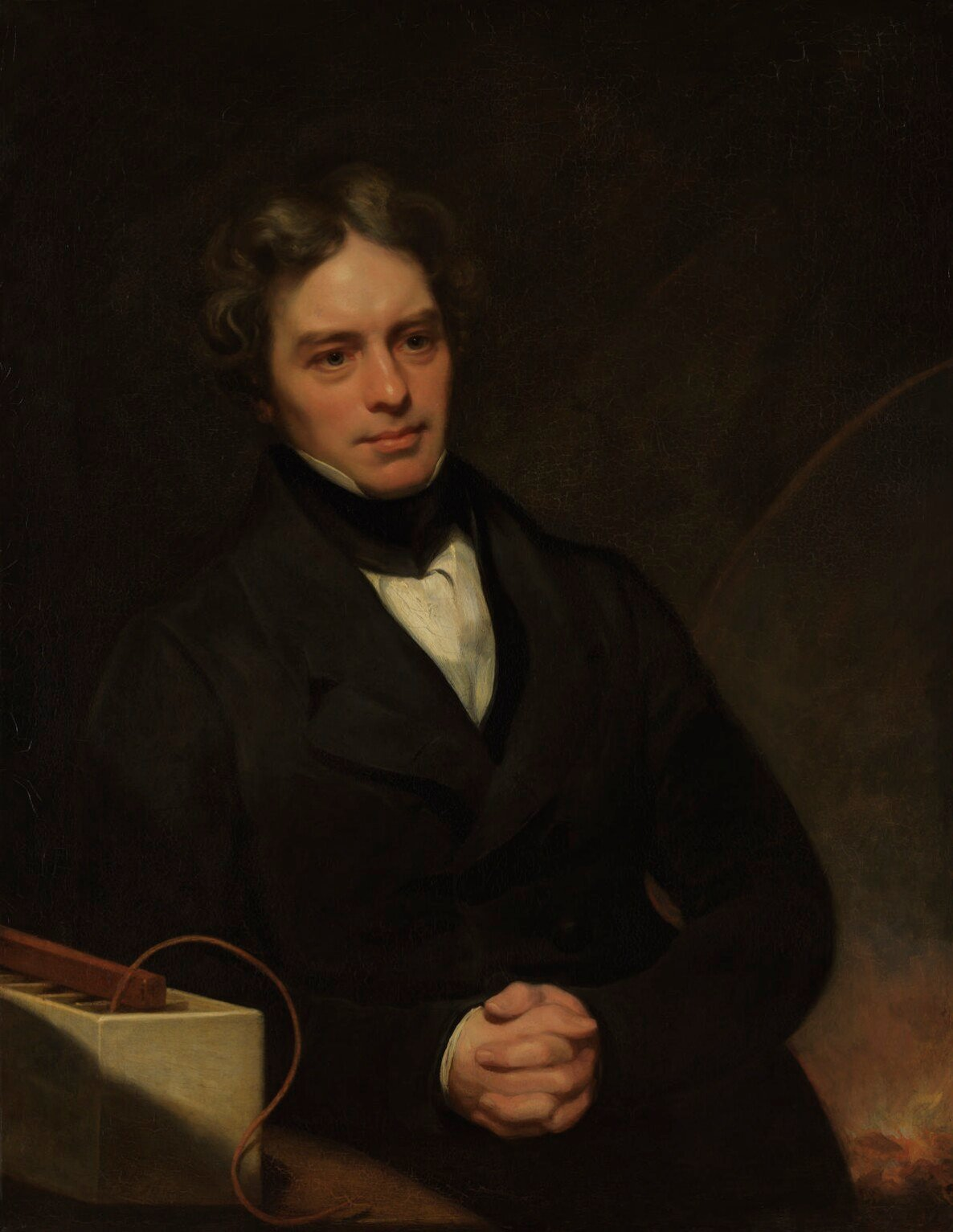
Portrait de Michael Faraday par Thomas Phillips (1841-1842).

L. Pearce Williams (1927-2015) est un historien des sciences américain, spécialisé dans les interactions complexes entre la science et la philosophie, notamment les opinions religieuses des savants, et l'histoire de la relativité.
Il est le lauréat 1966 pour sa biographie Michael Faraday: A Biography parue en 1965 et consacrée à Michael Faraday (1791-1867), physicien et chimiste britannique, connu pour ses travaux fondamentaux dans le domaine de l'électromagnétisme, l'électrochimie, le diamagnétisme et l'électrolyse.
À cette époque, la plupart des travaux en histoire des sciences sont encore centrés sur la révolution scientifique du XVIIe siècle et sur la diffusion de la philosophie newtonienne au XVIIIe siècle ; les biographies de personnalités du XIXe siècle (autres que Charles Darwin) sont encore assez rares. De plus, Williams étudie les revues philosophiques de Faraday en plus des cahiers de laboratoire soigneusement gardés de Faraday, et il continue à suggérer que Faraday (avec le philosophe jésuite peu connu Roger Boscovich) a joué un rôle essentiel et même central dans les origines de la théorie des champs dans la physique du XIXe siècle. Il défend ensuite cette thèse dans un livre sur les origines de la théorie des champs. Williams aimait souligner que James Clerk Maxwell, généralement considéré comme l'auteur de la théorie des champs, avait publiquement attribué cette idée à Faraday dans une série de conférences dans les années 1870.
S'ils reconnaissent à Williams un travail important sur les documents publiés ou encore inédits relatfifs à Faraday, plusieurs critiques pointent des lacunes dans ce livre. Kuhn écrit que « toute future étude de Faraday devra débuter par ce livre, et aucun étudiant de la science britannique du siècle écoulé ne devrait l'ignorer. Néanmoins, que ce soit en tant qu'analyse de la carrière de Faraday ou que ce soit comme modèle de recherche future, le livre a des imperfections nombreuses et essentielles. ».
Spencer détaille les points forts : la prise en compte de tout le spectre des recherches de Faraday et leur mise en contexte ; une sélection créative parmi une masse importante de documents ; l'usage de longues citations extraites de sources primaires ; un choix intelligent d'aspects caractéristiques pour présenter clairement et simplement des situations complexes ; et une insistance sur la conversion de Faraday à la « convertibilité des forces ». Mais il pointe ensuite une trop large place accordée à l'influence des idées de Boscovich ou d'Ampère, laissant croire que le « travail de Farady se résume à : (i) baser son raisonnement sur l'atomisme de Boscovich, (ii) développer un ensemble clair de concepts, qui (iii) suggèrent une confirmation expérimentale ».

## 1967:Marcello Malpighi and the Evolution of Embryology

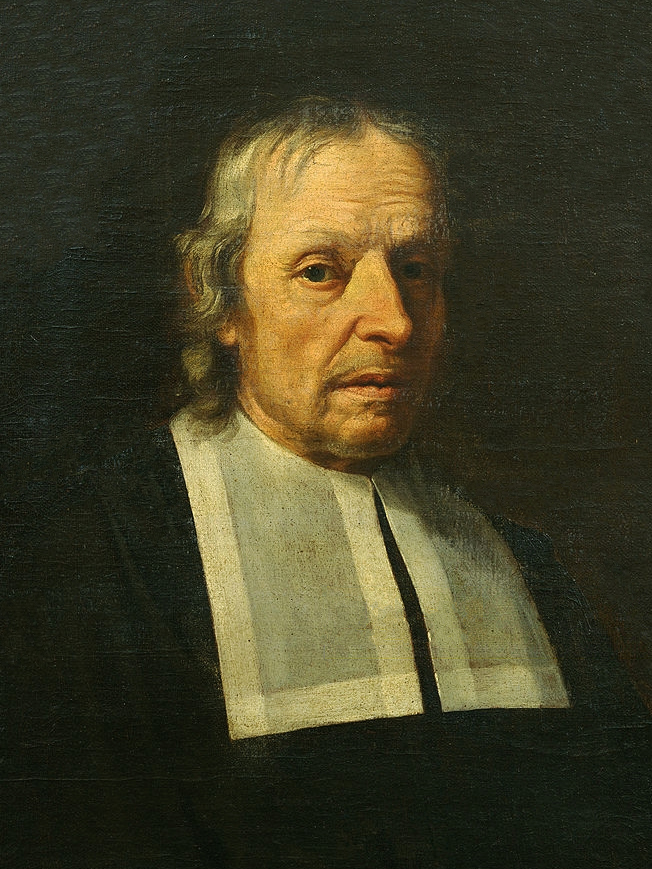
Portrait de Marcello Malpighi par Carlo Cignani.

Le lauréat 1967 est Howard B. Adelmann (1898-1988), un historien des sciences américain réputé pour ses travaux en histoire de l'embryologie.
En 1966, il publie Marcello Malpighi and the Evolution of Embryology où il détaille l'étude des travaux de Marcello Malpighi (1628-1694), médecin et naturaliste italien, considéré comme le fondateur de l'anatomie microscopique (histologie) et rangé parmi ceux qui sont aux origines de la science moderne.
D.J.R. Bruckner a déclaré dans le New York Times en 1981, à propos de tels projets monumentaux menés par des presses académiques, et après avoir mentionné la publication du Plan of St. Gall : « Un tel investissement n'est pas sans précédent. Les presses de Cornell ont engagé les Oxford University Press pour fabriquer l'édition par Howard Adelmann de Marcello Malpighi and the Evolution of Embryology, en cinq volumes et 2 548 pages coûtant 200 $ le lot. (...) Les imprimeurs d'Oxford ont mis cinq ans à réaliser le livre. Roger Howley, directeur des Cornell press, affirme que cela coûterait 1 000 $ le lot pour le réimprimer aujourd'hui, seulement quinze ans plus tard. »,.
Adelmann explique dans sa préface est moins à propos de Malpighi qu'une manière d'utiliser le travail d'un universitaire comme une fenêtre vers un champ entier, et si le résultat est à la fois bavard et un peu fou, c'est seulement parce qu'Adelmann ne voyait aucune autre manière de le faire.
L'ouvrage contient notamment les deux textes en latin de Malpighi sur la formation du poussin dans l'oeuf, publié une première fois en 1673 par la Royal Society avec onze planches gravées. Poynter dans sa recension est admiratif devant la somme de travail, un « monument de travail universitaire historique et scientifique » qui aurait été qualifié de remarquable s'il avait été l'œuvre d'une équipe entière de chercheurs dévoués, et qualifie le livre de « indubitablement l'un des grands points de repère - à côté de Sarton et Needham - en travail universitaire historique moderne dans le domaine des la science et de la médecine. ».

## 1968:Kepler's Somnium

Portrait de Johannes Kepler (1571-1630).

Le lauréat 1968 est Edward Rosen (1906-1985), un historien des sciences américain dont le domaine d'étude principal est les débuts de la science moderne et, en particulier, les travaux de Copernic, Galilée et Kepler.
Il est récompensé pour sa traduction, dans Kepler's Somnium paru en 1967, du Somnium, seu opus posthumum de astronomia ou Le Songe ou l'Astronomie lunaire écrit par Johannes Kepler (1571-1630), astronome célèbre pour avoir étudié l’hypothèse héliocentrique de Nicolas Copernic, affirmant que la Terre tourne autour du Soleil et surtout pour avoir découvert que les planètes ne tournent pas autour du Soleil en suivant des trajectoires circulaires parfaites mais des trajectoires elliptiques.
Le Songe est un roman en latin écrit en 1608 par Kepler et publié de manière posthume par son fils Ludwig en 1634, Kepler ayant entre-temps ajouté de nombreuses notes permettant de suivre l'évolution de ses idées à cette époque. On suit l’histoire d’un jeune islandais féru d’astronomie et dont la mère, magicienne, lui fait connaître les démons : l’un d’eux leur apprend l’existence d’une île, difficile d’accès, Levania (la Lune). Souvent considéré comme l’un des premiers ouvrages de science-fiction, le Songe est aussi un prétexte à une présentation des connaissances de Kepler sur l’astre lunaire.
Le Songe en lui-même est plutôt court (19 pages) mais Rosen complète avec 399 notes explicatives érudites et excessivement utiles, pour arriver à 128 pages. Complété par 13 appendices, ce « compendium de Kepleriana intéressante [est] illuminé par ces délicieux fashes d'érudition dont on s'atend de la part de Rosen ». Comparativement à d'autres traductions en anglais, « celle de Rosen est grandement à préférer, à la fois en raison de sa maîtrise incontestable du latin scientifique, et pour ses annotations autorisées ».

## 1969:Galen on the Usefulness of the Parts of the Body

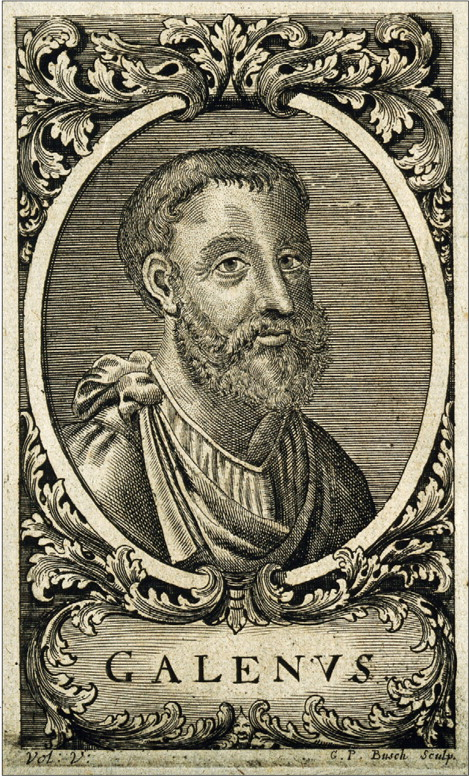
Claude Galien

La lauréate 1969 est Margaret T. May, une virologue britannique, professeure de statistique médicale et spécialisée dans la modélisation pronostique et l'épidémiologie. Son livre, Galen on the Usefulness of the Parts of the Body, paru en 1968 est consacré à Claude Galien (v. 129 - v. 216), médecin grec de l'Antiquité, considéré comme le dernier des grands médecins créateurs de l'Antiquité gréco-romaine et un des fondateurs, avec Hippocrate, des grands principes de base sur lesquels repose la médecine européenne.
La grande somme de Galien sur « les fonctions et l'utilité des parties observées au cours de la dissection » est intitulée Utilité des parties, traité écrit entre 161 et 180, est traduit pour la première fois intégralement en langue anglaise. Les précédentes traductions provenaient du français (Dalechamps, Daremberg) ou de l'allemand (Noeldeke, Katz) mais May a pu disposer de manuscrits que même celle de Charles Daremberg de 1854-56, qu'elle loue par ailleurs, n'avait pas pu prendre en compte.
La traduction de Daremberg est elle-même basée sur l'édition de Galien par Kühn, mais May, si elle montre sa conniassance des travaux de ses prédécesseurs, choisit de se baser sur l'édition critique du texte en grec par Georg Helmreich et datant de 1907-1909, qui avait pu accéder à un manuscrit plus complet et plus ancien,.

## 1970:The Triumph of the Darwinian Method

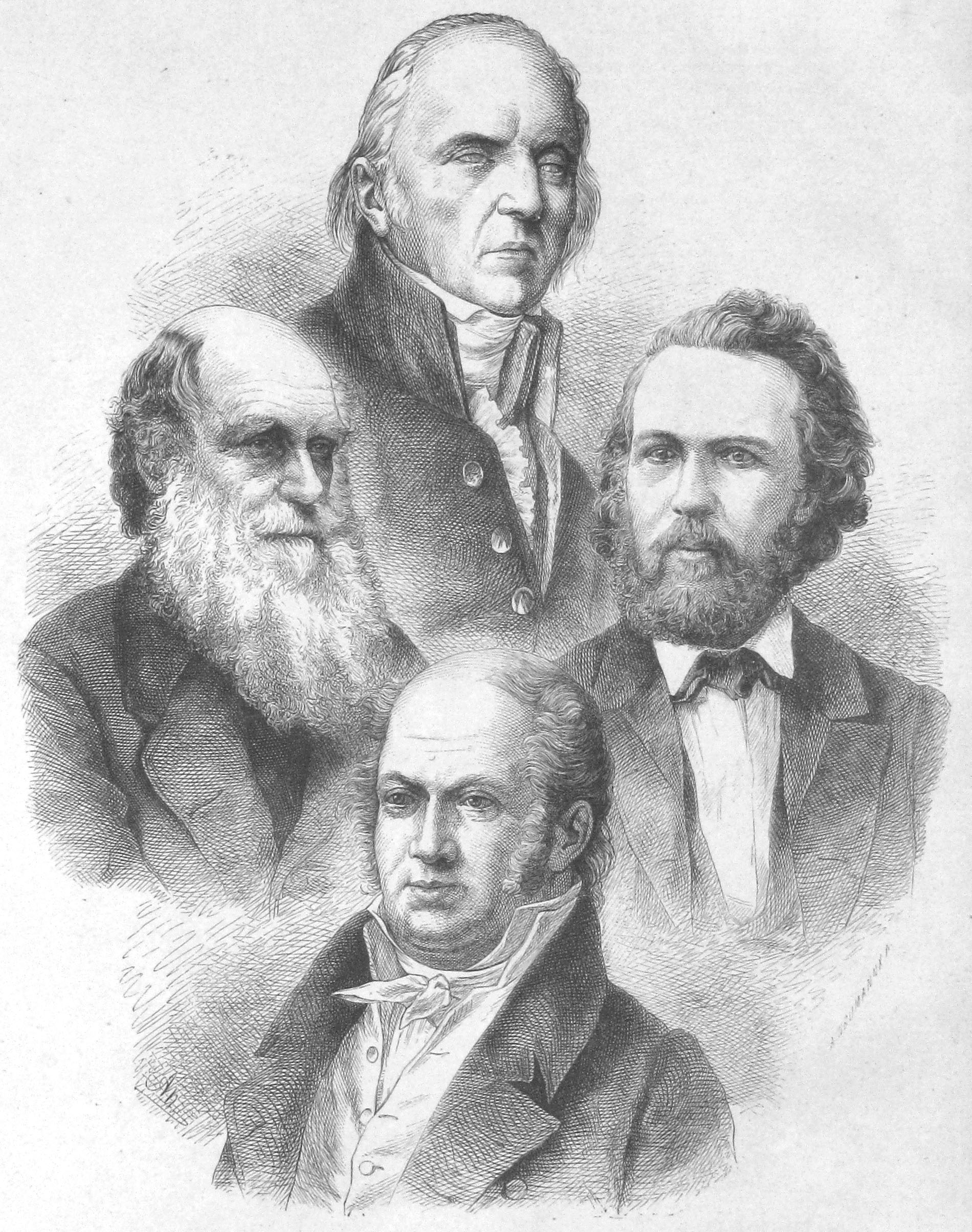
Quatre évolutionnistes : Jean Lamarck, Charles Darwin, Ernst Heinrich Häckel, Etienne Geoffroy St. Hilaire.

Michael Ghiselin (né en 1939) est un biologiste américain, philosophe et historien de la biologie, connu pour son travail sur les limaces de mer et pour ses critiques sur la falsification de l'histoire du lamarckisme dans les manuels de biologie.
Il est lauréat en 1970 pour son livre The Triumph of the Darwinian Method paru en 1969, dans lequel « il passe en revue les accomplissements de Darwin et offre un traitement cohérent du flux d'idées à travers tous ses travaux. Ghiselin construit un système théorique unifié qui explique les éléments majeurs des recherches de Darwin, évaluant la bibliographie avec une perspective historique, scientifique et philosophique ».
- (en) Michael T. Ghiselin, The Triumph of the Darwinian Method, Courier Corporation, 2003, 287 p. (ISBN 978-0-486-43274-8, lire en ligne)
- Michael Ruse, « Review of The Triumph of the Darwinian Method », History and Philosophy of the Life Sciences, vol. 26, nos 3/4,‎ 2004, p. 462–463 (lire en ligne, consulté le 8 octobre 2016)
- Stephen Jay Gould, « Review of The Triumph of the Darwinian Method », American Scientist, vol. 58, no 1,‎ 1970, p. 110–110 (lire en ligne, consulté le 8 octobre 2016)
- Francisco J. Ayala, « Review of The Triumph of the Darwinian Method », American Scientist, vol. 62, no 1,‎ 1974, p. 123–123 (lire en ligne, consulté le 8 octobre 2016)
- Hugh Lehman, « Review of The Triumph of the Darwinian Method », Isis, vol. 61, no 1,‎ 1970, p. 144–145 (lire en ligne, consulté le 8 octobre 2016)

## 1971:The Lysenko Affair

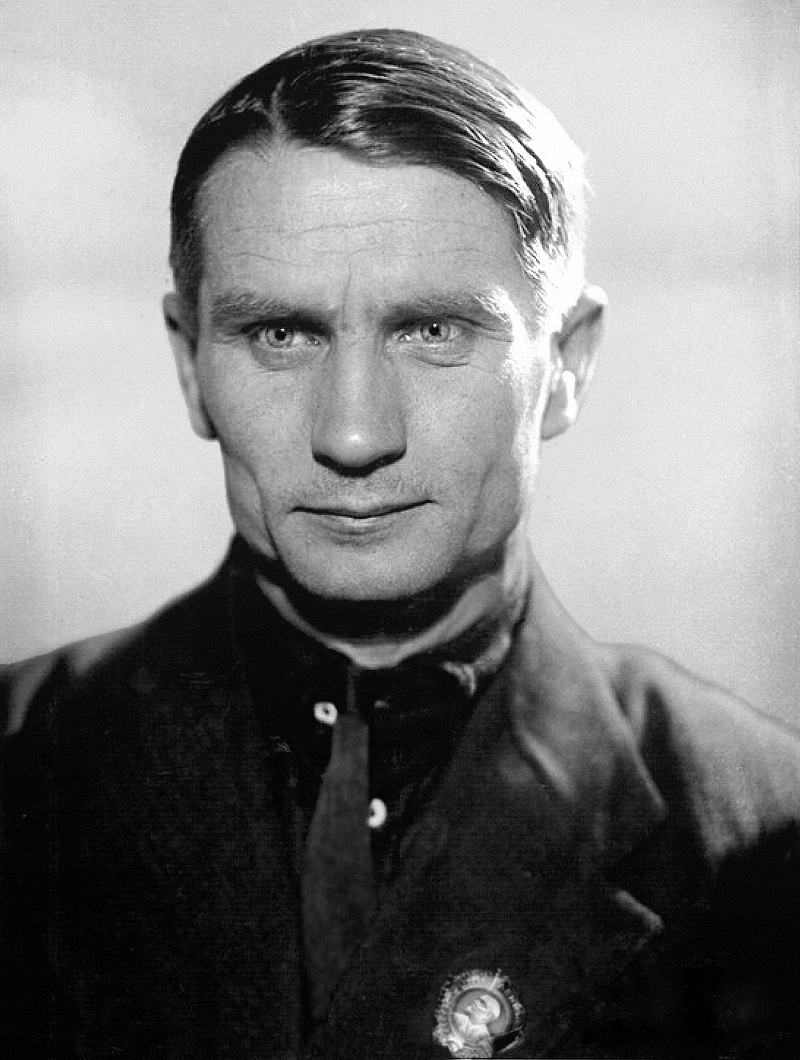
Trofim Lyssenko (1898-1976).

David Joravsky (né en 1925) est un historien américain, spécialiste de l'histoire du communisme et du stalinisme.
En 1971 il reçoit le prix pour son livre The Lysenko Affair paru en 1970
Cet ouvrage est consacré à la dictature intellectuelle instaurée par Trofim Lyssenko (1898-1976), technicien agricole soviétique devenu président de l'Académie des sciences agricoles de l'URSS et à l'origine d'une théorie génétique pseudo-scientifique, la « génétique mitchourinienne », qu'il promeut pendant la période stalinienne en Union soviétique où elle accède en 1948 au rang de théorie officielle exclusive opposée à une « science bourgeoise ». Joravsky mène une enquête, avec le témoignage d'acteurs qui ont vécu l'affaire, dont Jaurès Medvedev, en établissant qu'avant les années 1930, Lyssenko n’avait aucunement pris part aux débats portant sur des questions de génétique et quand il s’y intéresse, c’est pour rejeter tout ce qui le précède. Puis il dénoue les éléments, politiques et culturels, qui ont conduit à cette situation dramatique pour les milieux scientifiques pendant une génération.
En 1989, Nils Roll-Hansen qualifiait le livre de Joravsky — sa première édition de 1970 — d'ouvrage le plus documenté et le plus éclairant sur l'affaire.
- (en) David Joravsky, The Lysenko Affair, University of Chicago Press, 2010, 474 p. (ISBN 978-0-226-41032-6, lire en ligne)
- Barry Mendel Cohen, « Review of The Lysenko Affair », Economic Botany, vol. 25, no 4,‎ 1971, p. 467–469 (lire en ligne, consulté le 9 octobre 2016)
- David Joravsky, « The Lysenko Affair », Studies in Soviet Thought, vol. 11, no 4,‎ 1971, p. 301–307 (lire en ligne, consulté le 9 octobre 2016)
- Conway Zirkle, « Review of The Lysenko Affair », The American Political Science Review, vol. 67, no 1,‎ 1973, p. 258–260 (DOI 10.2307/1958583, lire en ligne, consulté le 9 octobre 2016)
- Gary Werskey, « Science and Ideology in the Soviet Union », The British Journal for the History of Science, vol. 8, no 3,‎ 1975, p. 240–245 (lire en ligne, consulté le 9 octobre 2016)

## 1972:Force in Newton's Physics

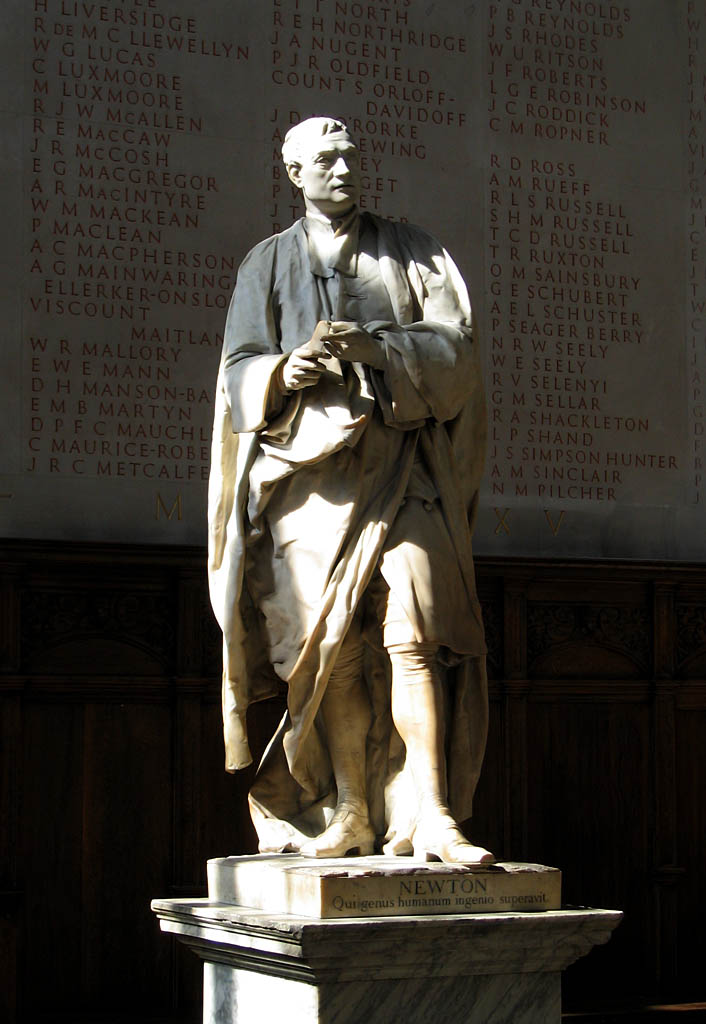
Statue d'Isaac Newton au Trinity College.

Richard Westfall (1924—1996) est un biographe et historien des sciences américain, notamment connu pour sa biographie de Isaac Newton et son travail sur la révolution scientifique du XVIIe siècle.
En 1972 il est une première fois lauréat pour son livre Force in Newton's Physics: The Science of Dynamics in the Seventeenth Century paru en 1971.
Retraçant les développements de la dynamique, l'ouvrage part des travaux de Galilée pour arriver jusqu'à la formalisation rigoureuse de la notion de force par Newton au XVIIe siècle en passant par les travaux intermédiaires de Descartes ou encore Christiaan Huygens.
- Richard S. Westfall, Force in Newton's physics : the science of dynamics in the seventeenth century, Macdonald and Co., 1971 (OCLC 462862558, lire en ligne)
- (en) Stillman Drake, « A New View of Newton », Isis, vol. 63, no 2,‎ 1972, p. 242–244 (JSTOR 229049)
- (en) A. Gabbey, « Force in Newton's Physics. The Science of Dynamics in the Seventeenth Century. Richard S. Westfall. Macdonald, London, and Elsevier, New York, 1971. xii, 580 pp., illus. $23.95. History of Science Library », Science, vol. 176, no 4031,‎ 14 avril 1972, p. 157–158 (ISSN 0036-8075, DOI 10.1126/science.176.4031.157, lire en ligne)
- (en) D. T. Whiteside, « Sixteenth and Seventeenth Centuries - Force in Newton's Physics. The Science of Dynamics in the Seventeenth Century. By Richard S. Westfall. London: Macdonald, and New York: American Elsevier, 1971. Pp. xii + 579. £10. », The British Journal for the History of Science, vol. 6, no 2,‎ décembre 1972, p. 217–218 (ISSN 0007-0874, DOI 10.1017/S0007087400012425, JSTOR 4025305)

## 1973:Molecules and Life

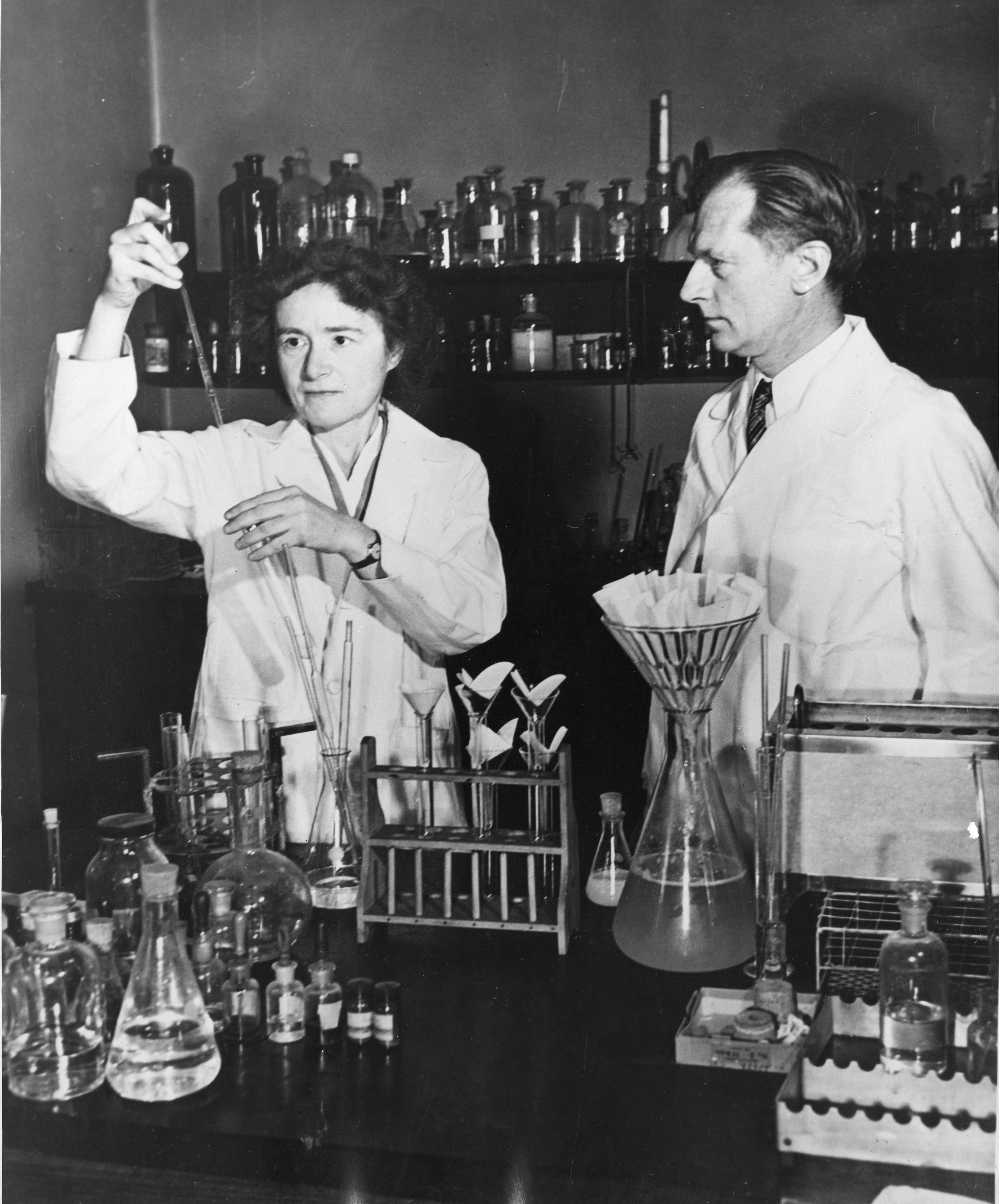
Gerty Theresa Radnitz Cori (1896-1957) et Carl Ferdinand Cori (1896-1984).

Joseph Fruton (1912-2007) est un biochimiste et historien des sciences américain, dont les travaux portent plus particulièrement sur l'histoire de la biochimie et de la biologie moléculaire.
Il est lauréat en 1973 pour son livre Molecules and Life: Historical Essays on the Interplay of Chemistry and Biology paru en 1972, dans lequel « Fruton montre comment une nouvelle discipline scientifique, la biochimie, s'est développée à partir d'une masse de confusion, de spéculations et d'observations expérimentales incorrectes sur la période 1800-1950. »
- (en) Joseph S. Fruton, Molecules and life : historical essays on the interplay of chemistry and biology, Wiley-Interscience, 1972
- (en) John T. Edsall, « The Evolution of Biochemistry », Science, vol. 180, no 4086,‎ 1973, p. 606–608 (lire en ligne, consulté le 9 octobre 2016)
- (en) Frederic L. Holmes, « Molecules and Life by Joseph S. Fruton », History of Science, vol. 13,‎ 1975, p. 114–121 (Bibcode 1975HisSc..13..114H, lire en ligne, consulté le 9 octobre 2016)

## 1974:The Edge of an Unfamiliar World: A History of Oceanography

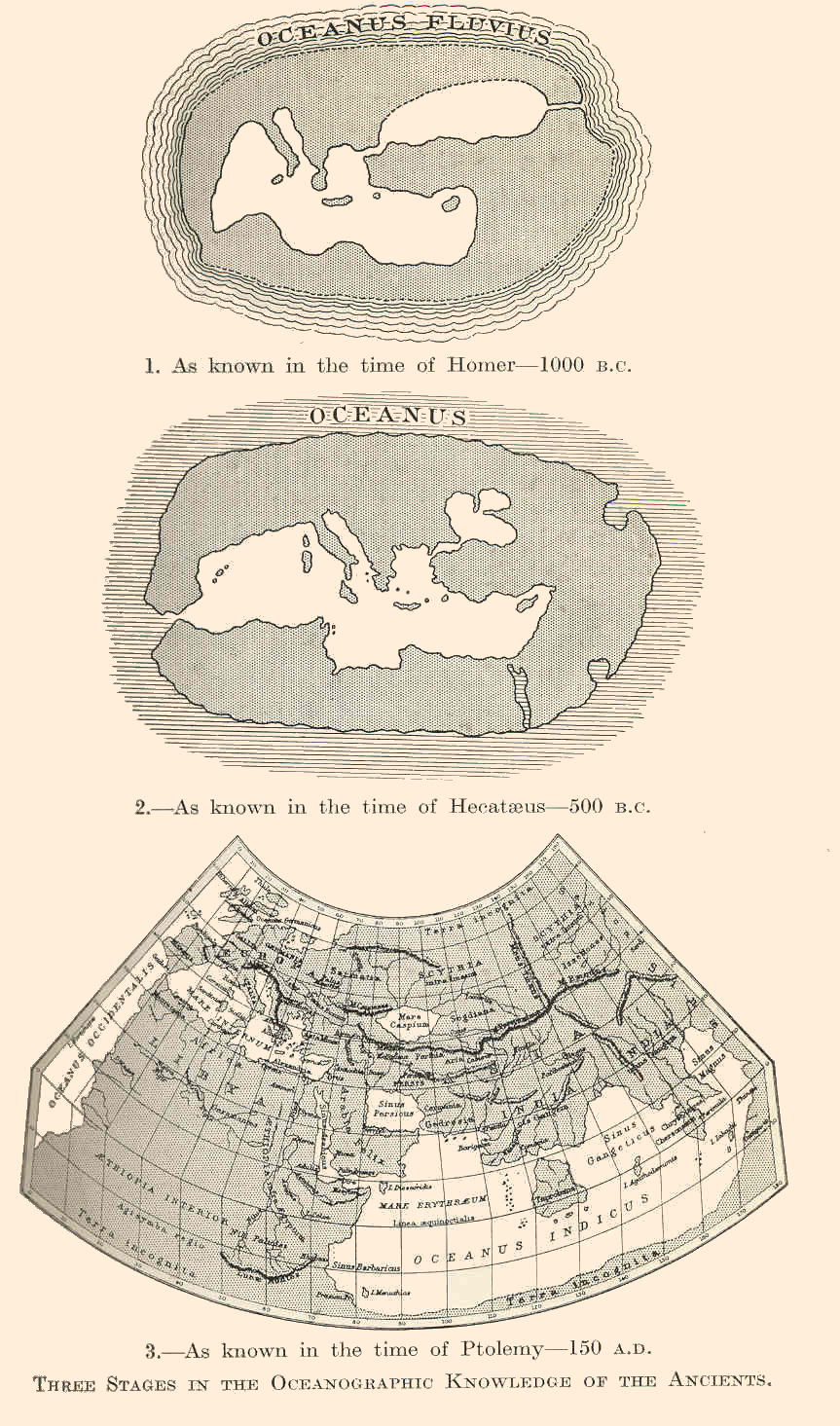
Trois étapes dans la connaissance océanographique antique : 1. du temps d'Homère (1000 av.J.-C.), 2. d'Hécate (500 av.J.-C.), 3. de Ptolémée (150 ap.J.-C.).

Susan Schlee est une historienne de la marine, spécialisée dans l'histoire de l'océanographie aux XIXe et XXe siècles.
Elle est lauréate en 1974 pour son livre The Edge of an Unfamiliar World: A History of Oceanography paru en 1973. L'ouvrage, qui couvre une période s'étalant de 1830 à 1970, traite de l'histoire et du développement de l’océanographie. Il retrace différentes expéditions et la genèse de certaines structures mises en place pour répondre aux besoins de cartographier avec notamment la création de l'U.S. National Geodetic Survey.
- (en) Susan Schlee, A History of Oceanography : The Edge of an Unfamiliar World, Dutton, 1973, 408 p. (ISBN 0-525-09673-6)
- Harold L. Burstyn, « The edge of an unfamiliar world. A history oceanography », Deep Sea Research and Oceanographic Abstracts, vol. 20, no 11,‎ 1er novembre 1973, p. 1041 (DOI 10.1016/0011-7471(73)90074-0, lire en ligne, consulté le 13 octobre 2016)
- (en) E. Bullard, « Oceanography: edge of an unfamiliar world », Nature, vol. 257, no 5522,‎ septembre 1975, p. 163 (ISSN 0028-0836, DOI 10.1038/257163a0, lire en ligne, consulté le 24 novembre 2019)

## 1975:Claude Bernard and Animal Chemistry

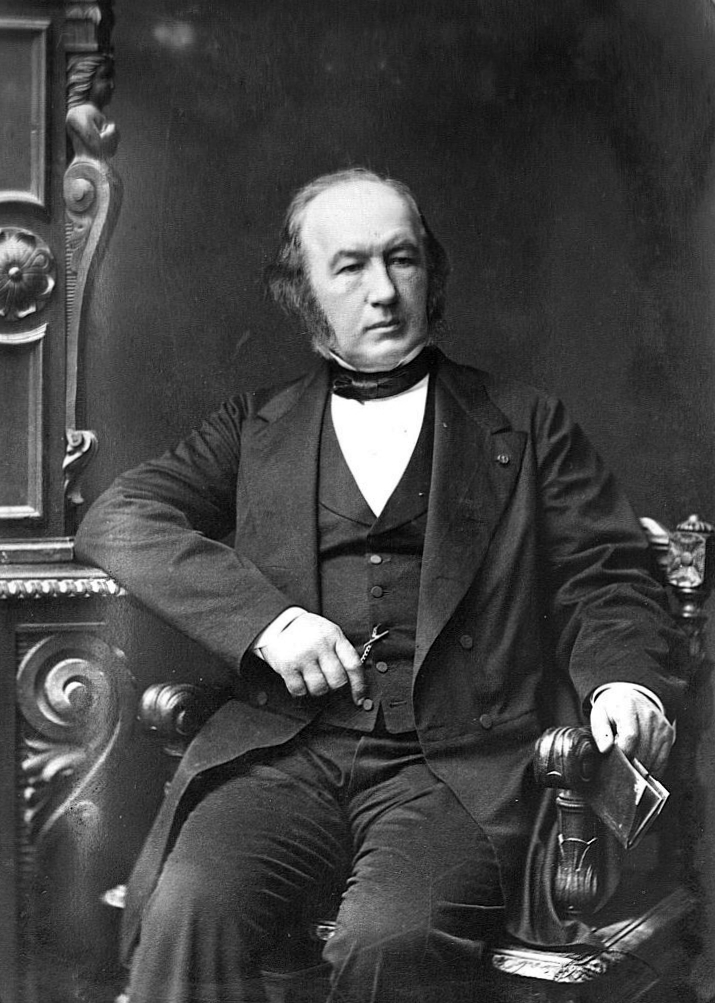
Claude Bernard (1813-1878).

Le lauréat 1975 est Frederic L. Holmes (1932-2003), un historien des sciences américain, spécialisé dans les domaines de la chimie, de la médecine et de la biologie. Il publie le livre Claude Bernard and Animal Chemistry: The Emergence of a Scientist en 1974, consacré à Claude Bernard (1813-1878), un médecin et physiologiste français considéré comme le fondateur de la médecine expérimentale.
Le livre de Holmes « se concentre sur les études que Bernard a consacrées à la digestion et au métabolsime dans les années cruciales de 1842 à 1848 quand il est un jeune homme à l'avenir incertain, luttant pour s'installer dans le monde scientifique parisien. (...) Holmes suit l'histoire complexe et parfois confuse du chemin tortueux que Bernard a emprunté sur la route de certaines de ses plus grandes découvertes. ».
Une partie de l'ouvrage confronte les vues de Bernard et de Liebig, le premier partisan de méthodologies in vivo contre le « chimisme » du second.

## 1976:A History of Ancient Mathematical Astronomy

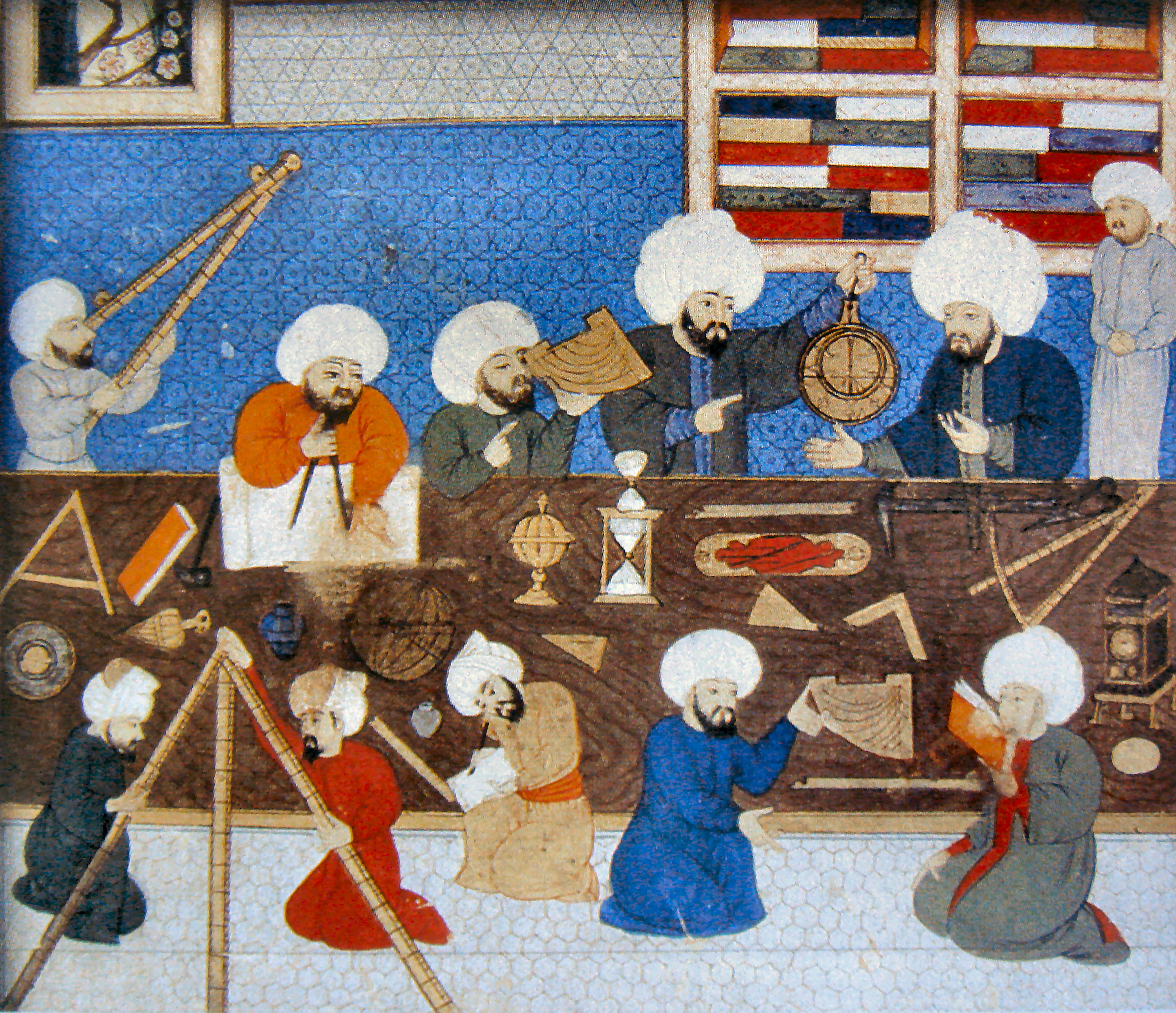
Observatoire d'Istanbul en 1577.

Otto Neugebauer (1899-1990) est un mathématicien et historien des sciences autrichien, naturalisé américain, spécialiste de l'histoire des mathématiques et de l'astronomie, depuis la haute Antiquité mésopotamienne et égyptienne jusqu'au Moyen Âge musulman.
Il est lauréat en 1976 pour son livre A History of Ancient Mathematical Astronomy (3 vols.) paru en 1975.

« Cette œuvre monumentale sera dorénavant l'interprétation standard de l'astronomie mathématique antique. Il est aisé de pointer ses nombreuses qualités : compréhensibilité et sens commun en sont deux des plus importantes. Neugebauer a étudié en profondeur chaque texte important en akkadien, égyptien, grec et latin, quel que soit son aspect fragmentaire; [...] Avec la combinaison de rigueur mathématique et de sens de la preuve, il a pénétré la signification astronomique et historique de son matériau. [...] Son travail a été et restera le modèle le plus admiré pour ceux qui travaillent avec des textes mathématiques et astronomiques. »

- (en) Otto Neugebauer, A History of Ancient Mathematical Astronomy, Springer Science & Business Media, 1975 (DOI 10.1007/978-3-642-61910-6, lire en ligne)
- (en) David Pingree, « A History of Ancient Mathematical Astronomy », Bibliotheca Orientalis, no 34,‎ 1977, p. 303-304
- Asger Aaboe, « Review of A History of Ancient Mathematical Astronomy », Isis, vol. 69, no 3,‎ 1978, p. 441–445 (lire en ligne, consulté le 7 octobre 2016)
- Owen Gingerich, « On Ptolemy as the Greatest Astronomer of Antiquity », Science, vol. 193, no 4252,‎ 1976, p. 476–477 (lire en ligne, consulté le 7 octobre 2016)
- Emmanuel Poulle, « Review of A History of Ancient Mathematical Astronomy. (Studies in the History of Mathematics and Physical Sciences, 1) », Bibliothèque d'Humanisme et Renaissance, vol. 38, no 3,‎ 1976, p. 513–515 (lire en ligne, consulté le 7 octobre 2016)
- Raymond Mercier, « Reviewed Work: A History of Ancient Mathematical Astronomy by O. Neugebauer », The Geographical Journal, vol. 145, no 2,‎ juillet 1979, p. 336-337 (DOI 10.2307/634430)
- (en) N.M Swerdlow, « A history of ancient mathematical astronomy », Historia Mathematica, vol. 6, no 1,‎ février 1979, p. 76–85 (DOI 10.1016/0315-0860(79)90118-6)

## 1977:The Kind of Motion We Call Heat

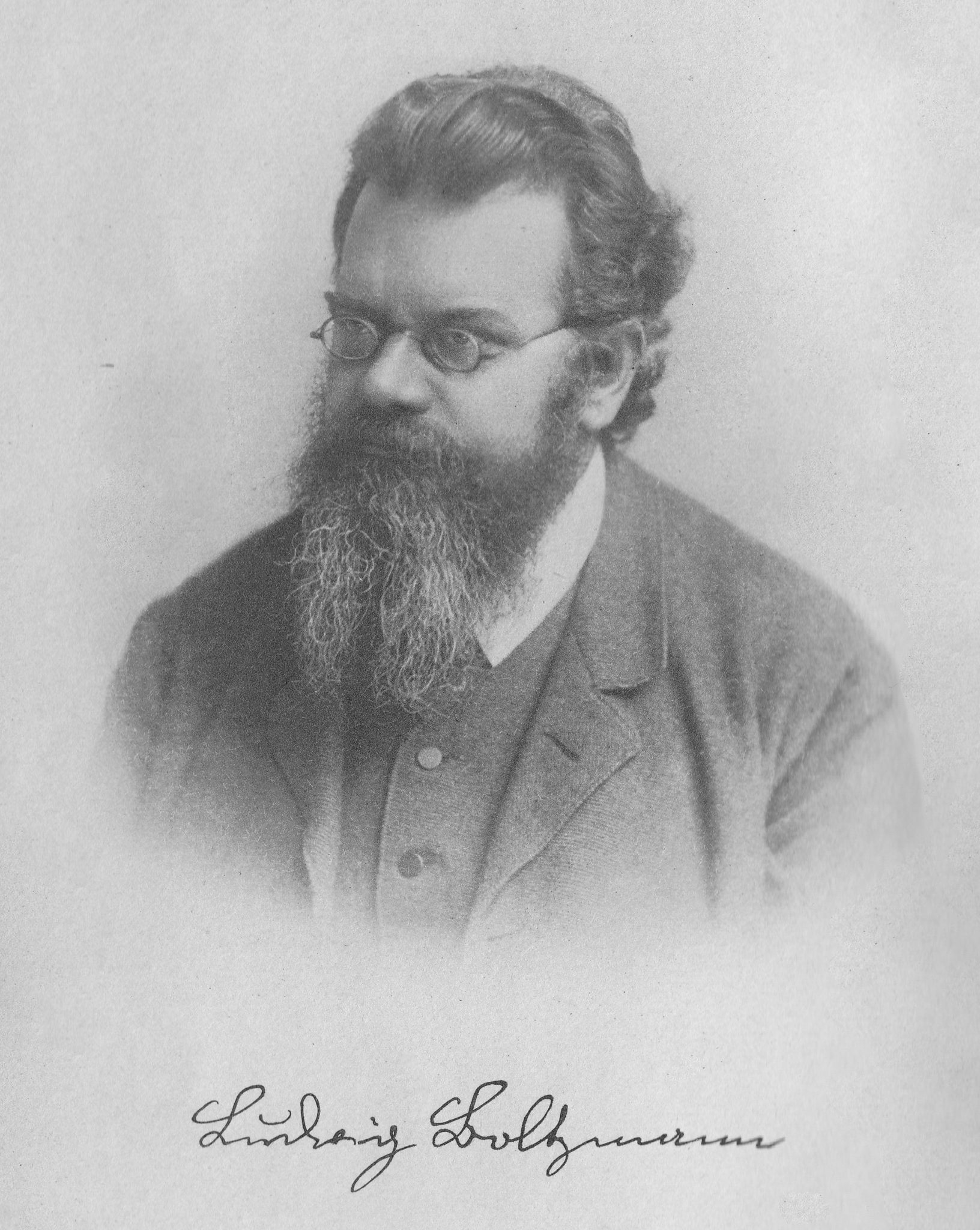
Ludwig Boltzmann (1844-1906).

Le lauréa 1977t est Stephen G. Brush, pour son ouvrage The Kind of Motion We Call Heat paru en 1976.
L'auteur (né en 1935) est un historien des sciences américain, dont les travaux sur l'histoire de la thermodynamique débutent par une série d'essais dans Annals of Science (1957-1958) sur la théorie cinétique des gaz. Dans ce travail, il attire l'attention sur des précurseurs oubliés de la théorie cinétique tels que John Herapath et John James Waterston, qui ont formulé la loi de la distribution égale en 1845, rejetée par la Royal Society. En 1964, Brush traduit en anglais les conférences de Ludwig Boltzmann sur la théorie des gaz et édite plusieurs volumes de réimpressions d'œuvres classiques issues de la mécanique statistique. Son premier ensemble de deux ouvrages sur la théorie cinétique des gaz est publié par Pergamon Press en 1966. Le troisième volume de la série est publié en 1972. Il est suivi d'un ensemble en deux volumes intitulé The Kind of Motion We Call Heat, publié en 1976 et The Temperature of History, en 1978.
Les deux volumes rassemblent un grand nombre d'articles sur la théorie cinétique des gaz et la mécanique statistique écrits durant les deux dernières décennies.
De façon plus détaillée, la première partie du premier tome consiste en un exposé introductif de l'histoire de la théorie cinétique, d'abord au XIXe siècle, mais avec des excursions dans les époques antérieures et ultérieures. La seconde partie intitulée « Personnalités » comporte des études biographiques de Herapath, Waterston, Clausius, Maxwell, Boltzmann, Van der Waals et Mach. Et à l'exception de Waterston, il s'agit de reprises ou d'adaptations d'articles précédemment publiés par Brush.

## 1978:The Chemical Philosophy

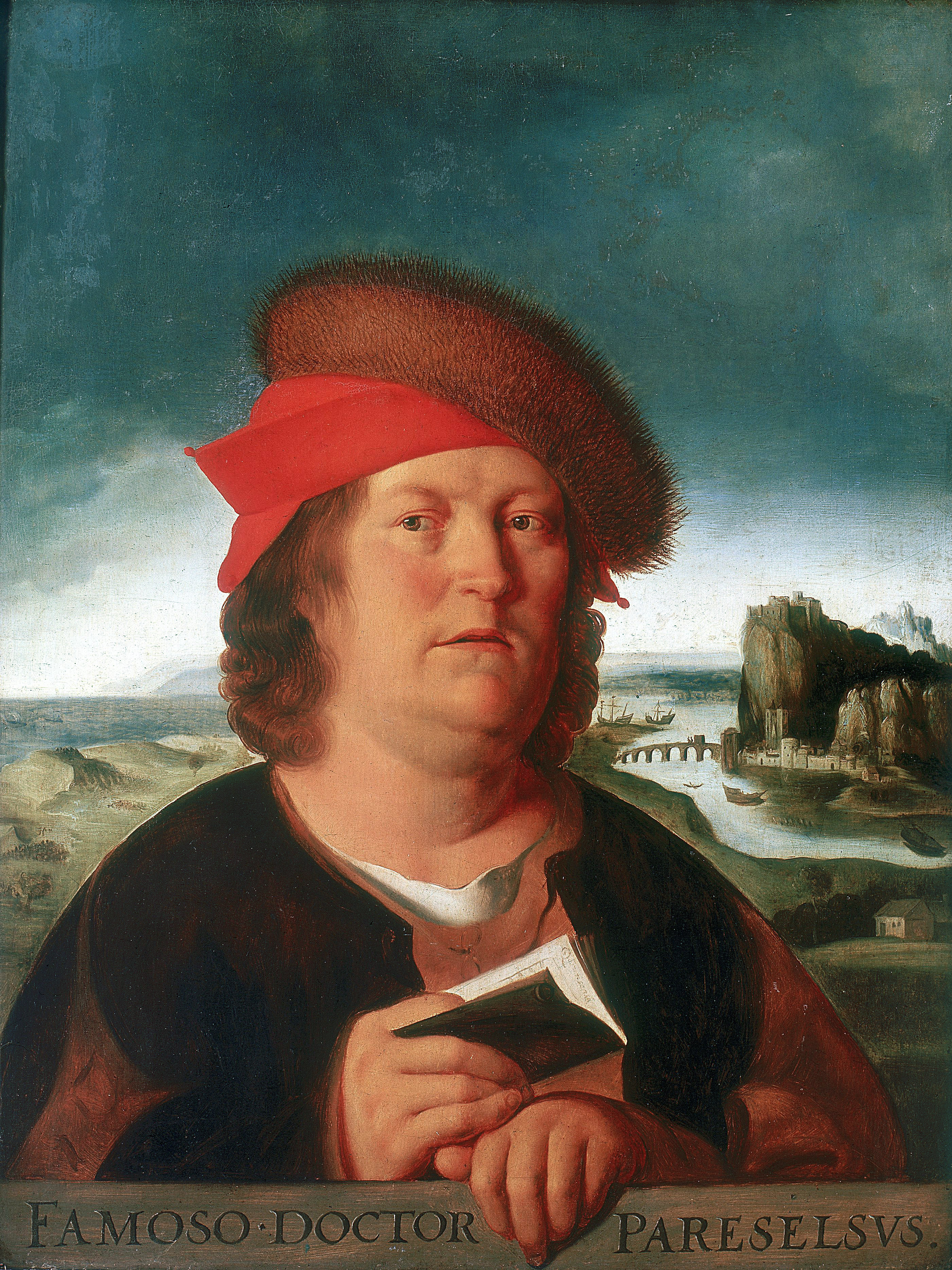
Portrait présumé du médecin Paracelse (1493-1541).

Allen G. Debus (1926-2009) est un historien des sciences américain, connu principalement pour ses travaux sur l'histoire de la chimie et de l'alchimie.
Il est lauréat en 1978, pour son livre The Chemical Philosophy: Paracelsian Science and Medicine in the Sixteenth and Seventeenth Centuries paru en 1977 et qui porte sur les adeptes de Paracelse (1493-1541) et de la médecine chimique, dont Joseph du Chesne et Théodore de Mayerne. Ces médecins de la Cour forment un puissant groupe médical car la Faculté de Paris est alors dans une phase de déclin, ne comptant guère plus de 40 médecins (contre près d'une centaine au cours du XVIIe siècle). Allen Debus y voit les bases d'un conflit de pouvoir entre les deux groupes, tout autant qu'un conflit de doctrines opposant les chimistes et les galénistes. Le conflit entre médecins chimistes de la Cour et médecins galénistes de la Faculté ne prendra fin qu'en 1666, lorsque la Faculté de Paris approuvera elle-même, par 92 voix contre 10, l'utilisation de médicaments chimiques.
- (en) Allen G. Debus, The Chemical Philosophy : Paracelsian Science and Medicine in the Sixteenth and Seventeenth Centuries, Courier Corporation, 1977, 609 p. (ISBN 978-0-486-42175-9, lire en ligne)
- Charles Webster, « Review of The Chemical Philosophy: Paracelsian Science and Medicine in the Sixteenth and Seventeenth Centuries, ; Man and Nature in the Renaissance, Allen G. Debus; Der sächsische Paracelsist Georg Forberger. Mit bibliographischen Beitragen zu Paracelsus, Alexander von Suchten, Denys Zacaire, Bernardus Trevirensis, Paolo Giovio, Francesco Guicciardini und Natale Conti », Isis, vol. 70, no 4,‎ 1979, p. 588–592 (lire en ligne, consulté le 13 octobre 2016)
- William R. Shea, « Allen G. Debus, The Chemical Philosophy. Paracelsian Science and Medicine in the Sixteenth and Seventeenth Centuries. New York: Neale Watson Academic Publication, 1977, 2 volumes, 632 pages, 33 plates, Price $ 60.00. », Annali dell'Istituto e Museo di storia della scienza di Firenze, vol. 3, no 1,‎ 1978, p. 121–123 (ISSN 2210-5875, DOI 10.1163/221058778X00082, lire en ligne, consulté le 13 octobre 2016)

## 1978:Harpers Ferry Armory and the New Technology

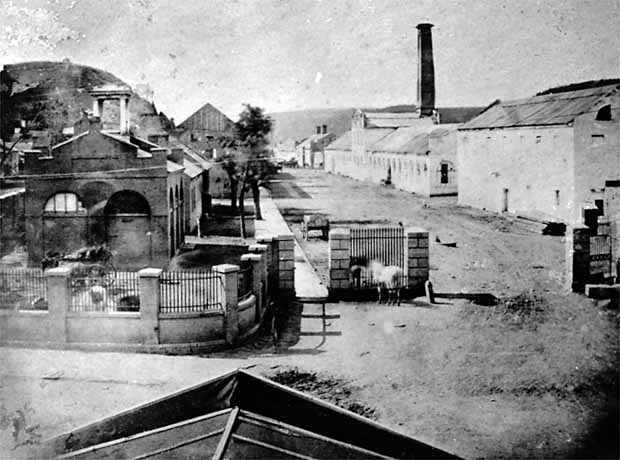
L'armurerie de Harpers Ferry Armory en 1862.

Merritt Roe Smith (né en 1940) est un historien américain, spécialiste de l'histoire de l'innovation technologique et du changement social.
En 1978, il est lauréat pour son livre Harpers Ferry Armory and the New Technology: The Challenge of Change paru en 1977.
Dans les années 1970, Smith apporte une large contribution à notre compréhension de la manière dont l'interchangeabilité des pièces mécaniques allaient depuis le concept jusqu'à la réalisation. Il a pu sauvegarder le travail remarquable de l'armurier John H. Hall de Harpers Ferry Armory et le sortir de l'obscurité. De 1815 à 1834, Hall a combiné tous les progrès précédents dans le domaine de la standardisation industrielle avec une conception brillante des machines et un management efficace des équipes afin de réaliser l'objectif longuement désiré d'une vraie interchangeabilité des pièces. Le modèle innovant de Hall, l'US Rifle Model 1819, était le premier produit en grande quantité dont les composants pouvaient être librement échangés avec un autre et continuer de fonctionner. De précédents historiens de l'industrie ont souvent crédité Eli Whitney d'avoir perfectionné les pièces standardisées avant Smith, mais bien que Whitney ait apporté quelques progrès dans ce but, il a fini par abandonner et cesser l'effort. Les recherches de Smith sur le travail de Hall chez Harpers Ferry a replacé le fabricant du Maine à sa vraie position au sein du panthéon industriel. La technique de fabrication de Hall est devenue connue sous le nom du Système américain, et de nos jours elle est devenue universelle. « Bien que reconnu par ses contemporains comme un contributeur majeur au Système américain », écrit l'historien de l'industrie David Hounshell en 1984, « John H. Hall a échappé à l'attention des historiens modernes jusqu'à récemment. L'ouvrage de Merritt Roe Smith Harpers Ferry and the New Technology a fourni une étude remarquable des accomplissements de Hall ».
- (en) Merritt Roe Smith, Harpers Ferry Armory and the New Technology : The Challenge of Change, Cornell University Press, 2015, 364 p. (ISBN 978-0-8014-5439-4, lire en ligne)
- Roger D. Simon, « The Machine in Context: Merritt Roe Smith's Harpers Ferry Armory and the New Technology: The Challenge of Change », Technology and Culture, vol. 51, no 4,‎ 26 novembre 2010, p. 1010–1017 (ISSN 1097-3729, lire en ligne, consulté le 14 octobre 2016)
- Paul Uselding, « Review of Harpers Ferry Armory and the New Technology: The Challenge of Change », The Journal of Economic History, vol. 39, no 2,‎ 1979, p. 592–594 (lire en ligne, consulté le 14 octobre 2016)

## 1979:Science in Culture: The Early Victorian Period

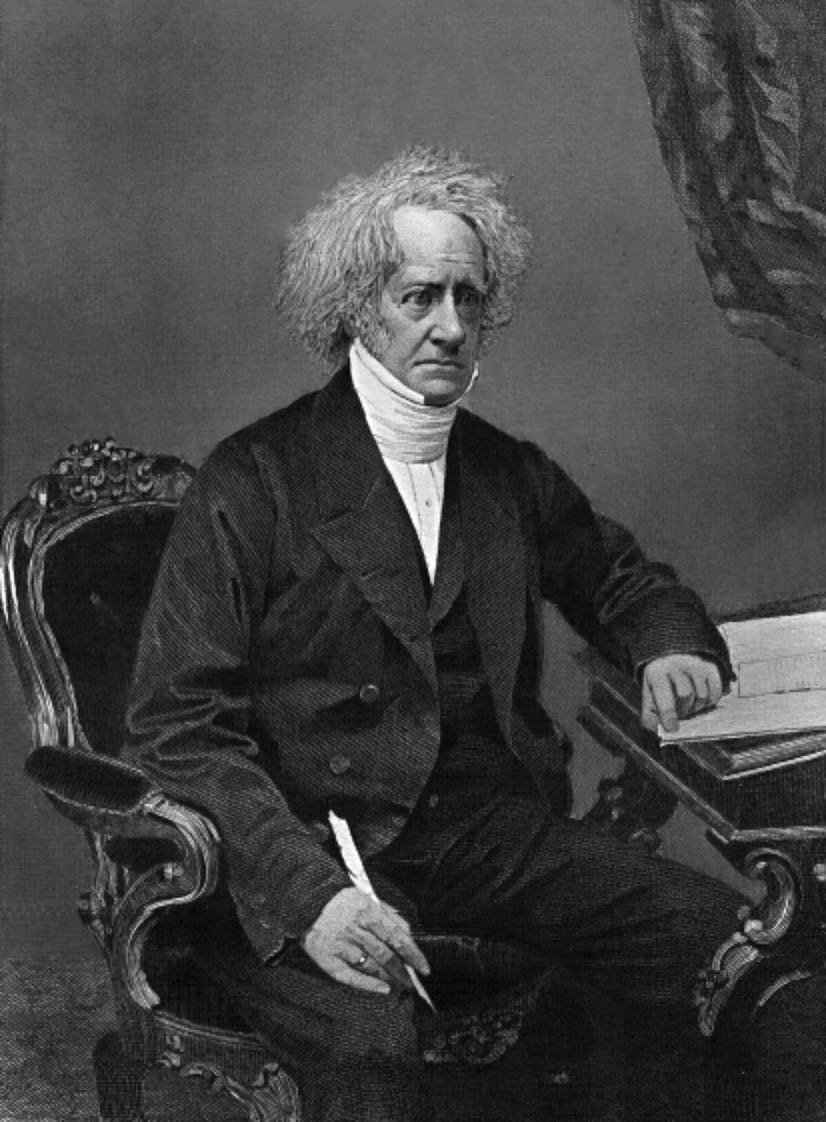
John Herschel (1792– 1871).

Susan Faye Cannon (1925-1981) est une historienne des sciences américaine.
Elle est lauréate en 1979 pour son livre Science in Culture: The Early Victorian Period paru en 1978, qui regroupe plusieurs articles précédemment parus qu'elle a actualisés et augmentés. Elle met notamment en lumière le réseau de Cambridge et la fondation de la British Associtation for the Advancement of Science (BAAS). Ce « Cambridge Network » est un petit groupe de philosophes naturels à inclination mathématique, dont le membre le plus connu était William Herschel, astronome britannique, également philosophe, physicien, météorologue et pionnier de la photographie.
- (en) Susan Faye Cannon, Science in Culture : The Early Victorian Period, Dawson ; New York : Science History Publ., 1978, 296 p. (ISBN 978-0-7129-0895-5, lire en ligne)
- L. Pearce Williams, « Review of Science in Culture: The Early Victorian Period », The Journal of Modern History, vol. 52, no 2,‎ 1980, p. 316–318 (lire en ligne, consulté le 8 octobre 2016)
- Pietro Corsi, « Review of Science in Culture: The Early Victorian Period », Isis, vol. 70, no 4,‎ 1979, p. 593–595 (lire en ligne, consulté le 8 octobre 2016)
- S. S. Schweber, « Early Victorian Science: "Science in Culture" », Journal of the History of Biology, vol. 13, no 1,‎ 1980, p. 121–140 (lire en ligne, consulté le 10 novembre 2019)

## 1980:Freud, Biologist of the Mind: Beyond the Psychoanalytic Legend

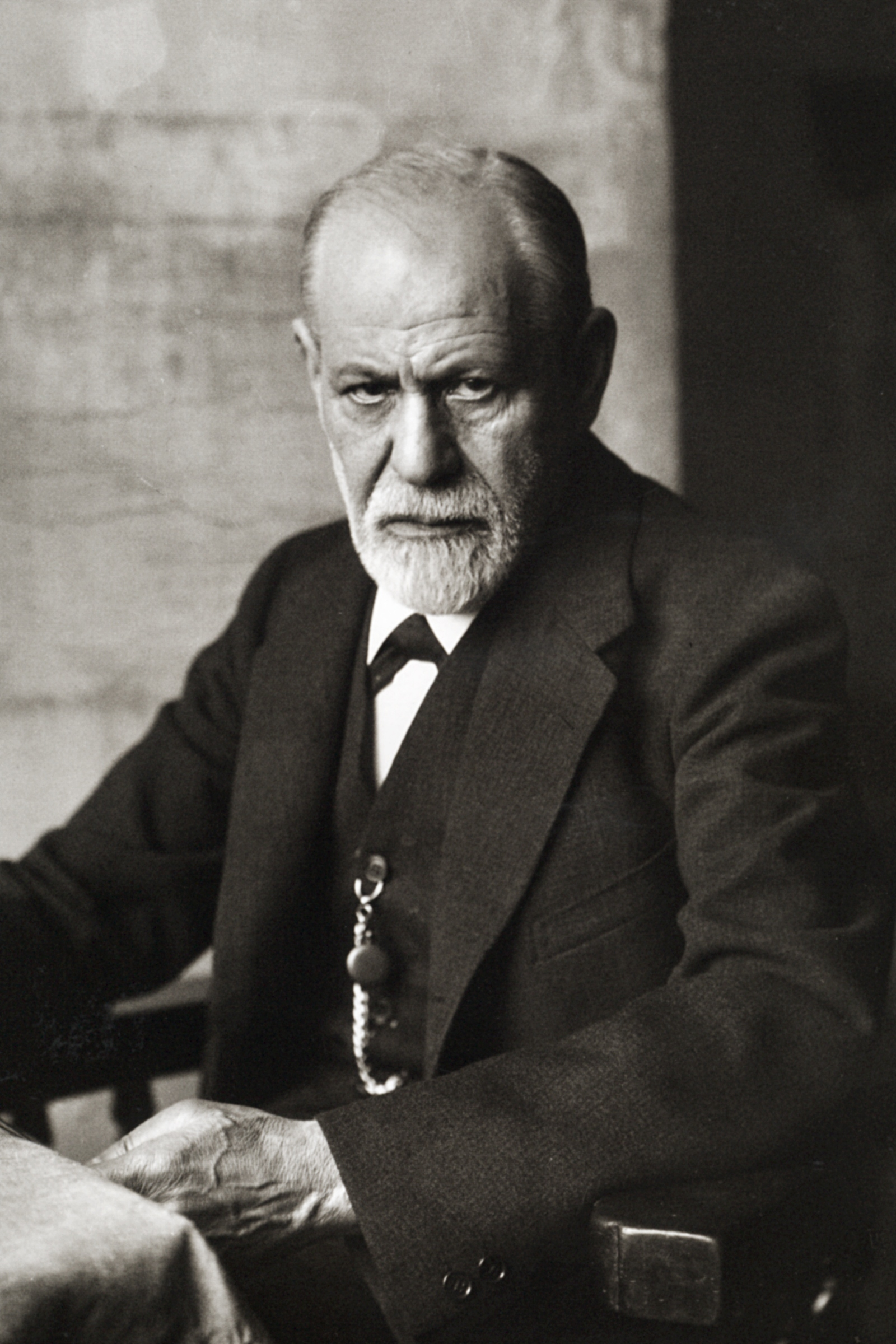
Sigmund Freud en 1926.

Frank Sulloway (né en 1947) est un psychologue américain.
Il est lauréat en 1980 pour son livre Freud, Biologist of the Mind: Beyond the Psychoanalytic Legend paru en 1979, traduit en français sous le titre Freud, biologiste de l'esprit, et consacré à Sigmund Freud (1856-1939), neurologue autrichien fondateur de la psychanalyse. Sulloway y développe une thèse qui soutient qu'avec la psychanalyse, Freud a produit un modèle « cryptobiologique », dans le but de masquer ses inspirations biologiques reconnues comme déjà obsolètes à son époque par certains de ses partisans comme Ernst Kris, pour mieux se présenter, de façon révolutionnaire, en pur psychologue de la psyché.
- (en) Frank J. Sulloway, Freud, Biologist of the Mind : Beyond the Psychoanalytic Legend, Harvard University Press, 1992, 612 p. (ISBN 978-0-674-32335-3, lire en ligne)
- Jan Goldstein, « Review of Freud, Biologist of the Mind: Beyond the Psychoanalytic Legend », The Journal of Modern History, vol. 53, no 2,‎ 1981, p. 304–306 (lire en ligne, consulté le 14 octobre 2016)
- John Gach, « Review of Freud, Biologist of the Mind: Beyond the Psychoanalytic Legend », MLN, vol. 95, no 5,‎ 1980, p. 1375–1383 (DOI 10.2307/2906500, lire en ligne, consulté le 14 octobre 2016)
- George H. Pollock, « Review of Freud, Biologist of the Mind: Beyond the Psychoanalytic Legend », The Journal of Interdisciplinary History, vol. 11, no 3,‎ 1981, p. 517–520 (DOI 10.2307/203636, lire en ligne, consulté le 14 octobre 2016)

## 1981:Science and Polity in France at the End of the Old Regime

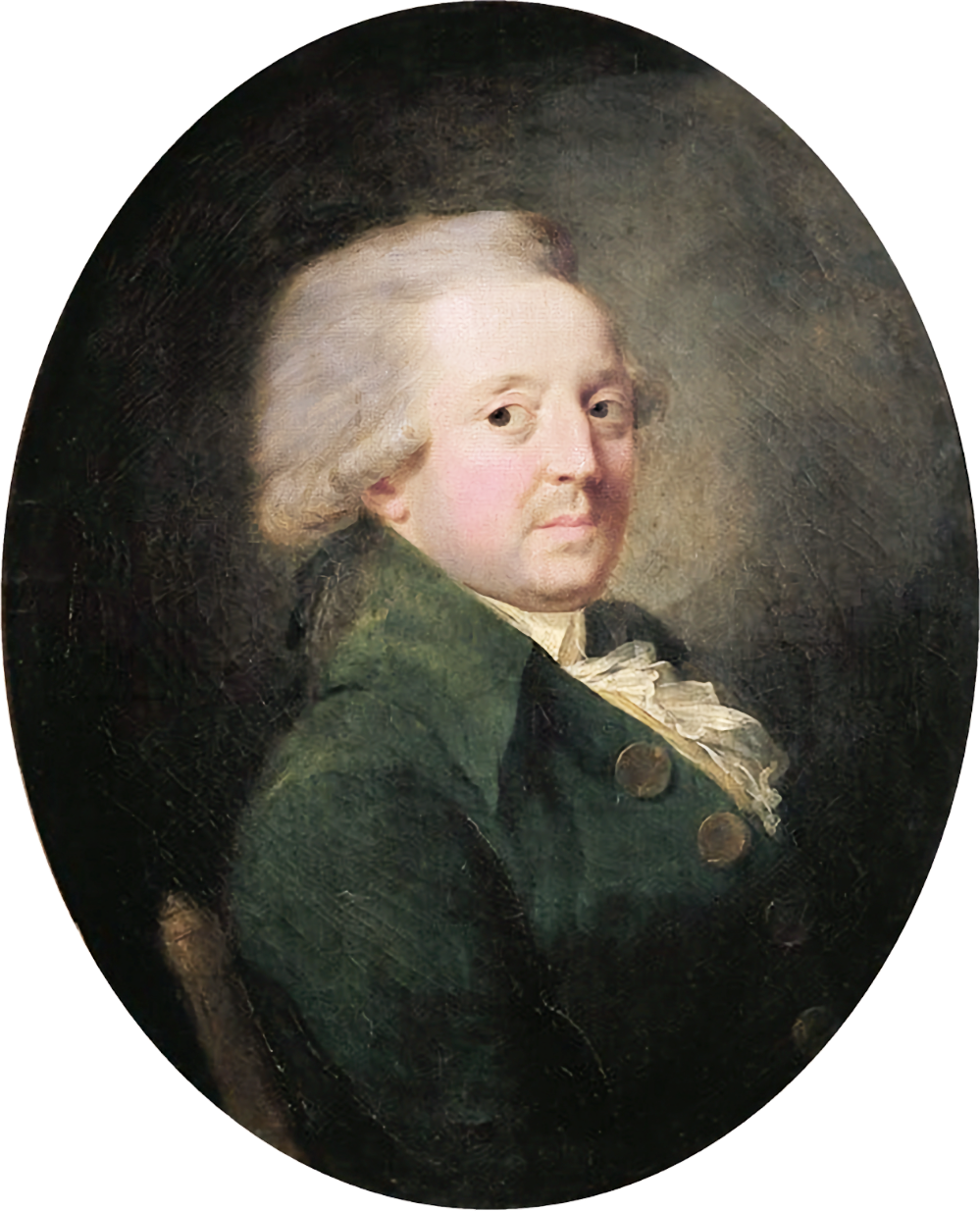
Nicolas de Condorcet (1743-1794), mathématicien, philosophe, homme politique et éditeur français.

Charles Gillispie (1918-2015) est un historien des sciences américain, spécialiste de l'histoire de la science en France à la fin du XVIIIe siècle et sous l'Empire.
Il est lauréat en 1981 pour son livre Science and Polity in France at the End of the Old Regime paru en 1980, dans lequel il s'intéresse aux interactions entre science et politique en France à la fin du XVIIIe siècle, une période où le monde de la science est dominé par les français. Les échanges entre sciences et politique, entre savoir et pouvoir à la veille de la Révolution française, ont influé sur la réforme de la gouvernance, la modernisation de l'économie et la professionnalisation de la science et de l'ingénierie.
« Même sans liens directs, science et politique s'entremêlent et se renforcent réciproquement sans qu'aucune ne soit réductible à l'autre. (...) pour autant, les intersections sont aussi des interactions et les savants sont des citoyens, partagés, souvent, engagés, mobilisés ou ralliés, suspects ou victimes parfois. Que la science ne soit pas directement touchée par le politique, cela est souvent vrai. Mais les fruits de la science sont aussi, parfois, les fruits d'événements politiques, comme le transformisme de Lamarck, né de l'abandon de ses travaux en botanique et de sa réorientation disciplinaire, lorsqu'il reçut une chaire de zoologie à la création du Muséum en 1793, ou comme la réorientation durable des travaux de Geoffroy Saint-Hilaire et de Berthollet pendant l'expédition d'Egypte ».
D'autres exemples de bénéfices réciproques entre politiques et scientifiques sont les mesures prises par Turgot pour réguler les épidémies humaines et rationaliser la manufacture de poudre, mesures inspirées des travaux de Lavoisier et Condorcet contre l'épidémie de maladie bovine ; une institution telle que l'Académie des sciences a sponsorisé des prix pour des recherches pratiques comme la technologie du salpêtre ou l'ingénierie des canaux ; en retour des savants pouvaient obtenir des promotions.
Une suite est parue en 2004 sous le titre Science and Polity in France - The Revolutionary and Napoleonic Years, étendant ainsi son étude des institutions scientifiques, des personnalités, et des développements en France des années 1770 aux années 1820.

## 1982:Dawn of Modern Science: From the Arabs to Leonardo da Vinci

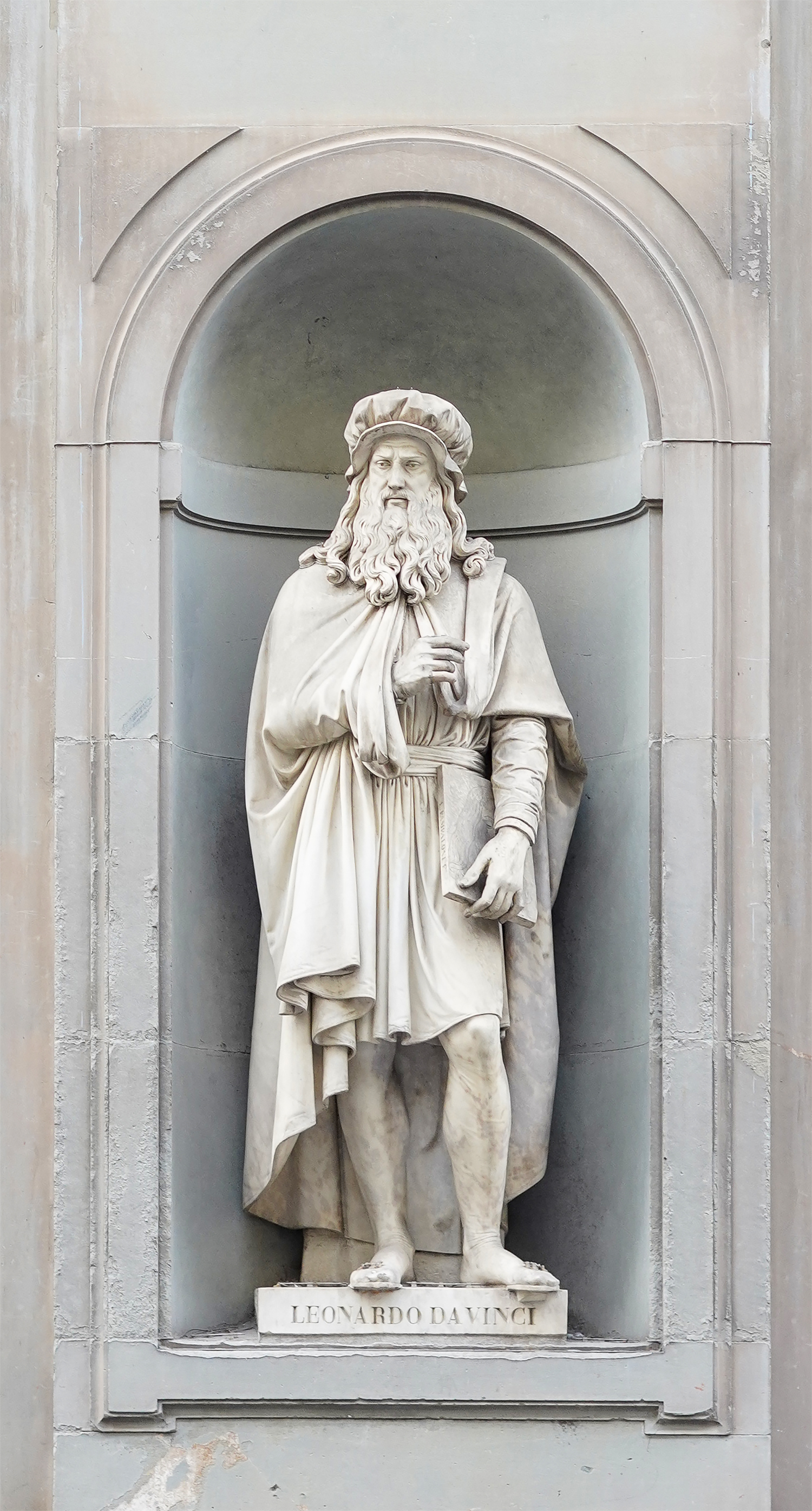
Statue de Léonard de Vinci, extérieur de la Galerie des Offices à Florence.

Thomas Goldstein (1913-1997) est un historien et journaliste américain né en Allemagne qui a écrit une série de recueils d'histoire sous le titre « Dawn of Modern Science » (« l'aube de la science moderne »).
En 1982 il est lauréat pour son livre Dawn of Modern Science: From the Arabs to Leonardo da Vinci paru en 1980, dans lequel il explore l'histoire des sciences durant la Renaissance, débat de l'influence de la culture arabe et étudie les connexions entre art et science.
« Bien que le titre mette l'accent sur la science, une grande attention est portée à l'art, la religion, la philosophie, le mysticisme et d'autres modalités de comprendre le monde naturel. L'architecture, l'ubanisation, la cartographie et l'exploration font partie des entreprises dont les influences sont débattues. »
- Thomas Goldstein, Dawn of modern science : from the Arabs to Leonardo da Vinci, Houghton Mifflin, 1980
- George Ovitt, « Review of Dawn of Modern Science: From the Arabs to Leonardo da Vinci », Isis, vol. 74, no 3,‎ 1983, p. 417–418 (lire en ligne, consulté le 8 octobre 2016)

## 1983:Never at Rest: A Biography of Isaac Newton

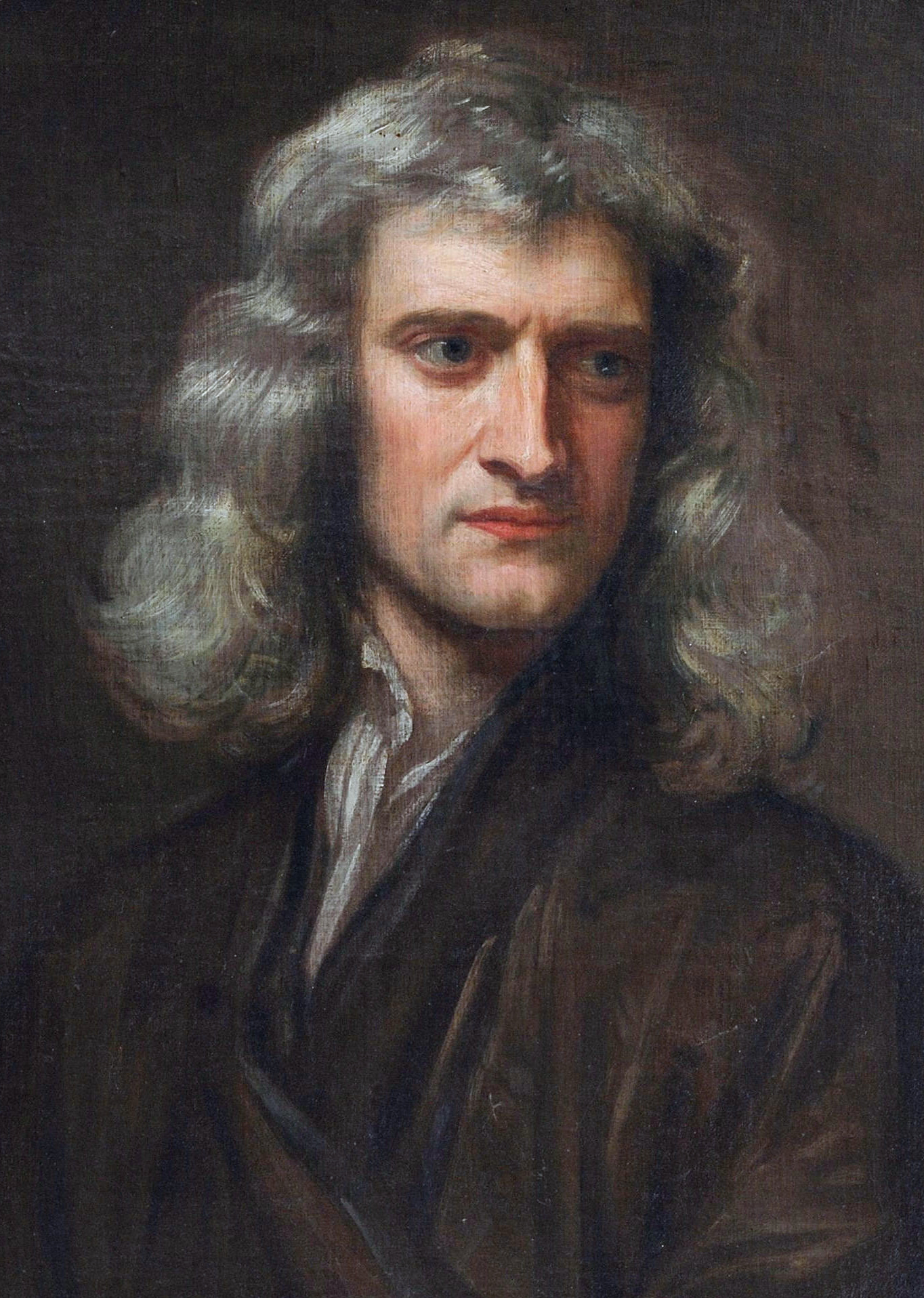
Portrait d’Isaac Newton (1642-1727).

Richard Westfall, déjà lauréat en 1972, reçoit de nouveau le prix en 1983, cette fois pour son livre Never at Rest: A Biography of Isaac Newton paru en 1980. Cette biographie, qui se veut définitive, capture à la fois la vie personnelle et la carrière scientifique d'Isaac Newton, en présentant Newton l'homme, le scientifique, le philosophe, le théologien et la personnalité publique. Westfall traite tous ces aspects avec en point d'orgue une description des travaux de Newton en science. Le cœur de l'ouvrage décrit le développement du calcul, les expérimentations sur la diffraction de la lumière en optique, et surtout les recherches en mécanique céleste qui ont abouti à la loi de la gravitation universelle.
Selon I. Bernard Cohen, l'ouvrage contient de nombreux matériaux nouveaux, même pour les spécialistes de Newton, notamment sur ses activités à Londres à la fin de sa vie. « Bien qu'il existe d'autres biographies de Newton, c'est la première à être basée sur une telle utilisation de sources manuscrites. C'est plus que simplement la biographie d'un homme et la somme de ses idées. C'est une ressource fondamentale sur la Révolution scientifique, un travail qui devrait figurer sur les étagères de tout érudit intéressé par les principaux courants d'idées au XVIIe siècle ou par tout aspect du début de l'histoire de la science moderne. »
- (en) Richard S. Westfall, Never at Rest : A Biography of Isaac Newton, Cambridge University Press, 1983, 908 p. (ISBN 978-0-521-27435-7, lire en ligne)
- G. A. J. Rogers, « Review of Never at Rest: A Biography of Isaac Newton », The British Journal for the History of Science, vol. 16, no 1,‎ 1983, p. 101–105 (lire en ligne, consulté le 15 octobre 2016)
- (en) Brian Gee, « Never at Rest: A Biography of Isaac Newton », Physics Bulletin, vol. 35, no 2,‎ 1984, p. 73 (ISSN 0031-9112, DOI 10.1088/0031-9112/35/2/028, lire en ligne, consulté le 15 octobre 2016)
- Anthony P. French, « Review of Never at Rest: A Biography of Isaac Newton », The Journal of Interdisciplinary History, vol. 13, no 1,‎ 1982, p. 125–127 (DOI 10.2307/203846, lire en ligne, consulté le 15 octobre 2016)

## 1984:Black Apollo of Science: The Life of Ernest Everett Just

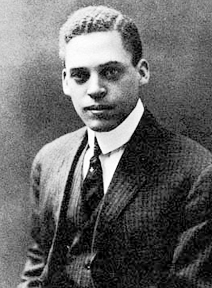
Ernest Everett Just (1883–1941).

Kenneth Manning (né en 1947) est un professeur américain de rhétorique et d'histoire des sciences au MIT.
En 1984, il est lauréat pour son livre Black Apollo of Science: The Life of Ernest Everett Just paru en 1983. Black Apollo of Science: The Life of Ernest Everett Just décrit la vie et la carrière d'Ernest Everett Just, né à Charleston, en Caroline du Sud, qui est devenu un biologiste de renommée mondiale. Manning a remporté plusieurs prix pour le livre et a été finaliste pour le prix Pulitzer dans la catégorie biographie,. Ce livre est également cité par The New York Times comme étant un des livres notables de l'année 1984.
- (en) Kenneth R. Manning, Black Apollo of Science : The Life of Ernest Everett Just, Oxford University Press, 1985, 416 p. (ISBN 978-0-19-976333-7, lire en ligne)
- Kenneth M. Ludmerer, « Black Apollo of Science: The Life of Ernest Everett Just. Kenneth R. Manning », Isis, vol. 76, no 2,‎ 1er juin 1985, p. 285–286 (ISSN 0021-1753, DOI 10.1086/353872, lire en ligne, consulté le 10 octobre 2016)
- Donna Haraway, « Black Apollo of Science—The Life of Ernest Everett Just By Kenneth R. Manning (review) », Perspectives in Biology and Medicine, vol. 28, no 3,‎ 7 janvier 2015, p. 475–477 (ISSN 1529-8795, DOI 10.1353/pbm.1985.0014, lire en ligne, consulté le 10 octobre 2016)

## 1985:Mathematical Astronomy in Copernicus's De Revolutionibus

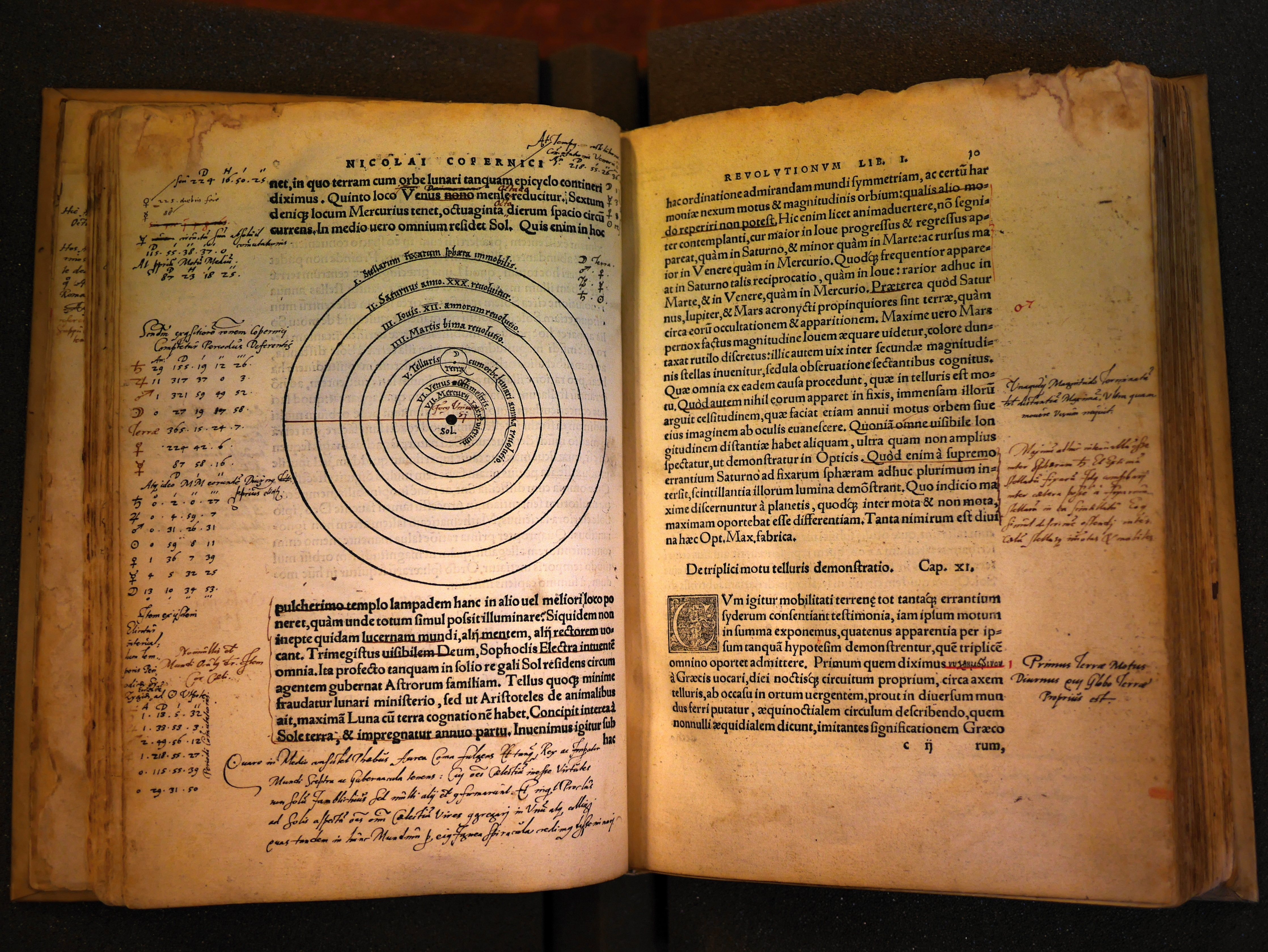
Nicolas Copernic, De revolutionibus orbium coelestium, libri IV.

Noel Swerdlow (né en 1941) est professeur émérite d'histoire, d'astronomie et d'astrophysique à l'université de Chicago, spécialisé dans l'histoire des sciences exactes, l'astronomie en particulier, de l'Antiquité au XVIIe siècle. Il reçoit le prix en 1985 conjointement avec Otto Neugebauer, déjà lauréat en 1976, pour leur livre Mathematical Astronomy in Copernicus's De Revolutionibus paru en 1984.
Le livre est le fruit de plusieurs années de travail séparé des deux chercheurs. Neugebauer a travaillé sur les applications de la méthodologie astronomique grecque chez Copernic, Brahé et Kepler, notamment. Devant l'ampleur de la tâche, il arrête son History of Ancient Mathematical Astronomy à l'antiquité tardive, avant l'Islam. Un commentaire annonçait déjà l'étude du De revolutionibus dans sa relation à la méthodologie de l'Almageste de Ptolémée. Entre-temps Edward S. Kennedy a permis l'accès à l'école de Maragha et aux travaux d'Ibn ash-Shalir, révélant ainsi d'étroits parallèles avec les méthodes de Copernic. Les Notes on Copernicus de Neugebauer, préparées pour une publication en 1975, devaient servir d'analyse moderne du De revolutionibus. De son côté, Noel Swerdlow avait travaillé sur l'astronomie grecque, étendant son travail à l'analyse du De revolutionibus ainsi que sur ses sources et prédécesseurs (Peurbach, Regiomontanus, etc.). Au courant de ces travaux, Neugebauer a envoyé son manuscrit et proposé à Swerdlow d'entreprendre une révision et une amplification de ses Notes. Finalement 400 pages d'analyses, 200 diagrammes et 20 graphiques pour couvrir chaque aspect de l'astronomie mathématique de Copernic.
- (en) N. M. Swerdlow et O. Neugebauer, Mathematical Astronomy in Copernicus’s De Revolutionibus, Springer, 1984 (ISBN 978-1-4613-8264-5, DOI 10.1007/978-1-4613-8262-1)
- (en) W. R. Dick, « N. M. Swerulow, O. Neugebauer: Mathematical Astronomy in Copernicus's De Revolutionibus. (studies on the history of Mathematics and Physical Sciences, Vol. 10). In two Parts. With 222 Figures. New York, Berlin, Heidelberg, Tokyo: Springer-Verlag, 1984. XXI + 711 pp. Preis », Astronomische Nachrichten, vol. 306, no 6,‎ 1985, p. 341–342 (ISSN 1521-3994, DOI 10.1002/asna.2113060616, lire en ligne, consulté le 10 octobre 2016)
- (en) Victor E. Thoren, « De revolutionibus Analyzed », Science, vol. 227, no 4688,‎ 15 février 1985, p. 744–745 (ISSN 0036-8075, DOI 10.1126/science.227.4688.744, lire en ligne, consulté le 10 octobre 2016)

## 1986:Revolution in Science

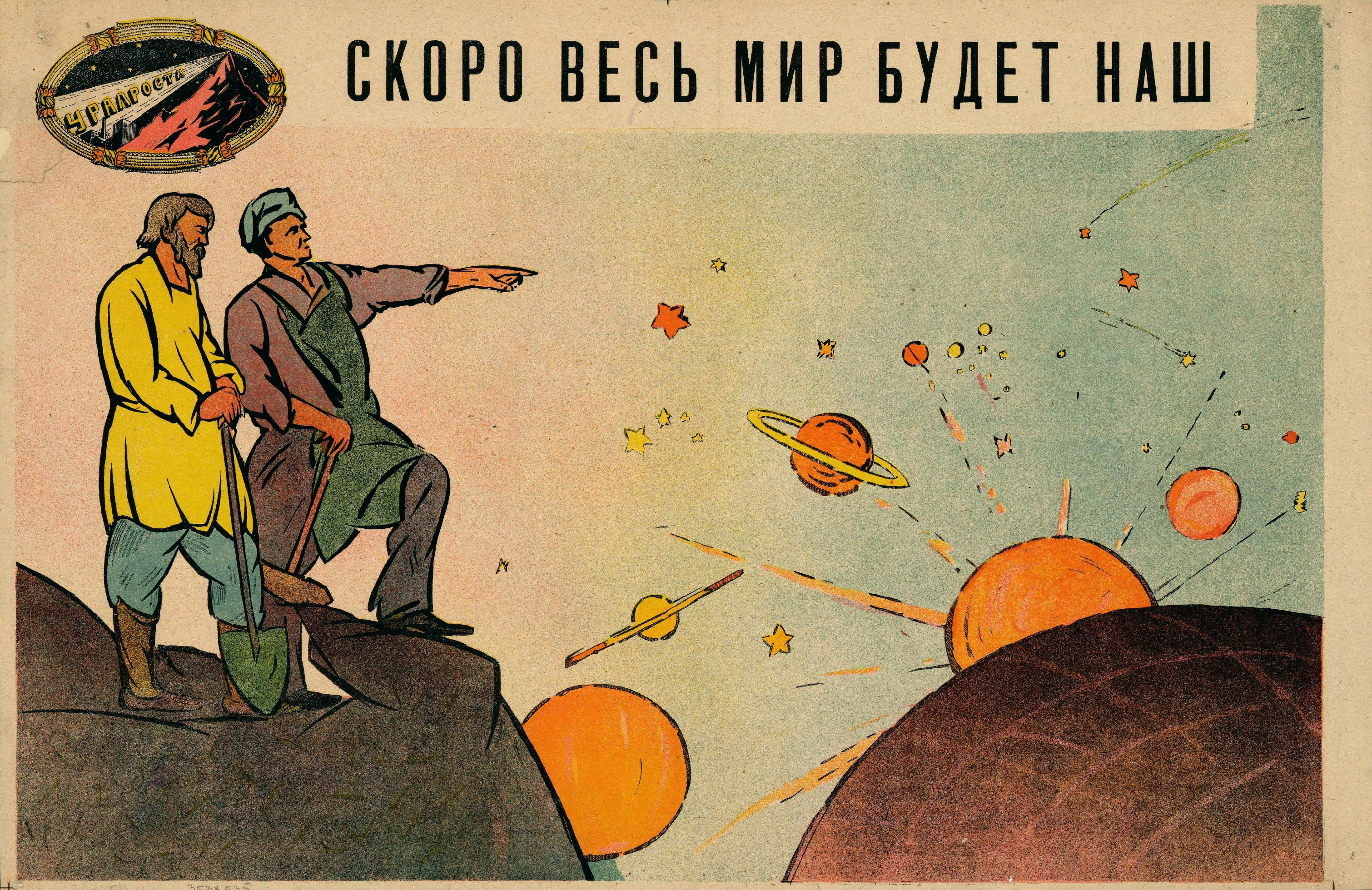
Affiche soviétique « Bientôt le monde entier sera à nous », 1920.

I. Bernard Cohen (1914-2003) est un historien des sciences américain, spécialiste et traducteur de Newton.
Il est lauréat en 1986 pour son livre Revolution in Science paru en 1985, dans lequel il explore les nuances qui différencient aussi bien les révolutions scientifiques que leurs perceptions par les hommes. Il s'appuie pour cela sur de nombreux exemples de la physique, des mathématiques, du béhaviorisme, de Freud, de la physique atomique, jusqu'à la tectonique des plaques et la biologie moléculaire.
Le mot « révolution » est un terme issu de la physique et correspond à une rotation continuelle, ce qui implique à la fois permanence et récurrence — la succession cyclique des saisons, les révolutions des planètes sur leurs orbites — et il s'est transformé en l'expression d'un changement radical en politique et en socio-économie, pour redevenir applicable aux sciences. Il analyse en particulier cinq révolutions scientifiques : Copernic, Newton, Lavoisier, Darwin, Einstein ; il reconnaît d'ailleurs en avoir omis intentionnellement. « De nombreux aspects de la révolution n'ont pas été explorés dans ce livre : le processus de création et le rôle du scientifique en tant qu'individu dans la formulation et la diffusion d'idées scientifiques révolutionnaires, les personnalités de scientifiques révolutionnaires, et l'effet du changement de technologies et de méthodes de communication scientifique sur les révolutions en science »
- (en) I. Bernard Cohen, Revolution in Science, Harvard University Press, 1985, 711 p. (ISBN 978-0-674-76778-2, lire en ligne)
- L. Pearce Williams, « Review of Revolution in Science », The British Journal for the History of Science, vol. 19, no 3,‎ 1986, p. 340–342 (lire en ligne, consulté le 15 octobre 2016)
- Michael Ruse, « Revolution in Science. I. Bernard Cohen », The Quarterly Review of Biology, vol. 60, no 4,‎ 1er décembre 1985, p. 483–484 (ISSN 0033-5770, DOI 10.1086/414573, lire en ligne, consulté le 15 octobre 2016)

## 1987:Intellectual Mastery of Nature

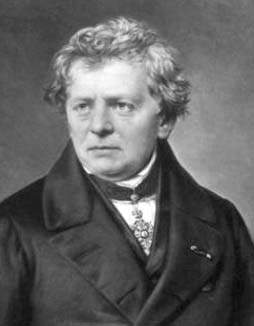
Georg Ohm (1789-1854).

Christa Jungnickel (1935-1990) est une historienne des sciences anglaise et Russell McCormmach (né en 1933) est un historien américain de la physique. Le couple est lauréat en 1987 pour leurs livres Theoretical Physics from Ohm to Einstein; Volume I: The Torch of Mathematics, 1800-1870; Volume II: The Now Mighty Theoretical Physics, 1870-1925 parus en 1986, dans lesquels ils dressent un panorama de l'histoire de la physique théorique allemande. En croisant les aspects sociaux, intellectuels et institutionnels, ils montrent le travail de ces chercheurs qui ont tenté de maîtriser intellectuellement la nature au début du XIXe siècle.
Le premier volume brosse un portrait de la physique en Allemagne à cette période et décrit la réception par les physiciens allemands des avancées mathématiques et expérimentales en provenance de l'étranger. Jungnickel et McCormmach suivent Georg Ohm, Wilhelm Eduard Weber, Franz Ernst Neumann et d'autres explorer de nouvelles possibilités pour la physique, intégrer la physique mathématique, s'organiser en sociétes savantes et en revues scientifiques et faire avancer leur discipline pour donner à la physique théorique, leur fleuron, sa forme quasi-actuelle, et ce, avant la fin du XIXe siècle.
Le second volume étudie les développements permis par cette fondation.
- (en) Christa Jungnickel et Russell McCormmach, Intellectual Mastery of Nature : Theoretical Physics from Ohm to Einstein, University of Chicago Press, 1986, 2 vol.
- S. S. Schweber et S. Sigurdsson, « Intellectual Mastery of Nature: Theoretical Physics from Ohm to Einstein. Christa Jungnickel, Russell McCormmach », The Journal of Modern History, vol. 61, no 2,‎ 1er juin 1989, p. 354–358 (ISSN 0022-2801, DOI 10.1086/468244, lire en ligne, consulté le 16 octobre 2016)
- John W. Servos, « Review of Intellectual Mastery of Nature: Theoretical Physics from Ohm to Einstein. I. The Torch of Mathematics, 1800-1870. II. The Now Mighty Theoretical Physics, 1870-1925 », The Journal of Interdisciplinary History, vol. 19, no 1,‎ 1988, p. 106–108 (DOI 10.2307/204229, lire en ligne, consulté le 16 octobre 2016)
- Paul Forman, « Review of Intellectual Mastery of Nature; Theoretical Physics from Ohm to Einstein. Vol. 1, The Torch of Mathematics, 1800-1870; Vol. 2, The Now Mighty Theoretical Physics, 1870-1925 », Philosophy of Science, vol. 58, no 1,‎ 1991, p. 129–132 (lire en ligne, consulté le 16 octobre 2016)
- Jed Z. Buchwald, « Reviewed Work: Intellectual Mastery of Nature: Theoretical Physics from Ohm to Einstein by Christa Jungnickel, Russell McCormmach by Christa Jungnickel, Russell McCormmach », Isis, vol. 78, no 2,‎ 1987, p. 244–249 (JSTOR 231527)

## 1988:Darwin and the Emergence of Evolutionary Theories of Mind and Behavior

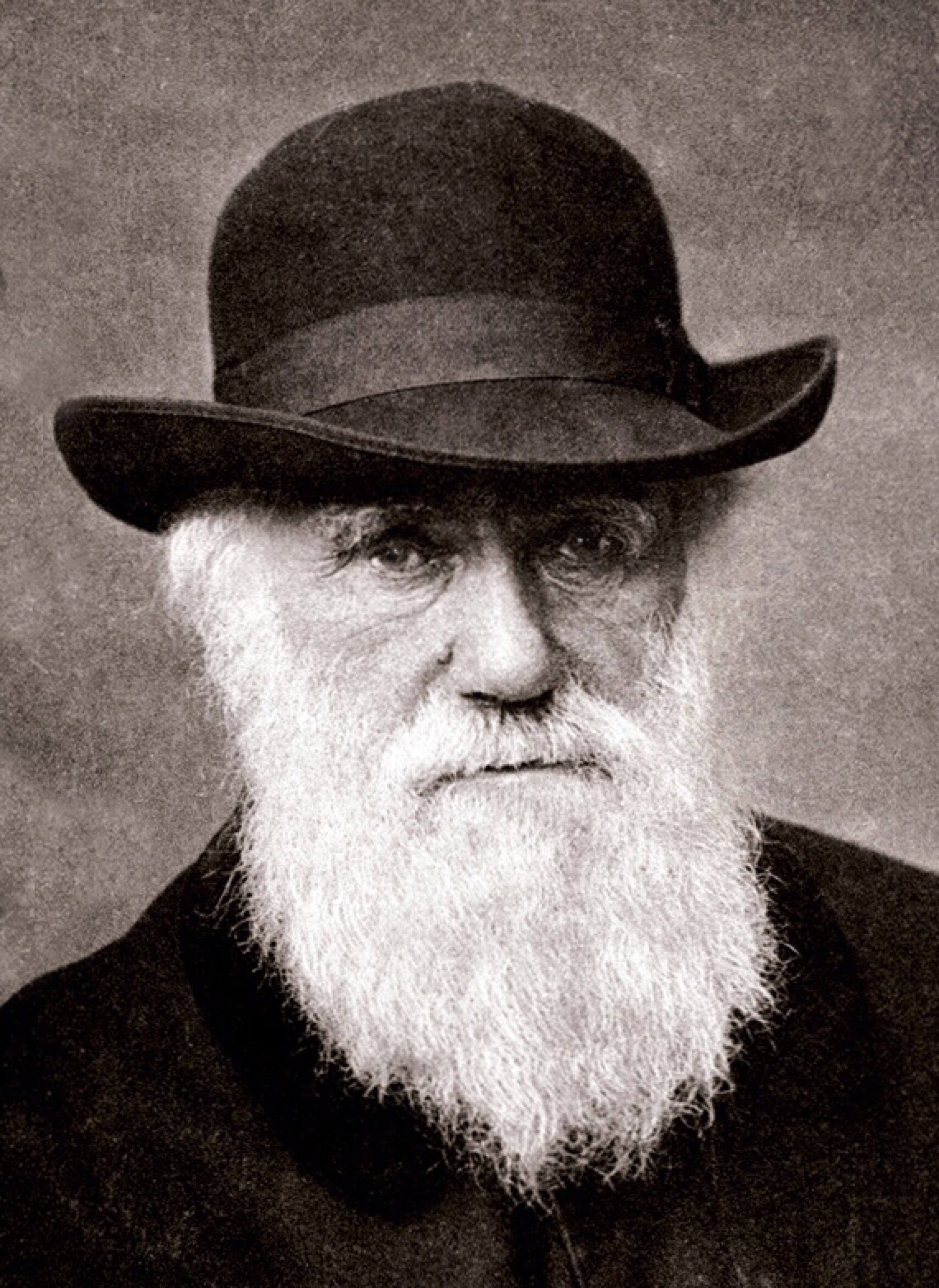
Charles Darwin en 1880.

Robert J. Richards (né en 1942) est un historien des sciences américain, spécialiste de Darwin et de la théorie de l'évolution.
En 1988, il est lauréat pour son livre Darwin and the Emergence of Evolutionary Theories of Mind and Behavior paru en 1987 dans lequel il étudie l'influence de Charles Darwin sur la vie intellectuelle allemande, notamment sur Ernst Haeckel et jusqu'aux nationaux-socialistes.
« En raison de ce qu'il appelle, de façon appropriée, le modèle de sélection naturelle comme modus operandi historiographique, Richards (...) inclut non seulement l'histoire idéologique mais aussi les biographies intellectuelles de plusieurs personnalités clés qui ont précédé et succédé à Darwin : Cabanis, Erasmus Darwin, Lamarck, Spencer, Romanes, Morgan, James, Baldwin, Haeckel, Lorenz et de nombreux autres. ». Robert J. Richards choisit en effet de mettre en abyme une sélection naturelle des idées sur le développement des théories de l'évolution de l'esprit et du comportement. De leur première apparition au XVIIIe siècle jusqu'aux controverses contemporaines. Les Victoriens, convaincus de leur perfection intellectuelle et de leur statut civilisé « ont postulé que la sélection naturelle a cessé de changer les corps mais a continué à façonner l'esprit. Pour eux la sélection naturelle sur les qualités mentales était un processus actif qui a conduit, comme l'écrit Darwin, « à l'extermination des races d'hommes les moins intellectuelles ». ».
- (en) Robert J. Richards, Darwin and the Emergence of Evolutionary Theories of Mind and Behavior, University of Chicago Press, 1987, 718 p. (ISBN 978-0-226-71200-0, lire en ligne)
- Daniel C. Dennett, « Darwin and the Emergence of Evolutionary Theories of Mind and Behavior. Robert J. Richards », Philosophy of Science, vol. 56, no 3,‎ 1er septembre 1989, p. 540–543 (ISSN 0031-8248, DOI 10.1086/289511, lire en ligne, consulté le 16 octobre 2016)

## 1989:Classical Probability in the Enlightenment

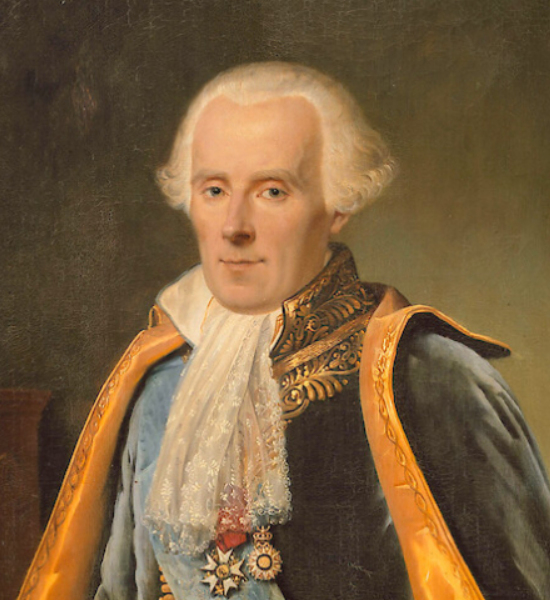
Pierre-Simon de Laplace (1749-1827), mathématicien, astronome, physicien et homme politique français.

Lorraine Daston (née en 1951) est une historienne des sciences américaine, spécialiste en histoire scientifique et intellectuelle de la période moderne.
Elle est lauréate en 1989 pour son livre Classical Probability in the Enlightenment paru en 1988, dans lequel elle s'intéresse à l'histoire des probabilités classiques et à l'émergence de la problématique philosophique de la rationalité au Siècle des Lumières.
Les probabilistes classiques, de Jacques Bernoulli à Pierre-Simon de Laplace concevaient leur théorie comme une réponse à la question « Que signifie être raisonnable à l'Âge de la Raison? », à savoir « le bon sens réduit au calcul », selon les propres mots de Laplace. Lorraine Daston démontre comment cette conception a profondément façonné le développement interne de la théorie des probabilités et a défini ses applications.
Quelques décennies seulement après la définition de Laplace, le calcul classique des probabilités devient « non seulement obsolète mais absurde, incompréhensible, une « offense à la raison » (Poinsot), « le scandale des mathématiques » (Joseph Bertrand) : c'est que la rationalité et le bon sens ont définitivement changé de face, transformation à laquelle la Révolution française n'est pas étrangère. Cette « grandeur et décadence » de la probabilité classique nous montre que le progrès des théories mathématiques n'est pas cumulatif, mais suppose parfois l'abandon de pans entiers de la connaissance. ».
« Le mérite de Lorraine Daston est de ne jamais céder à la sévérité rétrospective des futurs et implacables détracteurs de la théorie classique, mais de montrer l'enracinement de celle-ci dans l'histoire des idées. ».
- (en) Lorraine Daston, Classical Probability in the Enlightenment, Princeton, N.J., Princeton University Press, 1988, 423 p. (ISBN 0-691-08497-1, lire en ligne)
- Donald MacKenzie, « Probability and Statistics in Historical Perspective », Isis, vol. 80, no 1,‎ 1er mars 1989, p. 116–124 (ISSN 0021-1753, DOI 10.1086/354951, lire en ligne, consulté le 16 octobre 2016)

## 1990:Energy and Empire: A Biographical Study of Lord Kelvin

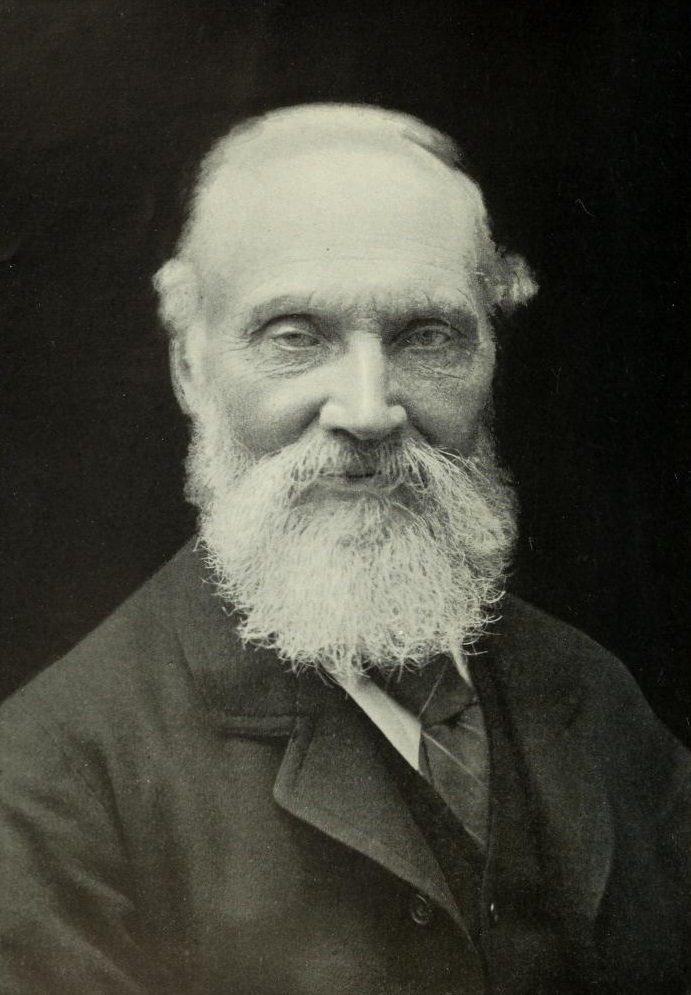
Lord Kelvin (1824-1907).

Crosbie Smith (né en 1949) est un historien des sciences britannique qui s'est intéressé à l'influence de la transformation de l'énergie au sein de l'empire britannique, et M. Norton Wise (né en 1940) est un historien des sciences américain.
Ils sont lauréats en 1990 pour leur livre Energy and Empire: A Biographical Study of Lord Kelvin paru en 1989, consacré à William Thomson, mieux connu sous le nom de Lord Kelvin (1824-1907), physicien britannique d'origine irlandaise reconnu pour ses travaux en thermodynamique. Longtemps considéré comme le physicien mathématique le plus connu du XIXe siècle britannique, il a été quelque peu éclipsé par James Clerk Maxwell et sa théorie de l'électromagnétisme, éclipse aggravée par son combat perdu contre la théorie d'Ernest Rutherford sur la radioactivité et celui également perdu contre Darwin sur l'âge de la Terre.
L'étude développe l'idée que la physique victorienne était l'expression de la société industrielle de son temps. « William Thomson est né dans une famille convertie aux réformes politiques libérales et l'avancement personnel, et il s'identifiait aussi bien aux chantiers navals de sa ville adoptive, Glasgow, qu'à l'enseignement démocratique offert au sein de son université. Partant de ce socle confortable, il a intégré ses activités nationales et internationales dans cette période de suprématie britannique quasi totale au niveau de la puissance industrielle, l'expansion maritime et l'influence impériale. ».
- (en) Crosbie Smith et M. Norton Wise, Energy and Empire : A Biographical Study of Lord Kelvin, Cambridge University Press, 1989, 866 p. (ISBN 978-0-521-26173-9, lire en ligne)
- (en) Jed Z. Buchwald, « Energy and Empire », The British Journal for the History of Science, vol. 24, no 1,‎ 1991, p. 85–94 (lire en ligne)
- Henry Steffens, Crosbie Smith et M. Norton Wise, « Energy and Empire: A Biographical Study of Lord Kelvin. », The American Historical Review, vol. 96, no 5,‎ 1991 (DOI 10.2307/2165318, lire en ligne, consulté le 24 octobre 2016)
- Joe D. Burchfield, « Energy and Empire: A Biographical Study of Lord Kelvin. Crosbie Smith, M. Norton Wise », Isis, vol. 83, no 1,‎ 1er mars 1992, p. 144–146 (ISSN 0021-1753, DOI 10.1086/356066, lire en ligne, consulté le 24 octobre 2016)

## 1991:The Politics of Evolution: Morphology, Medicine, and Reform in Radical London

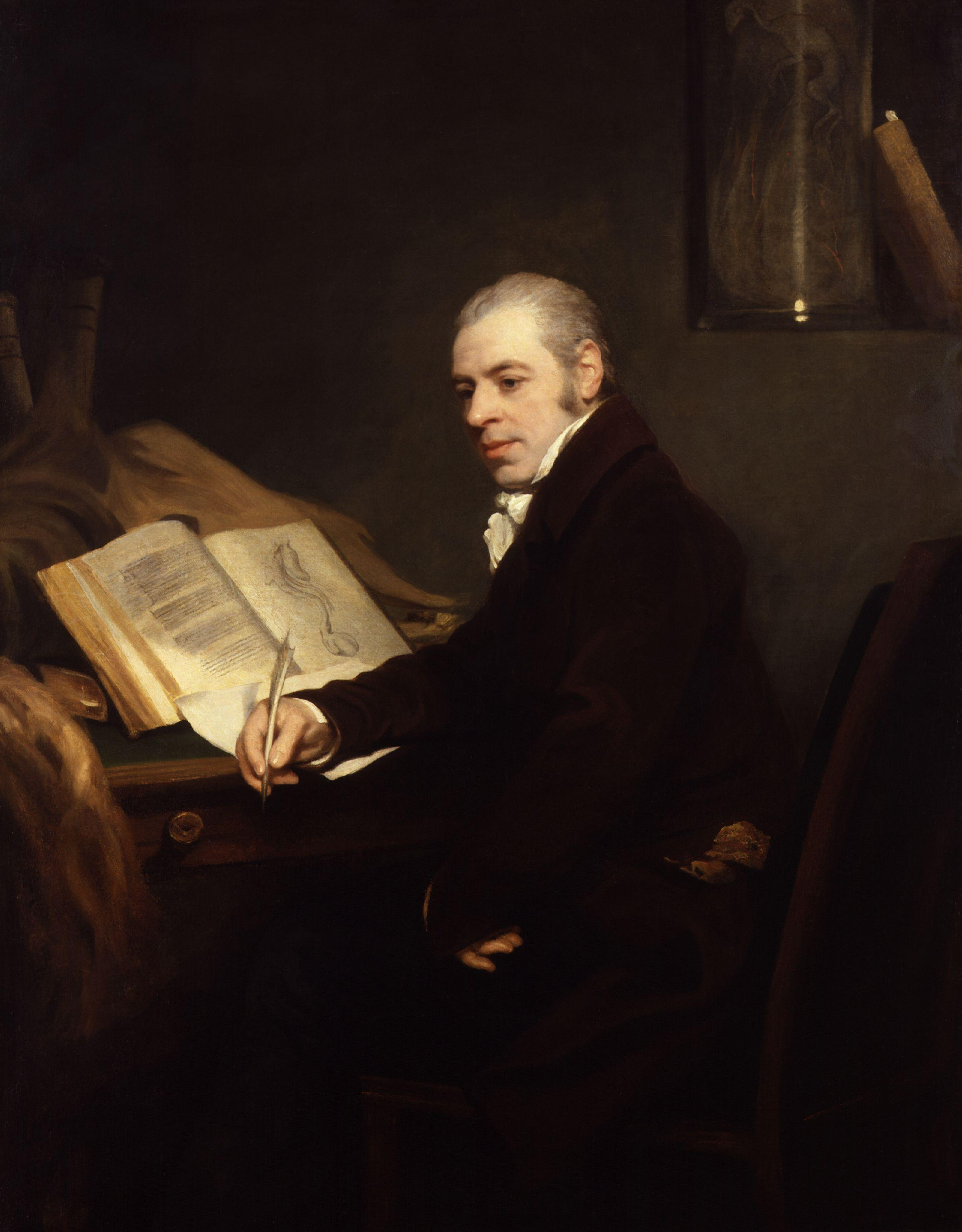
Joshua Brookes (1761-1833), médecin et naturaliste britannique.

Adrian Desmond (né en 1947) est un biographe et historien des sciences britannique spécialiste de Darwin.
Il est lauréat en 1991 pour son livre The Politics of Evolution: Morphology, Medicine, and Reform in Radical London paru en 1989, dans lequel il s'intéresse à la génération avant Darwin : il révèle la face cachée de la vie intellectuelle et sociale de ce Londres-là en s'intéressant davantage aux écoles d'anatomie au rabais qu'au bien élevé
Oxbridge. Dans ce monde souterrain radical, composé de perdants de la Grande réforme de 1832 et de médecins brimés par le népotisme et la discrimination de classe exercés par le Royal College of Physicians et le Royal College of Surgeons, Desmond brosse le portrait de personnages tels que Joshua Brookes (1761-1833), directeur de la Blenheim Street School, qui avait assemblé un musée d'anatomie qu'il a été contraint de vendre aux enchères ; et celui de son étudiant George Dermott qui a ouvert la Gerrard Street School.
- (en) Adrian Desmond, The Politics of Evolution : Morphology, Medicine, and Reform in Radical London, University of Chicago Press, 1989, 503 p. (ISBN 978-0-226-14346-0, lire en ligne)
- Andrea Rusnock, « Review of The Politics of Evolution: Morphology, Medicine, and Reform in Radical London », Science, Technology, & Human Values, vol. 18, no 2,‎ 1993, p. 265–267 (lire en ligne, consulté le 4 novembre 2016)
- (en) Harriet Ritvo, « Before Darwin », London Review of Books,‎ 24 mai 1990, p. 13–14 (ISSN 0260-9592, lire en ligne, consulté le 4 novembre 2016)
- George Grinnell, « The Politics of Evolution: Morphology, Medicine, and Reforms in Radical London, by Adrian Desmond », Canadian Journal of History, vol. 26, no 1,‎ 1er avril 1991, p. 107–109 (ISSN 0008-4107, DOI 10.3138/cjh.26.1.107, lire en ligne, consulté le 4 novembre 2016)

## 1991:Physical chemistry from Ostwald to Pauling: the making of a science in America

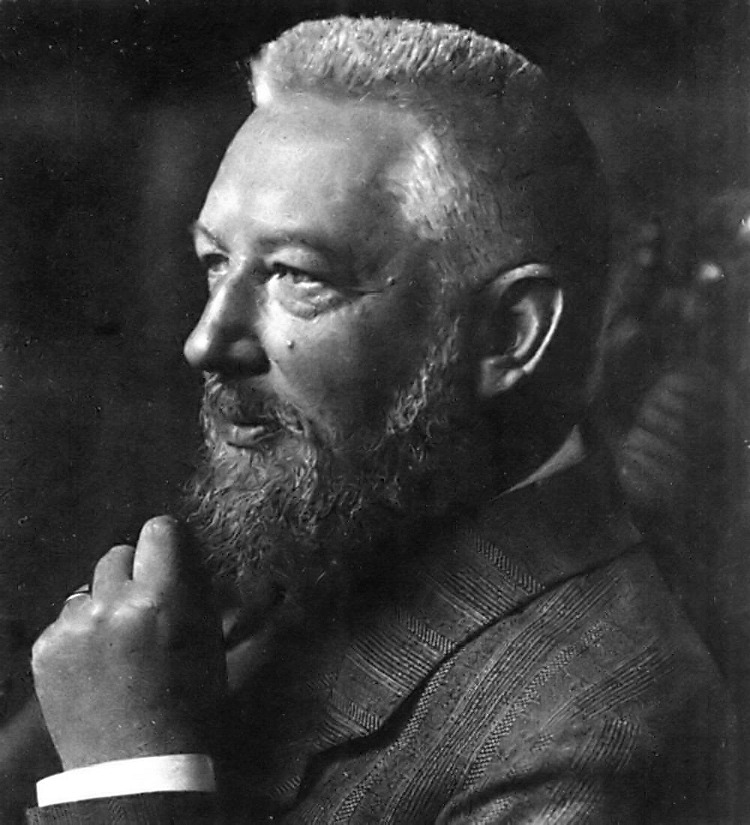
Wilhelm Ostwald (1853-1932).

John Servos (né en 1951) est un historien des sciences américain dont les recherches portent notamment sur le développement historique de la science en tant que discours.
Il est le second lauréat de l'année 1991, pour son livre Physical chemistry from Ostwald to Pauling : the making of a science in America paru en 1990, dans lequel il explique le développement d'une chimie physique « ioniste » en Europe avec Svante Arrhenius, Jacobus van't Hoff Wilhelm Ostwald, puis sa transplantation en Amérique. Il y décrit ensuite l'émergence de la chimie physique en présentant d'une part une série de portraits de personnalités telles que Arthur Amos Noyes, Wilder Dwight Bancroft, Gilbert Lewis et Linus Pauling, et d'autre part des institutions dont le MIT, l'université de Californie à Berkeley, Cornell et Caltech.
Au début du XXe siècle, la chimie physique est une nouvelle science hybride ; les études de solutions aqueuses et de la thermodynamique chimique ont transformé la connaissance scientifique de la chimie. En explorant les relations entre cette discipline et l'industrie et avec les autres sciences, Servos montre comment elle a été à son tour éclipsée par ses propres descendantes comme la chimie quantique.
Selon Peter Morris, « Servos a considérablement éclairé une question clé, la formation de nouvelles disciplines scientifiques, par son analyse pénétrante de l'essor de la chimie physique en Amérique.... Je ne me souviens pas d'un autre livre récent dans ce domaine qui ait réussi à combiner une si haute exigence de clarté verbale, de narration lisse et d'élégance pure, avec une rigueur intellectuelle et une recherche documentaire approfondie. ».

## 1992:The Formation of Science in Japan: Building a Research Tradition

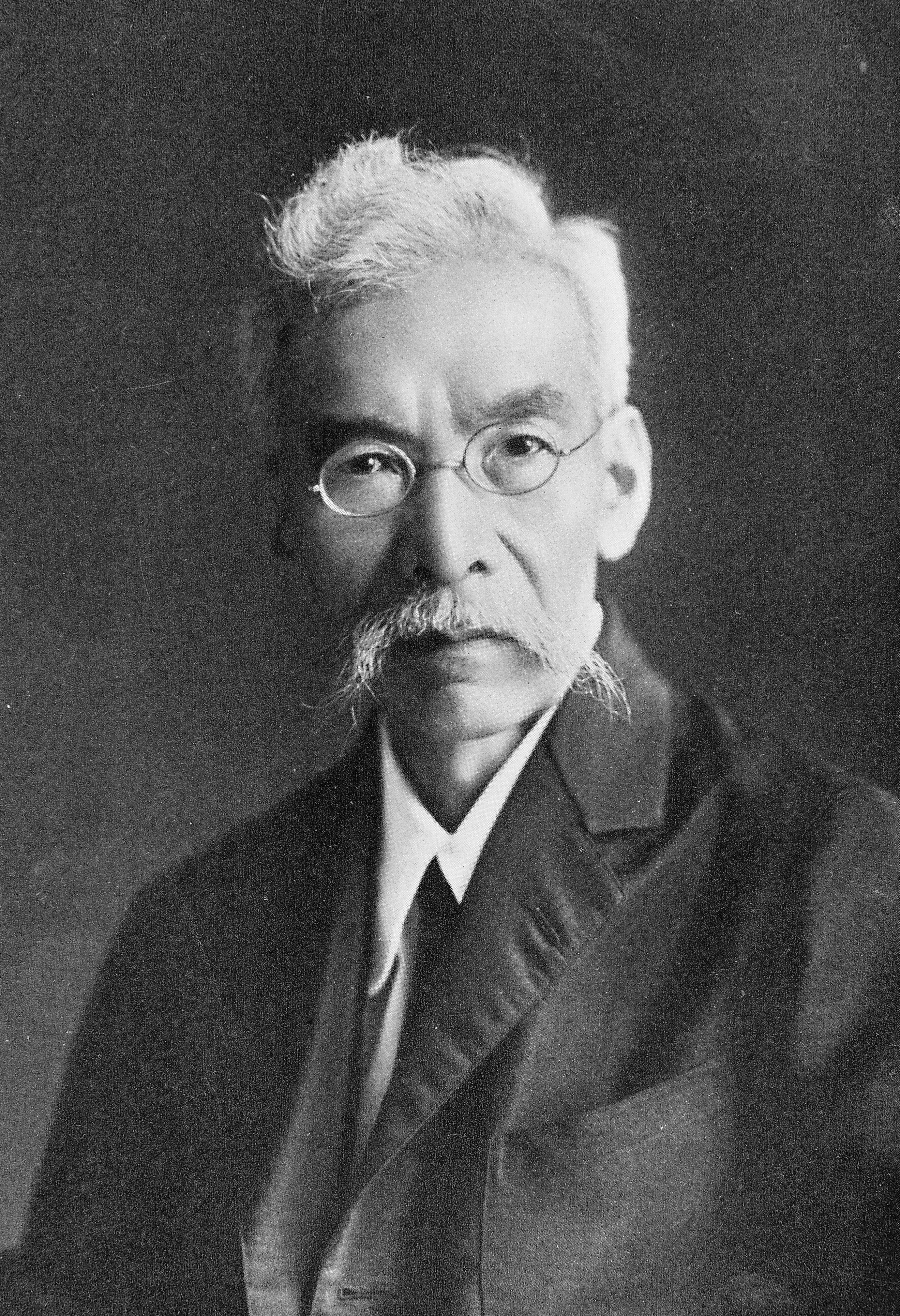
Katsusaburō Yamagiwa (1863–1930).

James R. Bartholomew (né en 1941) est un historien américain spécialisé dans l'histoire moderne du Japon. Il est lauréat en 1992 pour son livre The Formation of Science in Japan: Building a Research Tradition paru en 1989. Il y démonte l'idée reçue selon laquelle la science moderne au Japon manquerait de créativité. Il montre au contraire que le Japon a en fait construit une tradition de recherche scientifique qui est l'une des plus importantes au monde, notamment en décrivant son évolution à la fin de la période féodale Tokugawa au contact de la science occidentale.
En dépit d'un pouvoir central hostile à l'innovation, le Japon voit l'émergence d'une communauté de chercheurs en médecine, chinoise et occidentale, notamment via l’influence hollandaise à Nagasaki, et en mathématiques avec la forme distinctive du wasan. Bartholomew décrit aussi pourquoi le Japon a choisi le modèle espagnol pour son système de licence ou l'influence des étudiants japonais partis à l'étranger et revenus au pays avec leurs méthodes de travail.
- Koizumi Kenkichiro, « Review of The Formation of Science in Japan: Building a Research Tradition », Monumenta Nipponica, vol. 45, no 2,‎ 1990, p. 242–245 (DOI 10.2307/2384855, lire en ligne, consulté le 5 novembre 2016)
- Richard J. Samuels, « The Formation of Science in Japan: Building a Research Tradition. James R. Bartholomew », Isis, vol. 82, no 1,‎ 1er mars 1991, p. 107–108 (ISSN 0021-1753, DOI 10.1086/355651, lire en ligne, consulté le 5 novembre 2016)
- (en-US) Michael Cross, « Creators not copycats / Review of ‘ The Formation of Science in Japan’ by James R. Bartholomew », New Scientist,‎ 1990 (lire en ligne, consulté le 5 novembre 2016)

## 1993:Uncertainty: The Life and Science of Werner Heisenberg

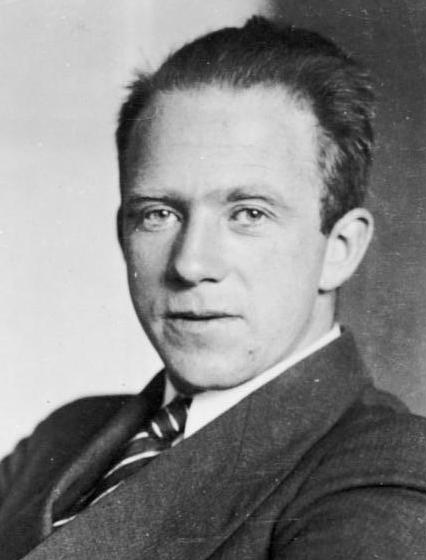
Werner Heisenberg (1901-1976).

David C. Cassidy (né en 1945) est un historien des sciences américain spécialisé en physique, notamment l'histoire de la mécanique quantique et l'histoire de la physique en Allemagne et aux Etats-Unis.
En 1993 il est lauréat pour son livre Uncertainty: The Life and Science of Werner Heisenberg paru en 1992, dans lequel il s'intéresse à Werner Heisenberg, physicien allemand qui est l'un des fondateurs de la mécanique quantique et lauréat du prix Nobel de physique de 1932.
Le livre détaille la vie personnelle d'Heisenberg, examine ses travaux en physique quantique, mais aussi sur les particules élémentaires et la physique nucléaire et consacre une partie au principe d'incertitude auquel son nom reste attaché. Sans oublier ses activités politiques sous le régime Nazi durant la Seconde Guerre mondiale et son rôle dans le projet allemand de bombe nucléaire.
Une édition révisée de Uncertainty, intitulée Beyond Uncertainty, est parue en 2009.
- (en) David C. Cassidy, Uncertainty : The Life and Science of Werner Heisenberg, Henry Holt and Company, 1993, 669 p. (ISBN 978-0-7167-2503-9, lire en ligne)
- « David C. Cassidy, Uncertainty: The Life and Science of Werner Heisenberg (New York : W. H. Freeman and Co., 1992) », Revue d'histoire des sciences, vol. 47, no 3,‎ 1994, p. 501–503 (lire en ligne, consulté le 19 novembre 2019)
- (en) Mary Jo Nye, « David C. Cassidy. Uncertainty: The Life and Science of Werner Heisenberg. New York: W. H. Freeman. 1991. Pp. xii, 669. $29.95 », The American Historical Review,‎ décembre 1993 (ISSN 1937-5239, DOI 10.1086/ahr/98.5.1636, lire en ligne)
- (en) Max Dresden, « Uncertainty: The Life and Science of Werner Heisenberg », Physics Today, vol. 45, no 6,‎ juin 1992, p. 79–81 (ISSN 0031-9228, DOI 10.1063/1.2809702, lire en ligne)

## 1994:The Meanings of Sex Difference in the Middle Ages

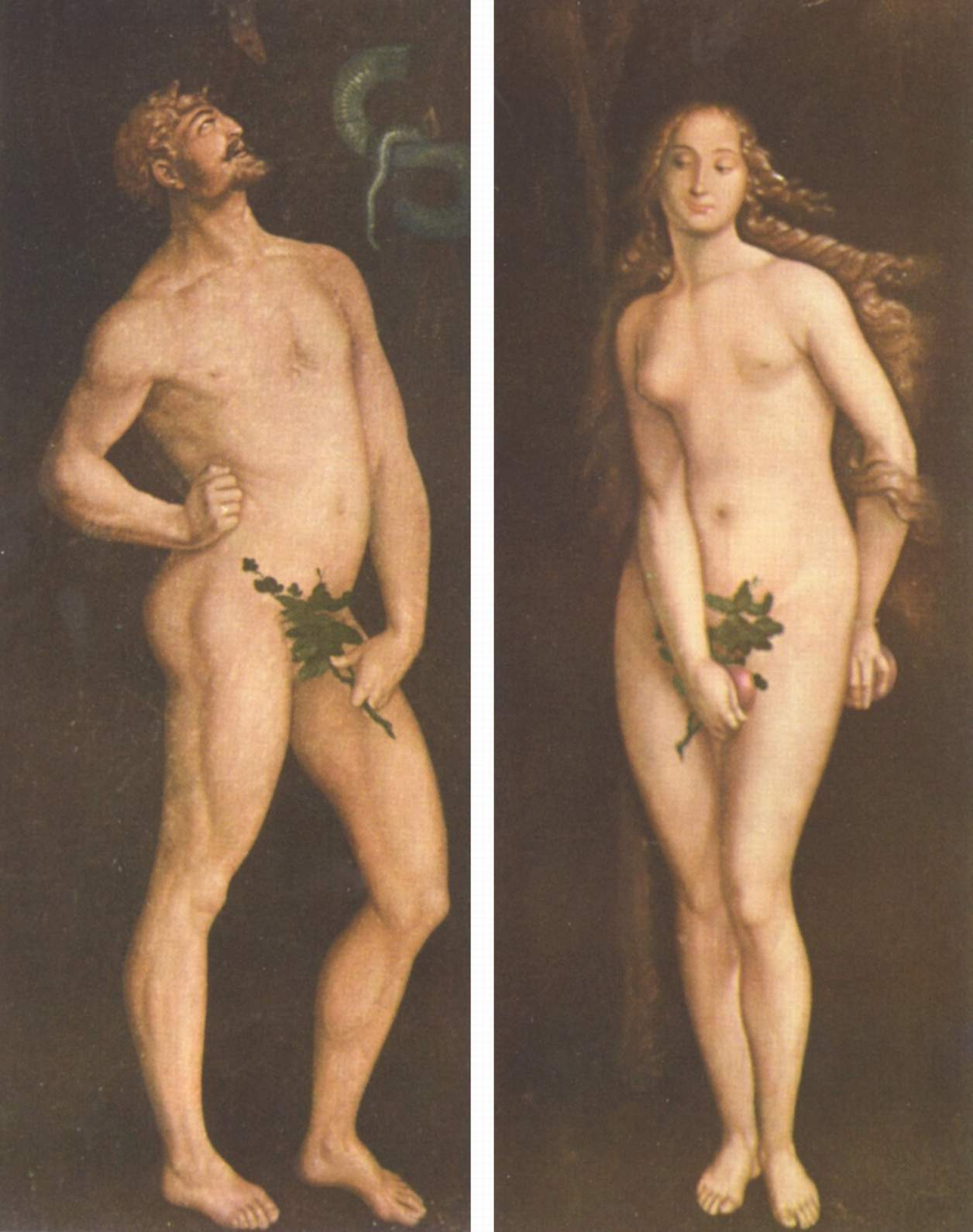
La représentation du nu et de la sexualité humaine sous l'influence du christianisme : le « cache-sexe ».
Peinture Renaissance de Hans Baldung.

La lauréate 1994 est Joan Cadden (née en 1944), une historienne et historienne des sciences américaine, qui a beaucoup écrit sur le genre et la sexualité dans les sciences et la médecine médiévales.
Dans The Meanings of Sex Difference in the Middle Ages paru en 1993, elle propose une étude révolutionnaire du sexe et du genre, qui a profondément influencé les études ultérieures,,,. Cadden examine les discussions sur la différence sexuelle d’Aristote au XIVe siècle et révèle un large éventail d’idées sur la détermination sexuelle, les rôles de reproduction et le plaisir sexuel. Elle trouve de nombreux modèles de sexualité dans les écrits tout au long du Moyen Âge. Cela remet en cause l’affirmation de Thomas W. Laqueur dans Making Sex: Body and Gender from the Greeks to Freud (1990), selon laquelle les hommes et les femmes étaient considérés comme des « manifestations d’un substrat unifié » avant le XVIIIe siècle. Cadden a abordé le discours médiéval dans toute sa « complexité stupéfiante », une « interconnexion des intérêts intellectuels » qui était « loin de rassurer » dans sa diversité.
- (en) Joan Cadden, The Meanings of Sex Difference in the Middle Ages : Medicine, Science, and Culture, Cambridge University Press, 1995, 310 p. (ISBN 978-0-521-48378-0, lire en ligne)
- Ron Barkaï, « Joan Cadden. — Meanings of Sex Difference in the Middle Ages. Medicine, Science and Culture. », Cahiers de civilisation médiévale, vol. 41e année, no 164,‎ octobre-décembre 1998, p. 380-382 (lire en ligne, consulté le 2 octobre 2019)
- John M. Riddle, « Meanings of Sex Difference in the Middle Ages: Medicine, Science, and Culture (review) », Bulletin of the History of Medicine, vol. 72, no 1,‎ 1er mars 1998, p. 107–108 (ISSN 1086-3176, DOI 10.1353/bhm.1998.0011, lire en ligne, consulté le 5 novembre 2016)
- Katharine Park, « Review of The Meanings of Sex Difference in the Middle Ages: Medicine, Science, and Culture », Journal of the History of Biology, vol. 28, no 3,‎ 1995, p. 551–553 (lire en ligne, consulté le 5 novembre 2016)
- Margaret Schleissner, « Meanings of Sex Difference in the Middle Ages: Medicine, Science, and Culture. Joan Cadden The Bridling of Desire: Views of Sex in the Later Middle Ages. Pierre J. Payer », Isis, vol. 85, no 2,‎ 1er juin 1994, p. 312–313 (ISSN 0021-1753, DOI 10.1086/356833, lire en ligne, consulté le 5 novembre 2016)
- Peek, « Book Reviews », Journal of the History of Medicine and Allied Sciences, vol. 50, no 4,‎ 1995, p. 563–564 (DOI 10.1093/jhmas/50.4.563, lire en ligne, consulté le 19 février 2016)

## 1995:The Business of Alchemy: Science and Culture in the Holy Roman Empire

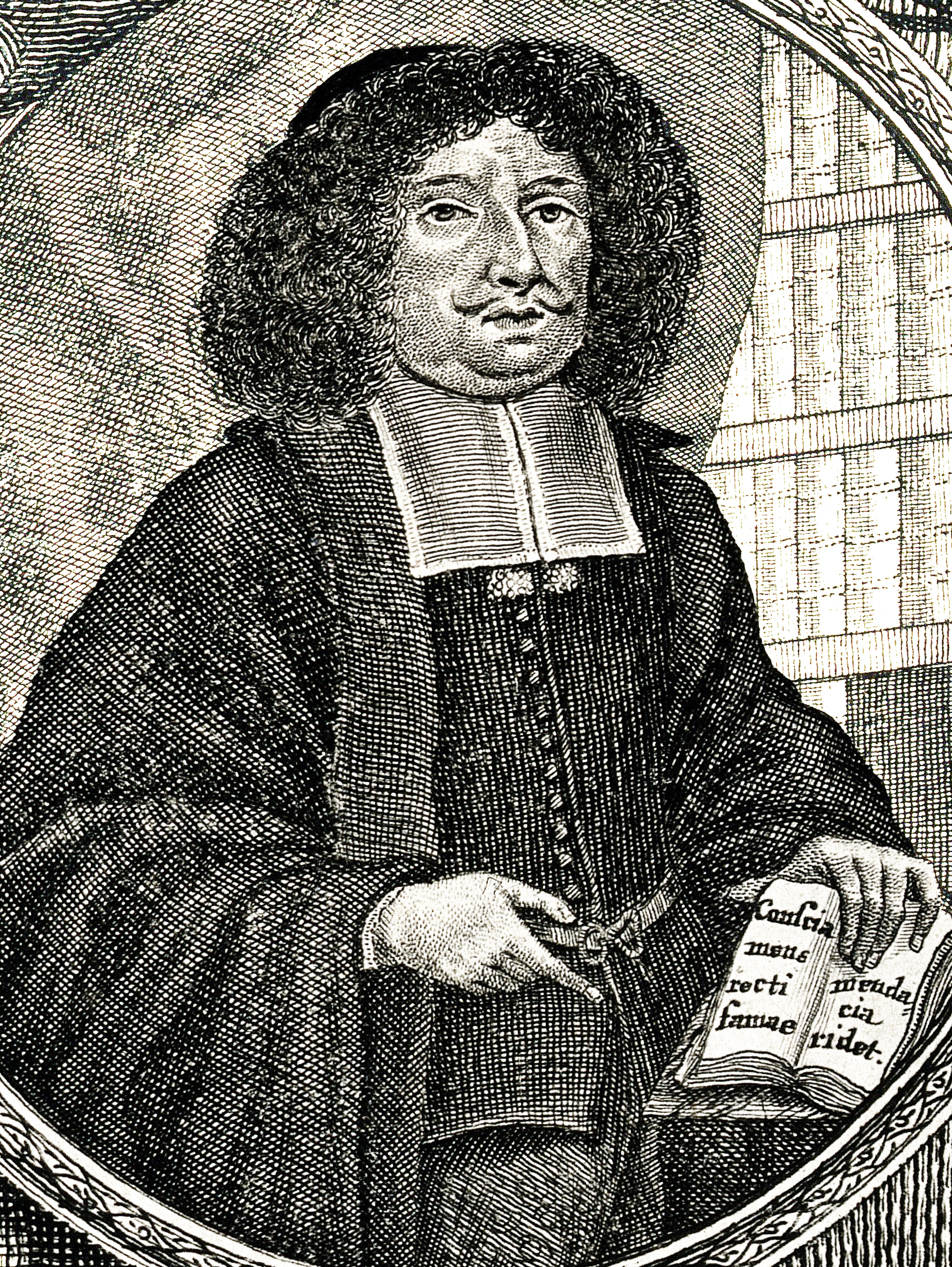
Johann Joachim Becher (1635-1682), médecin et chimiste allemand.

Pamela H. Smith (née en 1957) est une historienne des sciences australienne spécialisée dans les attitudes vis-à-vis de la nature dans l’Europe moderne.
Elle est lauréate en 1995 pour son livre The Business of Alchemy: Science and Culture in the Holy Roman Empire paru en 1994 dans lequel, à travers la biographie de Johann Joachim Becher, elle explore les relations entre alchimie, cour et commerce au sein du Saint-Empire romain germanique aux XVIe et XVIIe siècles.
- (en) Pamela H. Smith, The Business of Alchemy : Science and Culture in the Holy Roman Empire, Princeton University Press, 2016, 336 p. (ISBN 978-1-4008-8357-8, lire en ligne)
- Keith Tribe, « The Business of Alchemy: Science and Culture in the Holy Roman Empire. Pamela H. Smith », Isis, vol. 86, no 4,‎ 1er décembre 1995, p. 647–648 (ISSN 0021-1753, DOI 10.1086/357349, lire en ligne, consulté le 5 novembre 2016)
- Helen Liebel-Weckowicz, « The Business of Alchemy: Science and Culture in the Holy Roman Empire, by Pamela H. Smith », Canadian Journal of History, vol. 30, no 1,‎ 1er avril 1995, p. 113–115 (ISSN 0008-4107, DOI 10.3138/cjh.30.1.113, lire en ligne, consulté le 5 novembre 2016)
- Allen G. Debus, « The Business of Alchemy: Science and Culture in the Holy Roman Empire (review) », Bulletin of the History of Medicine, vol. 70, no 1,‎ 1er mars 1996, p. 130–131 (ISSN 1086-3176, DOI 10.1353/bhm.1996.0027, lire en ligne, consulté le 5 novembre 2016)
- Ole Peter Grell, « SmithPamela H., The Business of Alchemy: Science and Culture in the Holy Roman Empire. Princeton: Princeton University Press, 1994. Pp. xii + 308.  (ISBN 0-691-05691-9). £30.00, $45.00. PataiRaphael, The Jewish Alchemists: A History and Sourcebook. Princeton: Princeton University Press, 1994. Pp. xv + 617.  (ISBN 0-691-03290-4). £29.95, $35.00. », The British Journal for the History of Science, vol. 29, no 1,‎ 1er mars 1996, p. 93–94 (ISSN 1474-001X, DOI 10.1017/S0007087400033914, lire en ligne, consulté le 5 novembre 2016)
- Mary Lindemann, « Review of The Business of Alchemy. Science and Culture in the Holy Roman Empire », Central European History, vol. 28, no 2,‎ 1995, p. 237–240 (lire en ligne, consulté le 5 novembre 2016)

## 1996:Possessing Nature

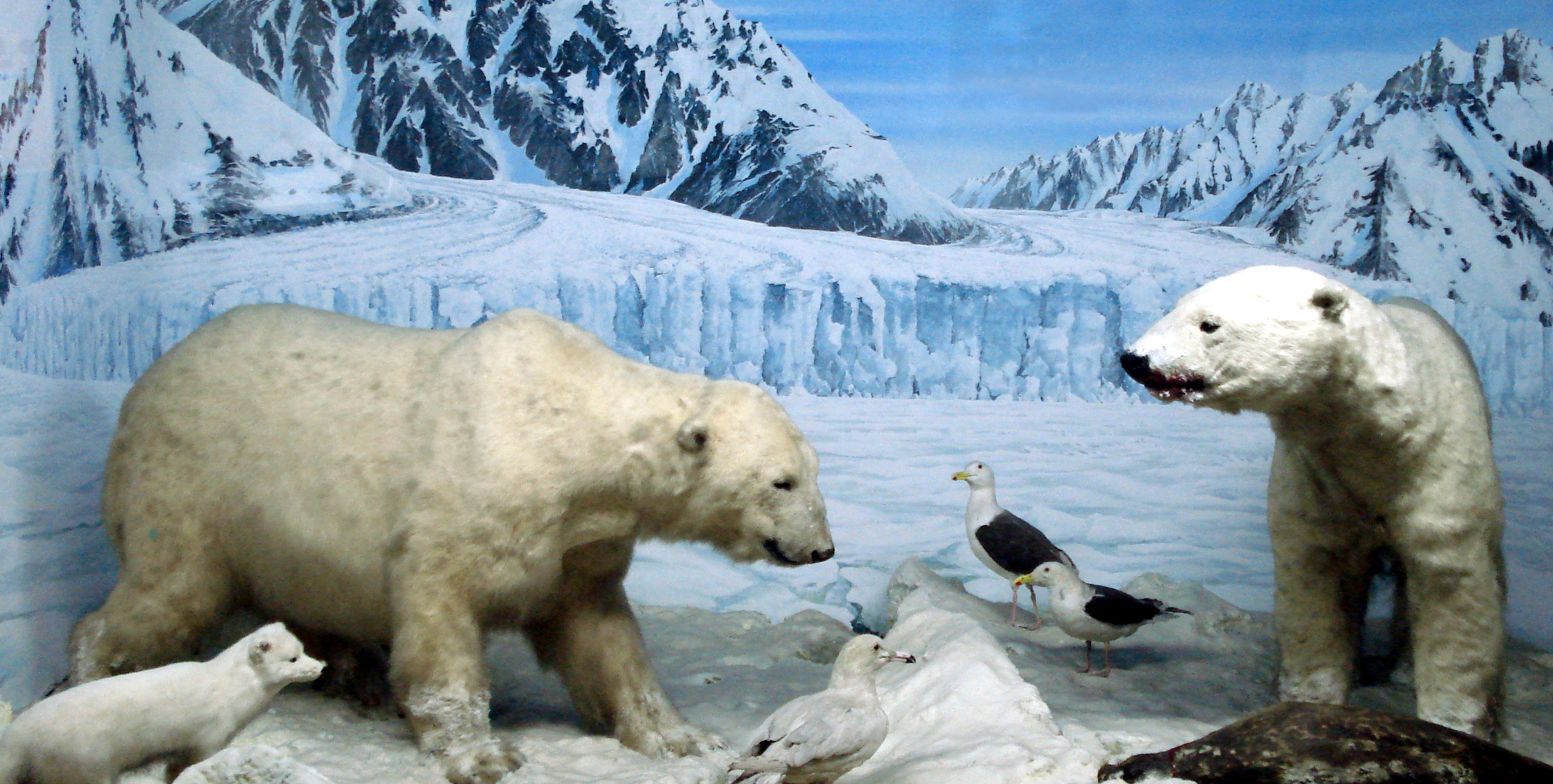
Ours du Groenland, diorama du Museum d'Histoire Naturelle de Milan.

Paula Findlen (née en 1964) est une historienne des sciences américaine.
Elle est lauréate en 1996 pour son livre Possessing Nature: Museums, Collecting, and Scientific Culture in Early Modern Italy paru en 1995, consacré aux collections et culture scientifique au début de l'Italie moderne, à la fin de la Renaissance et à la période Baroque.
« Son sujet est la collecte d'ojets naturels, leur disposition dans des muséums et les discours qui ont eu cours dans et à propos de ces muséums. Ses héros sont l'« Aristote bolognais » Ulisse Aldrovandi (1522-1605) et le philosophe jésuite romain Athanasius Kircher (1602-1680). Bien que Findlen ait le souci de retracer les changements significatifs des conceptions [de ces époques] sur le muséum et ses fonctions - évoluant d'un lieu plutôt privé vers un plutôt public, passant d'exprimer une curiosité à susciter l'émerveillement - un argument perdure : l'histoire naturelle est un exercice conversable et le muséum un lieu pour pratiquer l'ars conversandi. ».
- (en) Paula Findlen, Possessing Nature : Museums, Collecting, and Scientific Culture in Early Modern Italy, University of California Press, 1994, 449 p. (ISBN 978-0-520-07334-0, lire en ligne)
- Gigliola Fragnito, « Review of Possessing Nature: Museums, Collecting, and Scientific Culture in Early Modern Italy », The Journal of Modern History, vol. 68, no 4,‎ 1996, p. 1006–1008 (lire en ligne, consulté le 6 novembre 2016)

## 1997:Women Scientists in America

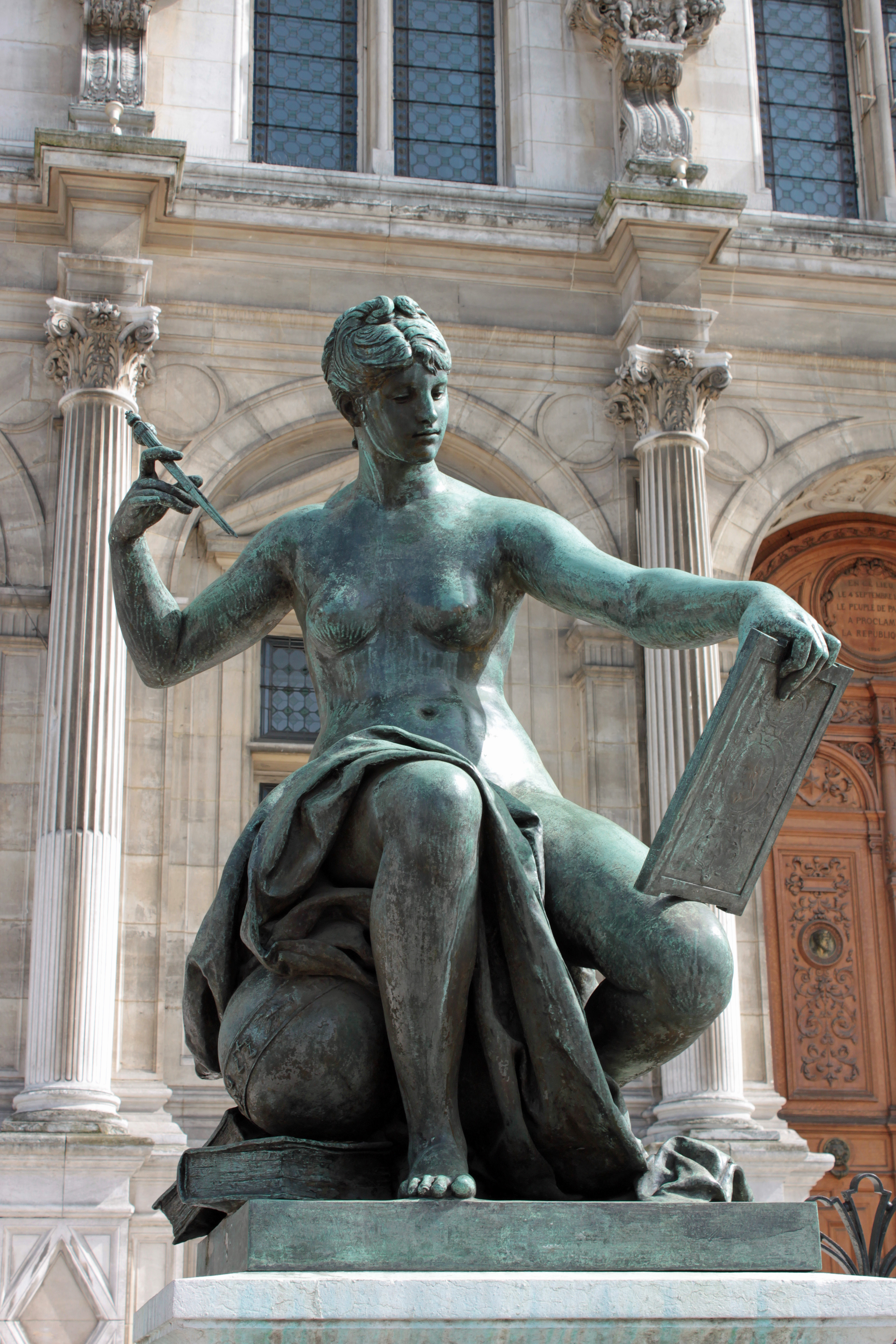
La Science, par Jules Blanchard, Paris.

Margaret W. Rossiter (née en 1944) est une historienne des sciences et professeure américaine dont les recherches portent essentiellement sur la place des femmes dans l'histoire des sciences.
Elle est lauréate en 1997 pour son livre Women Scientists in America: Before Affirmative Action, 1940-1972 paru en 1995, dans lequel elle répertorie les barrières qui empêchent les femmes de travailler comme scientifiques à part entière, dans la période allant de la Seconde Guerre mondiale à 1972. L'une de ces barrières était la règle anti-népotisme de plusieurs institutions, empêchant les couples mariés d'avoir tous les deux un poste au sein d'une même institution. Citant plusieurs exemples, Rossiter aborde celui de Josephine Mitchell (de) (1912-2000). Alors que cette dernière obtient un poste de professeur associé à l'université de l'Illinois dans les années 1950, elle se marie avec un membre non permanent du département de mathématiques. On lui demanda alors de quitter son poste, afin que son mari puisse garder le sien.
Le livre fait partie d'une trilogie sur la place des femmes dans les sciences aux États-Unis, précédé en 1982 de Women Scientists in America: Struggles and Strategies to 1940 et suivi en 2012 de Women Scientists in American Volume 3: Forging a New World Since 1972.
- (en) Margaret W. Rossiter, Women Scientists in America : Before Affirmative Action, 1940-1972, JHU Press, 1998, 624 p. (ISBN 978-0-8018-5711-9, lire en ligne)
- Barbara Whitten, « Review of Women Scientists in America: Before Affirmative Action, 1940-1972, ; A Matter of Choices: Memoirs of a Female Physicist, ; Lise Meitner: A Life in Physics », NWSA Journal, vol. 12, no 3,‎ 2000, p. 203–208 (lire en ligne, consulté le 6 novembre 2016)
- (en) George E. Webb, « Rossiter Margaret W.. Women Scientists in America: Before Affirmative Action, 1940–1972. Baltimore: Johns Hopkins University Press. 1995. Pp. xviii, 584. $35.95. », The American Historical Review, vol. 102, no 3,‎ 1er juin 1997, p. 920–921 (DOI 10.1086/ahr/102.3.920, lire en ligne)

## 1998:Image and Logic: A Material Culture of Microphysics

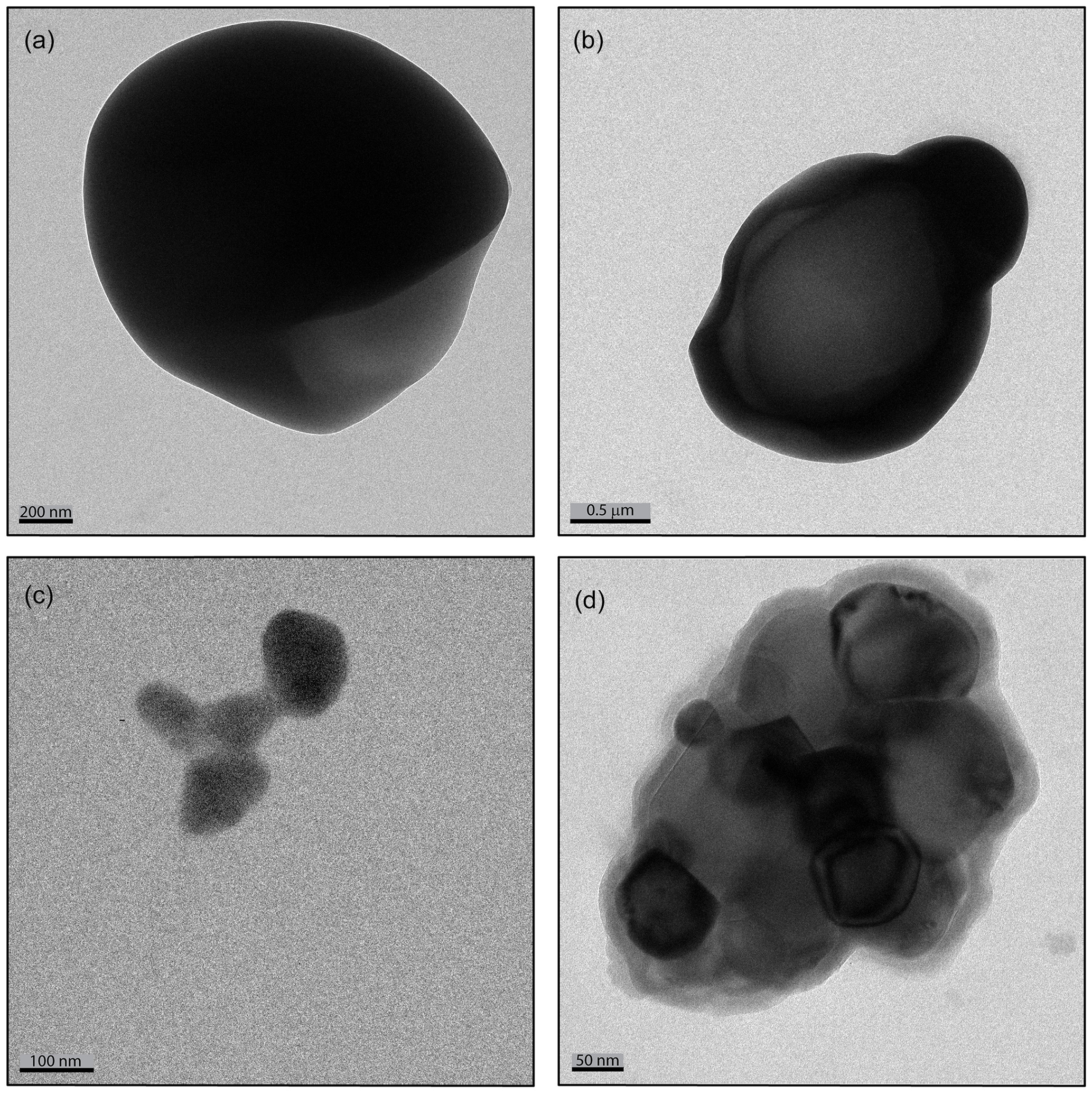
Images TEM de billes de goudron, organisées en sphères et agglomérats, émises par combustion d'échantillons de tourbe d'Alaska et de Sibérie.

Peter Galison (né en 1955) est un physicien et philosophe des sciences américain, membre de la « Stanford School » en philosophie des sciences.
En 1998, il est lauréat pour son livre Image and Logic: A Material Culture of Microphysics paru en 1997, dans lequel il explore le fossé fondamental qui se pose dans les sciences physiques : soit des récits visuels uniques de phénomènes scientifiques sont acceptés comme langage dominant de la preuve, soit des résultats fréquemment répétés, statistiquement significatifs, dominent le terrain. Cette division, affirme Galison, peut être vue dans les conflits entre physiciens des hautes énergies qui étudient de nouvelles particules, certains offrant une analyse statistiquement significative et fréquemment répétée de la nouvelle particule traversant des champs électriques, d'autres offrant une image unique d'une particule se comportant - dans un seul cas - d'une manière qui ne peut pas être expliquée par les caractéristiques des particules connues existantes.
« Il se focalise sur la physique des particules et la physique nucléaire pour examiner ce qui fait que la physique - "ce patch compliqué de pièces hautement strcturées"- tienne comme une unité fonctionnant bien. ».
« Image & Logic étend quelques-unes des idées introduites par Thomas Kuhn dans "The Structure of Scientific Revolutions" (1962) et accorde davantage d'attention aux principes scientifiques de la physique et à la manière dont l'acte de recherche a été défini. ».
Il décrit également la physique en la divisant en trois sous-cultures : les théories, les expériences et les instruments. Dans sa conclusion, « Galison analyse ce qui fait tenir ensemble les diverses sous-cultures de la science. Il le fait avec l'aide d'outils anthropologiques forgés par ceux qui ont étudié les interactions entre des partenaires commerciaux culturellement dissemblables ».

## 1999:Wonders and the Order of Nature, 1150-1750

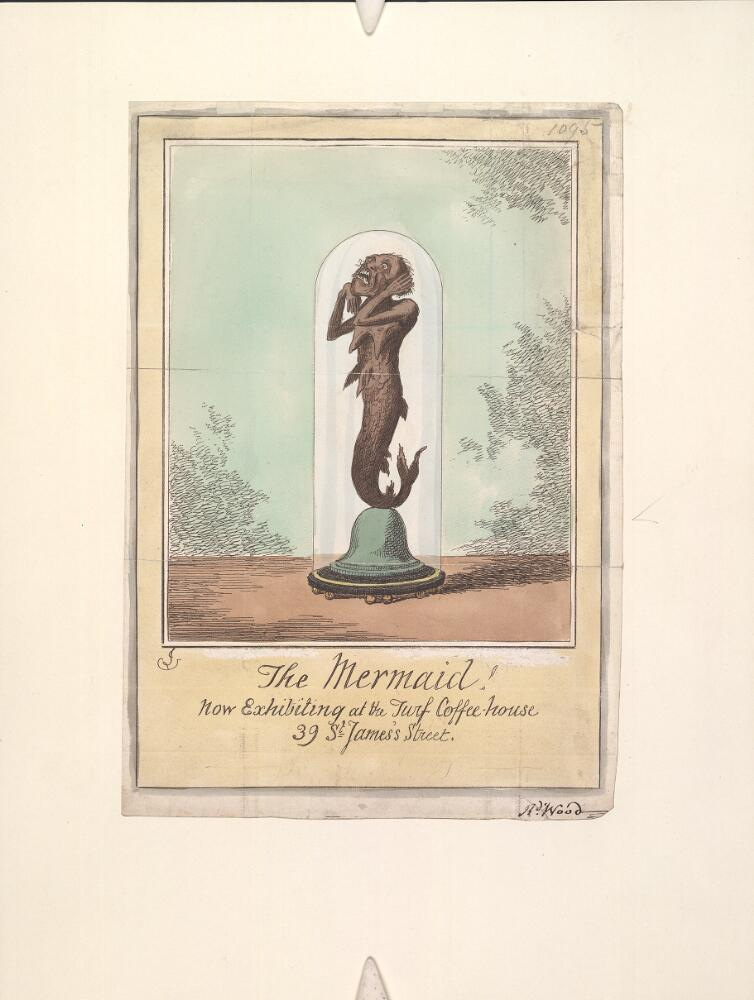
Sirène, Bodleian Libraries.

Lorraine Daston (née en 1951) est une  historienne des sciences américaine spécialiste de l'histoire scientifique et intellectuelle de la période moderne ; Katharine Park (née en 1950) est une historienne des sciences américaine, spécialiste de l'histoire du genre, de la sexualité et du corps féminin dans l'Europe médiévale et de la Renaissance.
Elles publient ensemble en 1998 le livre lauréat 1999 Wonders and the Order of Nature, 1150-1750, consacré aux monstres. Leur point de départ est un article conjoint de 1981 sur les significations associées aux monstres au XVIIe siècle en France et en Angleterre. Elles expliquent que les monstres sont d'abord vus comme des prodiges, puis comme des merveilles, et finalement comme des objets naturels.
Jugé par Mary Campbell comme « un des meilleurs livres que ma génération d'érudits aie produit. (...) C'est un modèle d'érudition, d'une originalité rigoureuse, d'une lisibilité humaine et même délicieuse, d'une opposition joyeuse à une sagesse vieille de plusieurs siècles et fixée dans notre culture comme la vérité elle-même. ».
- (en) Lorraine Daston et Katharine Park, Wonders and the Order of Nature, 1150-1750, Zone Books, 2001, 511 p. (ISBN 978-0-942299-91-5, lire en ligne)
- Paula Findlen, « Review of Wonders and the Order of Nature, 1150-1750 », The British Journal for the History of Science, vol. 34, no 2,‎ 2001, p. 237–240 (lire en ligne, consulté le 7 octobre 2016)
- Charles Webster, « The Study of the Unusual », Isis, vol. 90, no 3,‎ 1999, p. 560–562 (lire en ligne, consulté le 7 octobre 2016)

## 2000:The Science of Energy: A Cultural History of Energy Physics

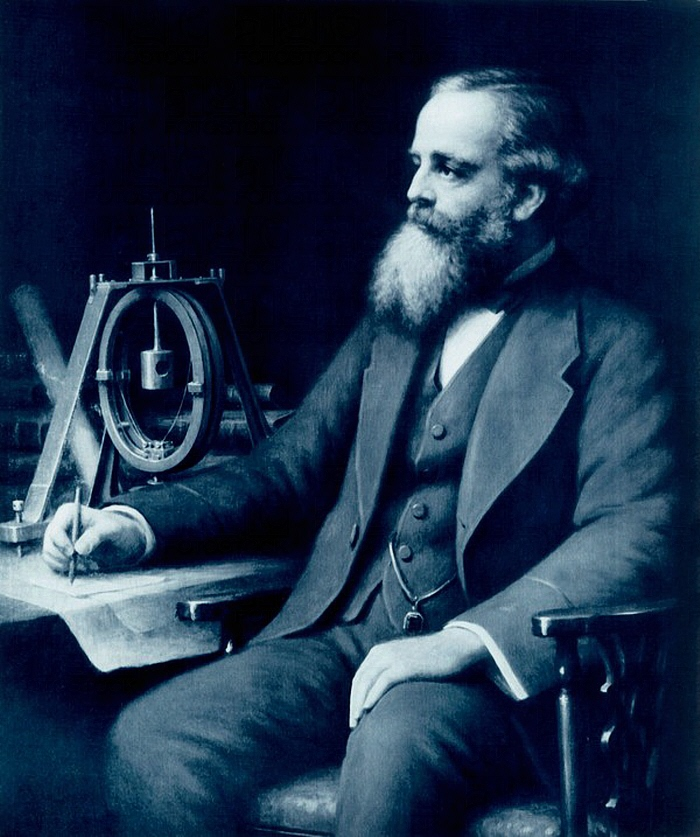
James Clerk Maxwell (1831-1879), physicien et mathématicien écossais.

Crosbie Smith, déjà lauréat en 1990, reçoit de nouveau le prix en 2000, cette fois pour son livre The Science of Energy: A Cultural History of Energy Physics paru en 1998, dans lequel il poursuit son étude de l'influence de la transformation de l'énergie au sein de l'empire britannique, à travers les grands scientifiques de l'époque : Lord Kelvin (1824-1907), James Clerk Maxwell (1831-1879), Hermann von Helmholtz (1821-1894) et James Watt (1736-1819) ; sans oublier James Joule, James Thomson, Fleeming Jenkin et Peter Guthrie Tait, formant un groupe de scientifiques et d'ingénieurs qui ont développé la physique de l'énergie pour résoudre des problèmes pratiques rencontrés par les ingénieurs et les constructeurs de navires écossais.
Smith note une modernisation abusive du mémoire d’Helmholtz, souvent regardé à travers la grille de la physique de l’énergie britannique. En 1862, James C. Maxwell affirme : « Helmholtz n’est pas un philosophe au sens strict, comme le sont Kant ou Hegel, mais c’est un philosophe qui pratique la physique et la physiologie, et acquiert en cela non seulement le savoir-faire pour combler une lacune donnée, mais la sagesse de discerner quelles sont les lacunes, c’est-à-dire qu’il est l’un des premiers, et des plus actifs, à prêcher la doctrine que, puisque toutes les sortes d’énergie sont convertibles, le premier but de la science aujourd’hui devrait être de déterminer de quelle manière une forme particulière d’énergie peut être convertie en une autre forme, et quelles sont les quantités équivalentes d’énergie en question. ».
Il n’en a pas fallu plus pour que la différence pourtant considérable entre la physique de la force d’Helmholtz et la physique de l’énergie, tout au moins celle des britanniques, soit tenue pour négligeable. L’appréciation de Maxwell illustre bien la nature de la relecture britannique du mémoire d’Helmholtz, une relecture qui fait d’Helmholtz un allié dans la nouvelle science de l’énergie que les Britanniques sont en train d’édifier. Cette relecture est si efficace qu’elle conduira nombre de scientifiques, jusqu’à nos jours, à interpréter le mémoire de 1847, et à évaluer son apport, dans la perspective britannique de l’énergie plutôt qu’à le considérer comme solidement enraciné dans les traditions germaniques de la force.
- (en) Crosbie Smith, The science of energy : a cultural history of energy physics in Victorian Britain, Athlone, 1998 (lire en ligne)
- De Witt Douglas Kilgore, « The Science of Energy: A Cultural History of Energy Physics in Victorian England (review) », Victorian Studies, vol. 43, no 3,‎ 1er avril 2001, p. 504–505 (ISSN 1527-2052, DOI 10.1353/vic.2001.0065, lire en ligne, consulté le 8 novembre 2016)
- Brian Bowers, « The Science of Energy: A Cultural History of Energy Physics in Victorian Britain (review) », Technology and Culture, vol. 41, no 2,‎ 1er avril 2000, p. 362–363 (ISSN 1097-3729, DOI 10.1353/tech.2000.0056, lire en ligne, consulté le 8 novembre 2016)
- Robinson M. Yost, « Review of The Science of Energy: A Cultural History of Energy Physics in Victorian Britain », The British Journal for the History of Science, vol. 33, no 1,‎ 2000, p. 118–120 (lire en ligne, consulté le 8 novembre 2016)
- Bruce Hunt, « God's Gift » American Scientist », sur www.americanscientist.org, 2000 (consulté le 8 novembre 2016)

## 2001:The Sun in the Church: Cathedrals as Solar Observatories

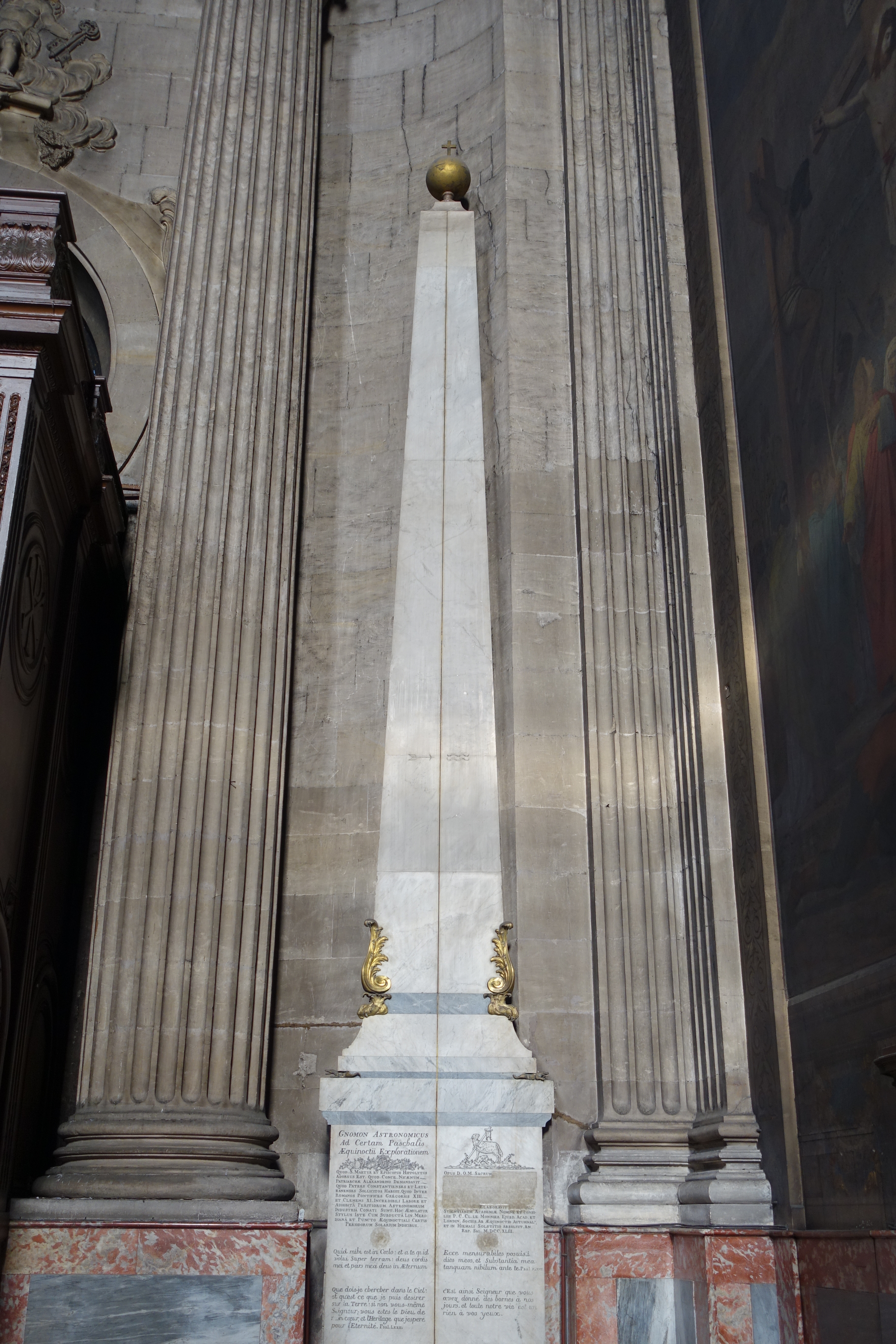
Gnomon de la méridienne de l'Église Saint-Sulpice, à Paris.

John L. Heilbron (né en 1934) est un historien des sciences américain, reconnu pour ses travaux en histoire de la physique et en astronomie.
Il est lauréat en 2001 pour son livre The Sun in the Church: Cathedrals as Solar Observatories paru en 1999, dans lequel il s'intéresse notamment aux méridiennes et aux gnomons.
« Il examine les observatoires solaires qui étaient installés dans plusieurs cathédrales européennes au début de la période moderne. Il a trouvé que, nonobstant l'affaire Galilée, les astronomes catholiques les ont utilisés pour apporter d'importantes contributions aux débuts de l'astronomie moderne, certaines d'entre elles ayant aidé à confirmer la thèse de Copernic. ».
Les méridiennes jouent un rôle important dans la mesure de la durée de l'année solaire, permettant de fixer la date de Pâques.
Une des figures centrales du livre est Giovanni Domenico Cassini (1625-1712), astronome et ingénieur savoisien, naturalisé français : il est chargé de reconstruire la méridienne dans la Basilique San Petronio de Bologne, après une première tentative par Egnatio Danti, ce qui lui permet de vérifier la « bisection de l'excentricité » de kepler et d'obtenir les meilleures tables solaires de son époque.
- (en) J. L. Heilbron, The Sun in the Church : Cathedrals as Solar Observatories, Harvard University Press, 2009, 384 p. (ISBN 978-0-674-03848-6, lire en ligne)
- Brendan Dooley, « Review of The Sun in the Church. Cathedrals as Solar Observatories », International Journal of the Classical Tradition, vol. 8, no 3,‎ 2002, p. 481–483 (lire en ligne, consulté le 5 octobre 2016)

## 2002:Victorian Sensation

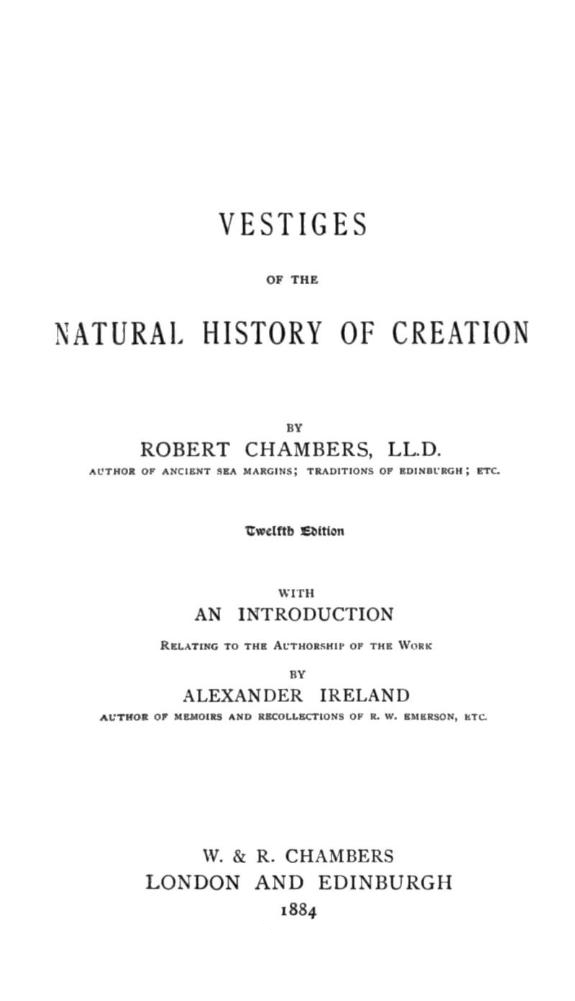
Page de titre de la 12e édition de Vestiges of the Natural History of Creation (1884).

James Secord (né en 1953) est un historien d'origine américaine, spécialiste d'histoire des sciences, particulièrement connu pour son travail sur la réception des Vestiges of the Natural History of Creation, un livre pionnier de l'évolution, anonyme et publié pour la première fois en 1844. Le vrai nom de l'auteur s'avère finalement être Robert Chambers (1802-1871), un écrivain et éditeur écossais.
C'est pour cet ouvrage qu'il est lauréat en 2002, intitulé Victorian Sensation: The Extraordinary Publication, Reception, and Secret Authorship of « Vestiges of the Natural History of Creation », paru en 2000.
James A. Secord utilise l'histoire des Vestiges pour créer un portrait panoramique de la vie au début de l'ère industrielle en prenant pour perspective celle des lecteurs de l'ouvrage. Nous rejoignons les apprentis dans une usine en train de débattre des conséquences de la théorie de l'évolution. Nous écoutons le Prince Albert lire à haute voix à la reine Victoria un livre que les prêcheurs dénoncent comme étant un blasphème vomi de la bouche de Satan. Et nous regardons Charles Darwin tourner ses pages dans la bibliothèque du British Museum, craintif pour l'avenir de sa propre théorie de l'évolution, pas encore publiée. Secord révèle comment les Vestiges ont été écrits et comment l'anonymat de son auteur a été préservé durant 40 ans. Il nous montre aussi comment l'agitation autour du livre reflète l'économie émergente de l'imprimerie industrielle.
« Par le passé, les historiens des sciences ont vu les Vestiges comme un jalon pour L'Origine des espèces (1859), ayant reçu le feu et la colère des critiques cléricales. L'Origine a finalement éclipsé son précurseur à tel point qu'on se demande combien de biologistes évolutionnaires ont entendu parler des Vestiges de nos jours. ».
Selon Turner, « ce que Secord accomplit de plus fort est de montrer comment les contemporains de différents milieux ont lu, ou plutôt vécu l'expérience, du livre. L'analyse de l'étude des Vestiges par Thomas Hirst, futur leader de la science victorienne— offre à tous les érudits victoriens une nouvelle compréhension de la manière dont la jeunesse autodidate des provinces s'est entraînée, ont étendu leurs horizons intellectuels, et sont devenus les forgerons d'une haute culture victorienne. Ce n'est rien moins que l'analyse fondatrice de la formation d'un intellectuel victorien. ».

## 2003:The Man Who Flattened the Earth

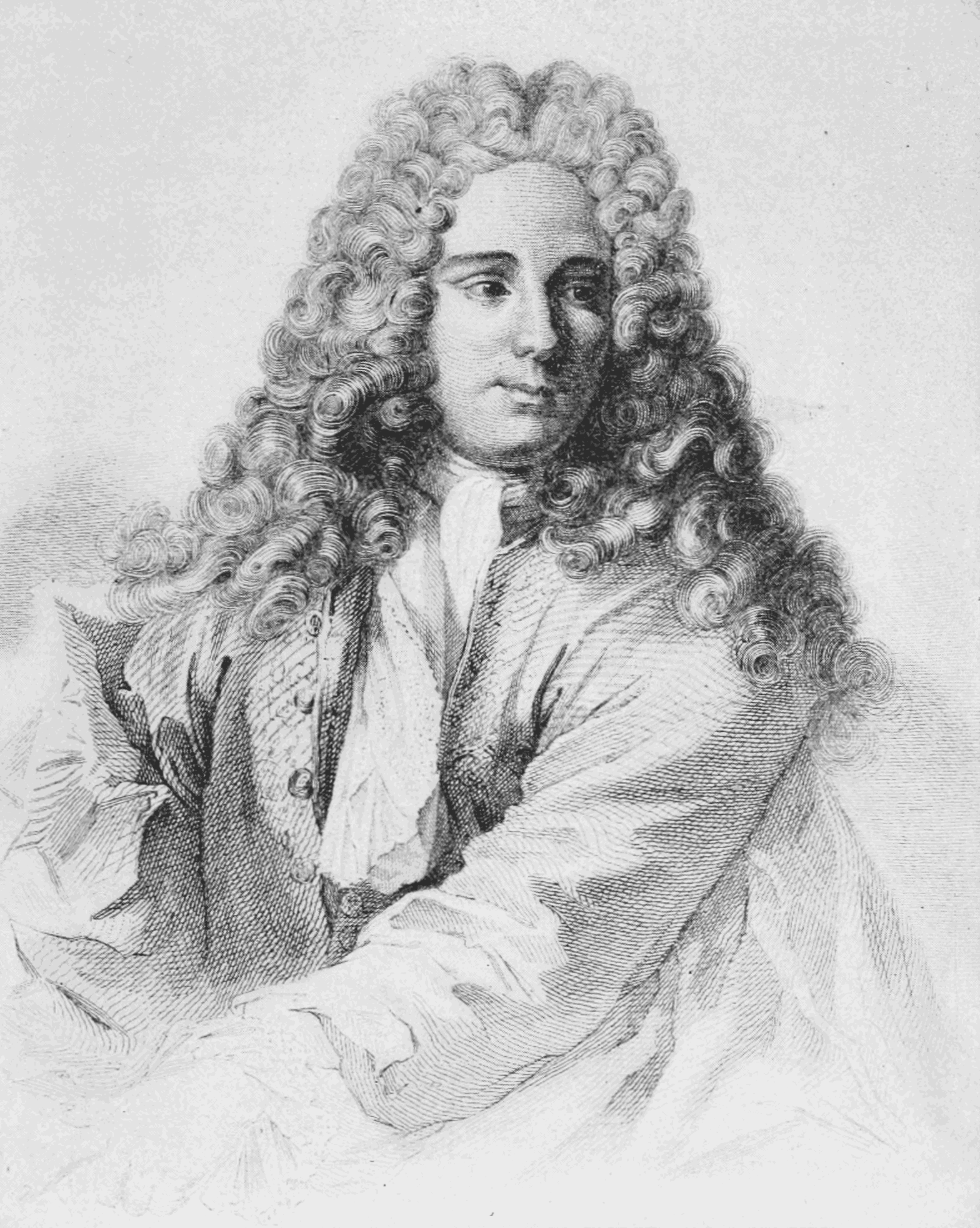
Pierre Louis Moreau de Maupertuis (1698-1759).

La lauréate 2003 est Mary Terrall (née en 1952), historienne des sciences américaine et spécialiste du XVIIIe siècle, pour son livre The Man Who Flattened the Earth: Maupertuis and the Sciences in the Enlightenment paru en 2002. Le livre est consacré à Pierre Louis Moreau de Maupertuis (1698-1759), philosophe, mathématicien, physicien, astronome et naturaliste français des XVIIe et XVIIIe siècles qui contribua notamment à la diffusion des théories de Newton hors d'Angleterre et à l'établissement du principe de moindre action, et qui fut responsable des expéditions géodésiques françaises.
Mary Terrall a déjà pu montrer dans de précédents articles combien Maupertuis était doué dans l'art de la polémique. Elle se sert de cette figure haute en couleur pour montrer les coulisses des institutions scientifiques, l'impact de la culture imprimée en sciences et les interactions entre sciences et gouvernance,.
Virginia Dawson conclut : « Le travail de Terrall est érudit au meilleur sens du terme. Ses explications des arcanes du XVIIIe siècle en France en physique, mathématiques, astronomie et biologie sont parmi les plus lucides disponibles quelle que soit la langue. ».

## 2004:Charles Darwin: The Power of Place

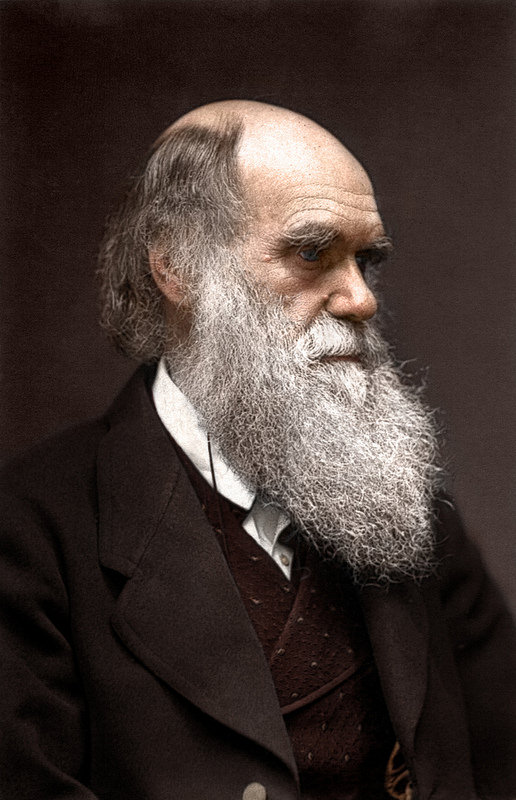
Darwin vers 1874.

Janet Browne (née en 1950) est une historienne des sciences britannique, connue notamment pour ses travaux sur l'histoire de la biologie du XIXe siècle.
Elle est lauréate en 2004 pour son livre Charles Darwin: The Power of Place paru en 2003, dans lequel elle s'intéresse au moment décisif de la vie de Charles Darwin, à partir de 1858, quand il est sur le point de publier son Origine des espèces : elle analyse les événements qui ont conduit à la publication du livre, après vingt années d'accumulation de matériaux pour être certain que sa théorie révolutionnaire de l'évolution était correcte. Viennent ensuite les années de gloire et de controverses, pour lesquelles Browne dresse un panorama des débats houleux entre scientifiques et religieux.
Ouvrage :
- (en) E. Janet Browne, Charles Darwin : The power of place, Princeton University Press, 2002, 591 p. (ISBN 0-691-11439-0, présentation en ligne, lire en ligne)

Recensions :
- Frank J. Sulloway, « Review: Darwin y su Doppelgänger », Revista de libros, no 110,‎ 2006, p. 22-26 (JSTOR 30232015)
- Carlos López-Fanjul, « Darwin y su círculo », Revista de libros, no 169,‎ 2011 (JSTOR 41329224, lire en ligne, consulté le 8 novembre 2016)
- Thomas F. Glick (en), « Review of Charles Darwin: The Power of Place. Volume 2 of a Biography », The British Journal for the History of Science, vol. 39, no 2,‎ 2006, p. 299–301 (JSTOR 4028625)
- William Montgomery, « Janet Browne: Charles Darwin, Vol. 2: The Power of Place, », Isis, vol. 94, no 4,‎ 2003, p. 739–740 (ISSN 0021-1753, DOI 10.1086/386456, lire en ligne, consulté le 8 novembre 2016)
- Keith Stewart Thomson, « Review: Laying Bare Darwin's Secrets », American Scientist, vol. 91, no 1,‎ 2003, p. 71-75 (JSTOR 27858160)
- Richard Milner, « Review: Putting Darwin in His Place », Scientific American, vol. 287, no 4,‎ 2002, p. 103-104 (JSTOR 26060011)
- Simon Conway Morris, « Review: When the Penny Dropped », Notes and Records of the Royal Society of London, vol. 57, no 2,‎ 2003, p. 250-251 (JSTOR 3557705)

## 2005:Alchemy Tried in the Fire

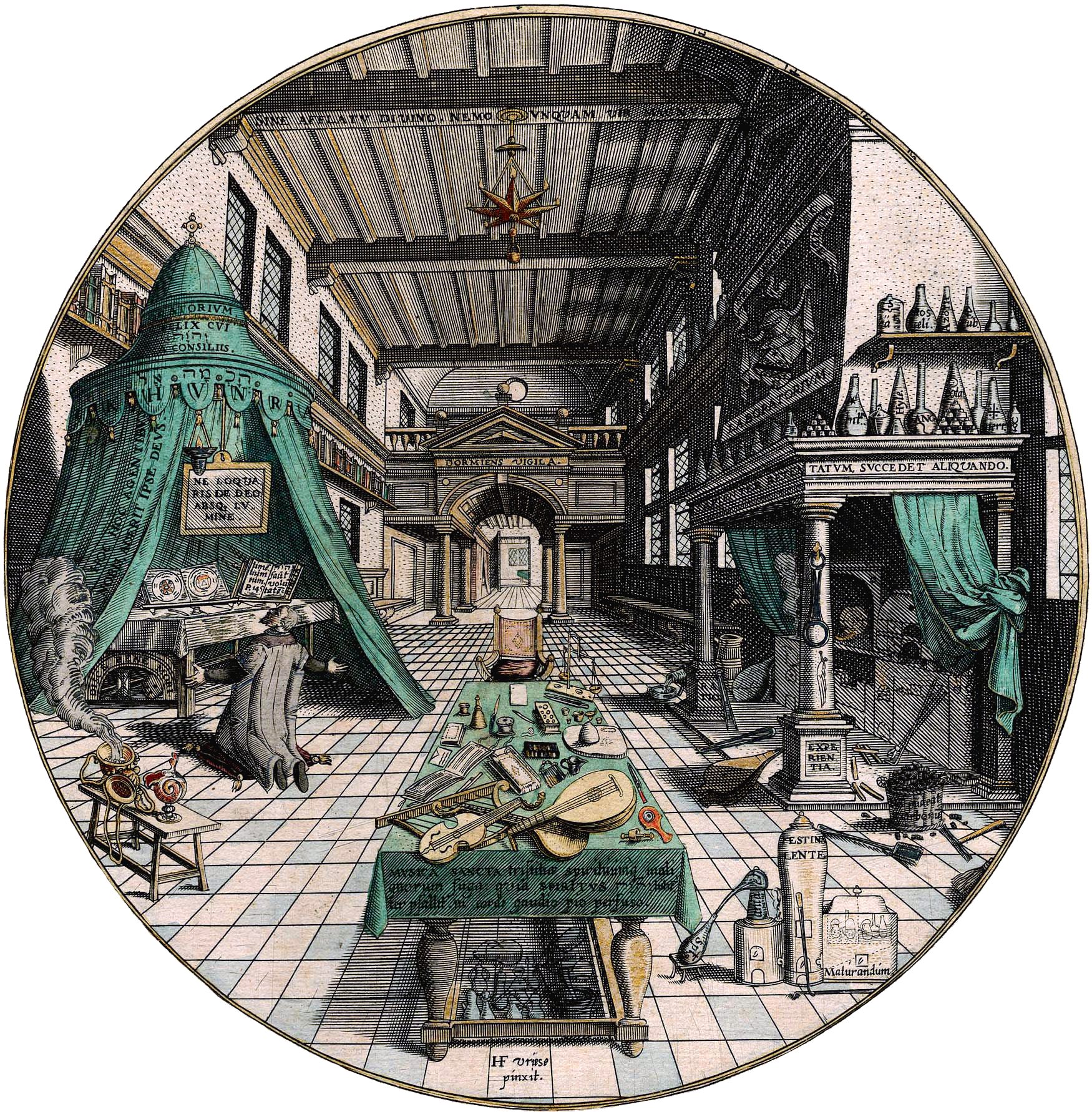
Laboratoire de l'alchimiste
Hans Vredeman de Vries, circa 1595.

William R. Newman (né en 1955) et Lawrence Principe (né en 1962) sont deux historiens des sciences américains spécialistes d'histoire de l'alchimie.
Ils sont lauréats en 2005 pour leur livre Alchemy Tried in the Fire: Starkey, Boyle, and the Fate of Helmontian Chymistry paru en 2005 dans lequel ils étudient des relations de George Starkey avec Robert Boyle, tous deux ayant déjà fait l'objet de travaux séparés par les deux auteurs.
« Newman et Principe ont produit une étude magistrale du contexte intellectuel, d'abord en corrigeant l'idée communément répandue qu'il y avait une coupure radicale au XVIIe siècle entre la fin de l'alchimie médiévale et le début de la chimie moderne. Bien qu'ils se focalisent principalement sur George Starkey (l'« alchimiste ») et Robert Boyle (le « chimiste »), ils fournissent également de copieux détails sur les pratiques et théories chimiques de Van Helmont, Benjamin Worsley, Frederick Clodius et Kenelm Digby, parmi d'autres. ». Les auteurs montrent également « l'influence de Starkey sur des successeurs tels que Wilhelm Homberg et même Antoine Lavoisier ».
- (en) William R. Newman et Lawrence M. Principe, Alchemy Tried in the Fire : Starkey, Boyle, and the Fate of Helmontian Chymistry, University of Chicago Press, 2005, 344 p. (ISBN 978-0-226-57702-9, lire en ligne)
- Ferdinando Abbri, « Review of Alchemy Tried in the Fire. Starkey, Boyle, and the Fate of Helmontian Chymistry », Early Science and Medicine, vol. 9, no 1,‎ 2004, p. 59–61 (lire en ligne, consulté le 7 octobre 2016)
- Walter W. Woodward, « The Alchemy of Alchemy », The William and Mary Quarterly, vol. 60, no 4,‎ 2003, p. 920–924 (DOI 10.2307/3491718, lire en ligne, consulté le 7 octobre 2016)

## 2006:Patterns of Behavior

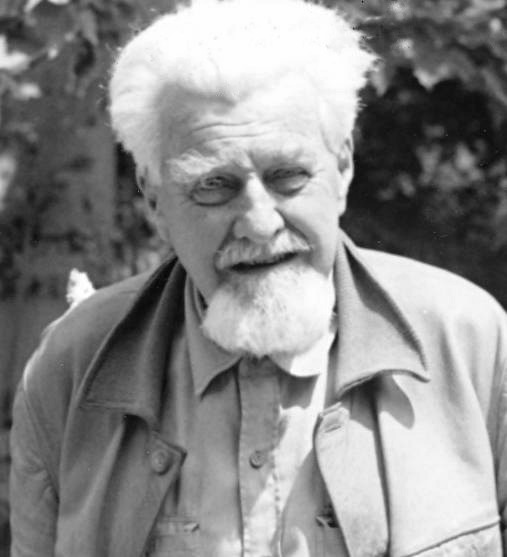
Konrad Lorenz (1903-1989).

Richard W. Burkhardt, Jr (né en 1944) est un historien des sciences américain spécialisé en histoire de la biologie, de l'évolution et de la pensée sociale, et en relations sociales de la science.
Il est le lauréat 2006 pour son livre Patterns of Behavior: Konrad Lorenz, Niko Tinbergen, and the Founding of Ethology paru en 2005, dans lequel il suit la trace des théories scientifiques, des pratiques, des sujets au sein de la construction d'une discipline essentielle à notre compréhension de la diversité de la vie. Au centre de cette histoire figurent Konrad Lorenz et Niko Tinbergen, lauréats 1973 du prix Nobel dont les recherches ont aidé à légitimer le champ de l'éthologie et ont attiré l'attention internationale sur la recherche comportementale. Burkhardt démontre la manière dont les pratiques, les politiques et les lieux ont façonné les « écologies de l'éthologie », et la transformation de cette discipline, depuis les recoins de l'histoire naturelle jusqu'au premier plan des sciences biologiques. Le titre est à double sens, puisque le livre traite de l'histoire de l'émergence, de l'établissement et du destin de l'éthologie classique, en tant qu'étude biologique du comportement, mais il traite aussi des comportements des fondateurs de la discipline, Lorenz et Tinbergen, leurs prédécesseurs, leurs successeurs et leurs contemporains.
- (en) Richard W. Burkhardt, Patterns of Behavior : Konrad Lorenz, Niko Tinbergen, and the Founding of Ethology, University of Chicago Press, 2005, 636 p. (ISBN 978-0-226-08090-1, présentation en ligne, lire en ligne)
- (en) Alfred Kelly, « Richard W. Burkhardt Patterns of Behavior: Konrad Lorenz, Niko Tinbergen, and the Founding of Ethology. Chicago: University of Chicago Press. 2005. Pp. xii, 636. $29.00 », The American Historical Review, vol. 111, no 5,‎ 1er décembre 2006, p. 1587–1588 (ISSN 0002-8762, DOI 10.1086/ahr.111.5.1587, lire en ligne, consulté le 9 novembre 2016)
- Donald A. Dewsbury, « Richard W. Burkhardt, Jr, Patterns of Behavior: Konrad Lorenz, Niko Tinbergen, and the Founding of Ethology. Chicago and London: University of Chicago Press, 2005. Pp. xii+636.  (ISBN 0-226-08089-7). $80.00 (hardback).  (ISBN 0-226-08090-0). $29.00 (paperback). - », The British Journal for the History of Science, vol. 40, no 1,‎ 1er mars 2007, p. 147–149 (ISSN 1474-001X, DOI 10.1017/S0007087406439376, lire en ligne, consulté le 9 novembre 2016)
- Marcel Otte, « Review of Patterns of Behavior. Konrad Lorenz, Niko Tinbergen and the Founding of Ethology, Richard W. Burkhardt Jr », History and Philosophy of the Life Sciences, vol. 28, no 3,‎ 2006, p. 450–453 (lire en ligne, consulté le 9 novembre 2016)

## 2007:Drawing Theories Apart

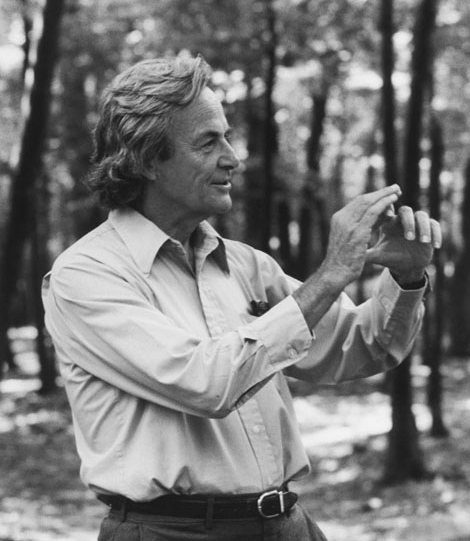
Richard Feynman en 1984.

David Kaiser (né en 1971) est un physicien et historien des sciences américain, spécialiste de l'histoire de la théorie de la Relativité générale, ainsi que de l'histoire de la physique américaine durant la Guerre froide.
Il est lauréat en 2007 pour son livre Drawing Theories Apart: The Dispersion of Feynman Diagrams in Postwar Physics paru en 2005 dans lequel il détaille l'impact des diagrammes de Feynman, qui ont révolutionné à peu près tous les aspects de la physique théorique depuis le milieu du XXe siècle. Ces diagrammes ont été introduits par le physicien américain Richard Feynman (1918-1988) qui a travaillé notamment sur l'électrodynamique quantique, les quarks et l'hélium superfluide.
- (en) David Kaiser, Drawing Theories Apart : The Dispersion of Feynman Diagrams in Postwar Physics, University of Chicago Press, 2009, 376 p. (ISBN 978-0-226-42265-7, lire en ligne)
- Helge Kragh, « KaiserDavid, Drawing Theories Apart: The Dispersion of Feynman Diagrams in Postwar Physics. Chicago and London: The University of Chicago Press, 2005. Pp. xx+469.  (ISBN 0-226-42267-4). £21.00, $30.00 (paperback). », The British Journal for the History of Science, vol. 41, no 1,‎ 1er mars 2008, p. 151–152 (ISSN 1474-001X, DOI 10.1017/S0007087407000593, lire en ligne, consulté le 11 novembre 2016)
- Kelly Devine Thomas, « Feynman Diagrams and the Evolution of Particle Physics », The Institute Letter Spring, 2009 (consulté le 11 novembre 2016), p. 4-5.

## 2008:The Jewel House: Elizabethan London and the Scientific Revolution

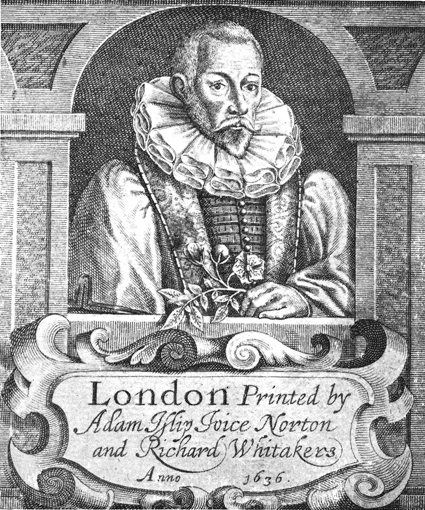
John Gerard (1545-1612), botaniste anglais, célèbre pour son herbier.

Deborah Harkness (née en 1965) est une universitaire et romancière américaine, spécialiste d'histoire européenne et d'histoire des sciences.
Elle est lauréate en 2008 pour son livre The Jewel House: Elizabethan London and the Scientific Revolution paru en 2007, dans lequel elle explore le Londres élizabéthain et sa communauté alchimique du XVIe siècle, en se focalisant sur quelques personnalités clé d'une période dont les succès ont conduit à la révolution scientifique.
Le personnage principal n'est pas Francis Bacon, pourtant figure de proue de cette période et considéré comme l'inventeur de la méthode scientifique. Harkness fait de la ville de Londres, la deuxième plus grande ville d'Europe en 1600, la vraie star du livre : elle montre en six études de cas une variété de corporations, de communautés qu'elle range sous la bannière commune de « science »— some pages at the beginning are devoted to “A Note about Science,” in which Harkness explains her use of that termin connection with this sixteenth-century material. While acknowledging possible anachronism, she justifies placing all the diverse issues and activities with which the book deals under the umbrella term “science” with various arguments. —. L'une de ces études se focalise sur l'immigrant flamand James Cole et le groupe de naturalistes dont il fait partie, rassemblés près de Lime Street. Une autre s'intéresse au destin de James Garrett, dont les découvertes pourtant justes et antérieures furent ignorées du « père de la botanique anglaise », John Gerard.
- (en) Deborah E. Harkness, The Jewel House : Elizabethan London and the Scientific Revolution, Yale University Press, 2007, 384 p. (ISBN 978-0-300-18575-1 et 0-300-18575-8, lire en ligne)
- Lisa T. Sarasohn, « The Jewel House: Elizabethan London and the Scientific Revolution (review) », Journal of Interdisciplinary History, vol. 39, no 3,‎ 2 janvier 2009, p. 413–414 (ISSN 1530-9169, lire en ligne, consulté le 11 novembre 2016)
- Nicholas H Clulee, « Deborah Harkness. The Jewel House: Elizabethan London and the Scientific Revolution », Renaissance Quarterly, vol. 61, no 2,‎ 1 de junio de 2008, p. 634–635 (ISSN 0034-4338, DOI 10.1353/ren.0.0042, lire en ligne, consulté le 11 novembre 2016)

Le livre a aussi été recensé dans Science ; The Times Literary Supplement ; American Scientist ; Technology and Culture; Bulletin of the History of Medicine; ISIS; Annals of Science; Canadian Journal of History; Journal of Modern History; History; American Historical Review; Renaissance Studies;  Journal of British Studies.

## 2009:Matters of Exchange

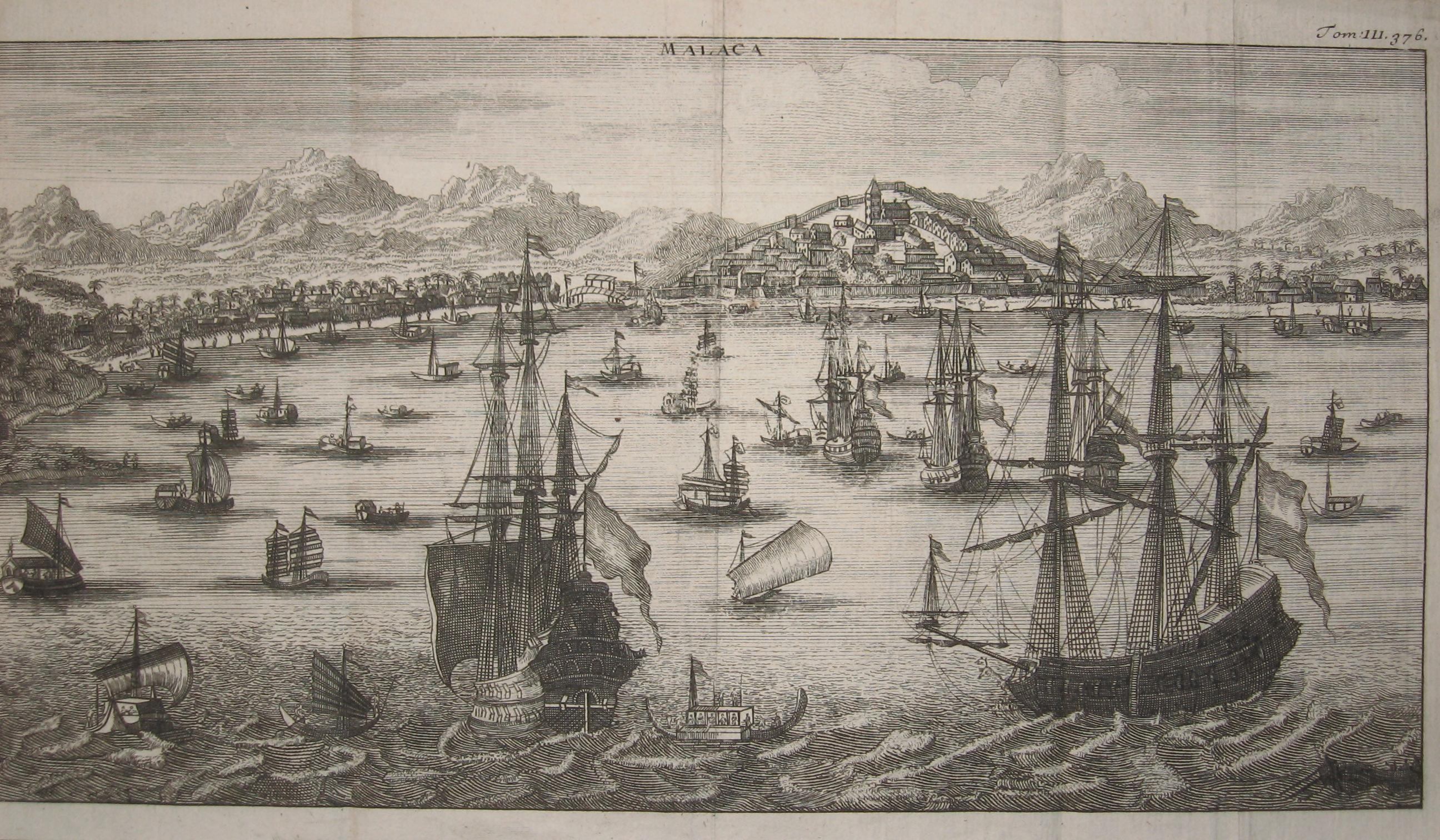
Navires hollandais dans le port de Malacca. Eau-forte sur cuivre; Schouten, Wouter; 1676.

Harold J. Cook (né en 1952) est un historien de la médecine américain.
En 2009 il est lauréat pour son livre Matters of Exchange: Commerce, Medicine, and Science in the Dutch Golden Age paru en 2007, dans lequel il affirme que le commerce international a changé la façon de penser des Néerlandais et de leurs interlocuteurs. Il suggère que la préférence pour des informations précises accompagnant l'essor du commerce a également jeté les bases de l'essor de la science à l'échelle mondiale. Le livre documente les développements de la médecine et de l'histoire naturelle qui sont des aspects fondamentaux de cette nouvelle science. En tant que port et capitale d’un empire colonial, Amsterdam est le point d’arrivée de la plupart des nouveautés : cabinet de curiosité et jardins botaniques se développent à la faveur de toutes les richesses collectées par les marins, commerçants et explorateurs.
- (en) Harold John Cook, Matters of Exchange : Commerce, Medicine, and Science in the Dutch Golden Age, Yale University Press, 2007, 562 p. (ISBN 978-0-300-13492-6 et 0-300-13492-4, lire en ligne)
- Rina Knoeff, « CookHarold J., Matters of Exchange: Commerce, Medicine, and Science in the Dutch Golden Age. New Haven and London: Yale University Press, 2007. Pp. xiv+562.  (ISBN 978-0-300-11796-7).(hardback). », The British Journal for the History of Science, vol. 41, no 2,‎ 1 de junio de 2008, p. 278–279 (ISSN 1474-001X, DOI 10.1017/S0007087408000927, lire en ligne, consulté le 12 novembre 2016)
- Dorothy Porter, « Matters of Exchange: Commerce, Medicine, and Science in the Dutch Golden Age », JAMA, vol. 298, no 11,‎ 19 septembre 2007 (ISSN 0098-7484, DOI 10.1001/jama.298.11.1339, lire en ligne, consulté le 12 novembre 2016)
- Steven Paul Matthews, « Matters of Exchange: Commerce, Medicine, and Science in the Dutch Golden Age (review) », Journal of World History, vol. 21, no 2,‎ 1er août 2010, p. 336–339 (ISSN 1527-8050, DOI 10.1353/jwh.0.0132, lire en ligne, consulté le 12 novembre 2016)

## 2010:Leibniz: An Intellectual Biography

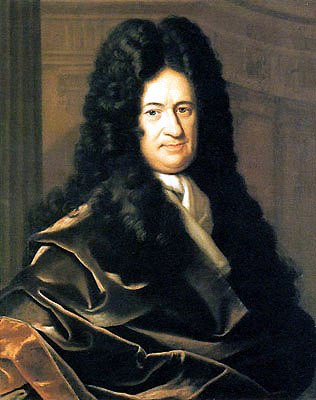
Gottfried Wilhelm Leibniz (1646-1716).

Maria Rosa Antognazza (née en 1964) est une professeure italienne de philosophie, spécialiste du philosophe, scientifique, mathématicien, logicien, diplomate, juriste, bibliothécaire et philologue allemand Gottfried Wilhelm Leibniz.
En 2010 elle est lauréate pour son livre Leibniz: An Intellectual Biography paru en 2009, dans lequel elle montre que malgré un aspect extrêmement protéiforme dans ses travaux, il y a bien une ligne directrice.
« La première biographie moderne, proprement méfiante des anachronismes, a été publiée par Gottschalk Guhrauer en 1842, et, bien qu'ennuyeuse, elle a fait autorité depuis lors. Les travaux héroïques de Maria Rosa Antognazza signifient que Guhrauer peut enfin être renvoyé dans les étagères : elle a ré-évalué toutes les sources et construit une histoire vivante et soigneusement documentée qu'il sera difficile à améliorer, même pour des points de détail. »
- (en) Maria Rosa Antognazza, Leibniz : an intellectual biography, Cambridge University Press, 2009, 623 p. (ISBN 978-0-521-80619-0, présentation en ligne)
- Arnaud Pelletier, « Leibniz, l’œuvre d'une vie », Les Études philosophiques, vol. 100, no 1,‎ 2012 (ISSN 0014-2166, DOI 10.3917/leph.121.0117, lire en ligne)
- Cameron Brown, « Antognazza, Maria Rosa. Leibniz : An Intellectual Biography, Cambridge, Cambridge University Press, 2009, 623 p. », Philosophiques, vol. 38, no 1,‎ 2011, p. 340-343 (ISSN 0316-2923, DOI 10.7202/1005734ar, lire en ligne)
- Donald Rutherford, « Leibniz: An Intellectual Biography (review) », Journal of the History of Philosophy, vol. 48, no 1,‎ 17 janvier 2010, p. 107–108 (ISSN 1538-4586, DOI 10.1353/hph.0.0195, lire en ligne, consulté le 12 novembre 2016)
- Simon Kow, « Leibniz: An Intellectual Biography, by Maria Rosa Antognazza. », Canadian Journal of History, vol. 44, no 2,‎ 1er septembre 2009, p. 301–303 (ISSN 0008-4107, DOI 10.3138/cjh.44.2.301, lire en ligne, consulté le 12 novembre 2016)
- (en) Marc E. Bobro, « The Optimistic Science of Leibniz », sur The New Atlantis, 2014 (consulté le 12 novembre 2016)
- (en) Gregory Brown, « Leibniz: An Intellectual Biography », sur Notre-Dame Philosophical Reviews, 2009 (consulté le 5 novembre 2019)

## 2011:Mathematics in Ancient Iraq: A Social History

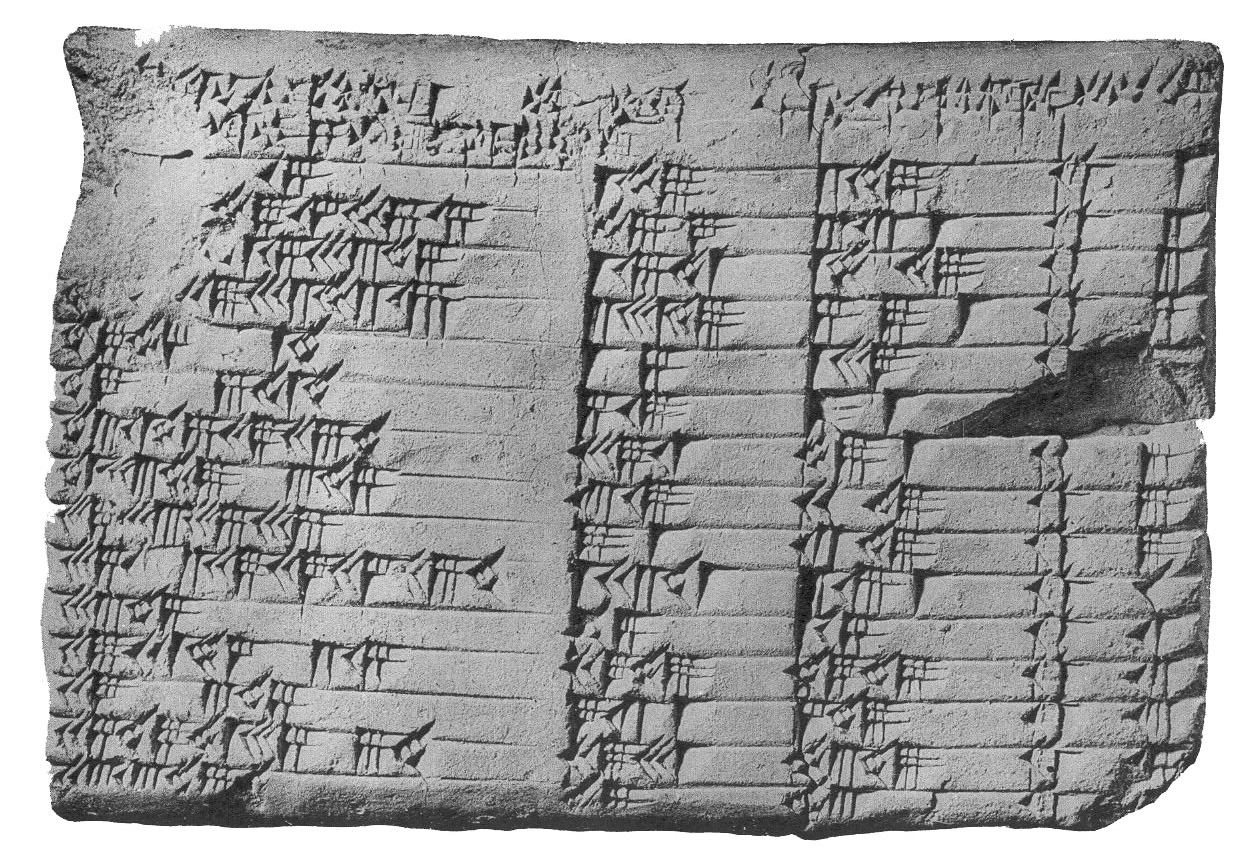
La tablette Plimpton 322, datant d'environ 1800 av. J.-C., donne une liste de nombres disposés en colonnes avec des en-têtes ; deux des colonnes correspondent à l'hypoténuse et au plus petit côté d'un triangle rectangle, ainsi que l'annoncent les entêtes.

Eleanor Robson (née en 1969) est une assyriologue et historienne des mathématiques britannique.
Elle est lauréate en 2011 pour son livre Mathematics in Ancient Iraq: A Social History paru en 2008. L'ouvrage retrace les origines et le développement des mathématiques dans le Moyen Orient antique, depuis ses débuts au IVe millénaire av. J.-C. jusqu'à la fin du premier millénaire av. J.-C., quand, approximativement, l'écriture cunéiforme n'est plus utilisée (Brack-Bernsen 2010).

« Ce livre ne prétend pas être une étude exhaustive du domaine. Il ne vise pas à remplacer les œuvres existantes, comme The exact sciences in antiquity de Neugebauer, ou des études plus récentes comme Lengths, widths, surfaces de Jens Høyrup ou encore mes propres travaux Mesopotamian mathematics. Pour tenter de compenser cela, chaque chapitre commence par une étude du contexte historique et des sources pertinentes publiées traitant des mathématiques. [...] Les traductions des sources primaires sont intégrées au fil du récit, mais on peut en trouver beaucoup plus dans ma contribution dans The mathematics of Egypt, Mesopotamia, China, India and Islam: a sourcebook. »

- (en) Eleanor Robson, Mathematics in Ancient Iraq : A Social History, Princeton, Princeton University Press, 2008, 441 p. (ISBN 978-0-691-09182-2 et 0-691-09182-X, présentation en ligne, lire en ligne)
- (en) Frank J. Swetz, « Mathematics in Ancient Iraq: A Social History », Convergence,‎ 2010 (DOI 10.4169/loci003211, lire en ligne, consulté le 11 novembre 2019)
- (en) Lis Brack-Bernsen, « Mathematics in Ancient Iraq: A Social History (review) », Journal of World History, vol. 21, no 1,‎ 1er avril 2010, p. 131–134 (ISSN 1527-8050, DOI 10.1353/jwh.0.0109, lire en ligne, consulté le 11 novembre 2019)
- (en) Alexander Jones, « Review of Mathematics in Ancient Iraq: A Social History », The British Journal for the History of Science, vol. 43, no 2,‎ 2010, p. 286–288 (lire en ligne, consulté le 11 novembre 2019)
- (en) Duncan J. Melville, « Mathematics in Ancient Iraq: A Social History », Historia Mathematica, vol. 36, no 4,‎ novembre 2009, p. 428–433 (DOI 10.1016/j.hm.2009.07.013)
- (en) Christine Proust, « Eleanor Robson. Mathematics in Ancient Iraq: A Social History. xxx + 441 pp., illus., tables, apps., bibl., indexes. Princeton, N.J./Oxford: Princeton University Press, 2008. $49.50 (cloth). », Isis, vol. 101, no 1,‎ 2010, p. 201-202 (ISSN 0021-1753, DOI 10.1086/653861, JSTOR 10.1086/653861).
- (en) Jens Høyrup, « Mathematics in Ancient Iraq: A Social History by Eleanor Robson », The Mathematical Intelligencer, vol. 32, no 2,‎ 2009, p. 65-67 (DOI 10.1007/s00283-009-9097-z).

## 2012:The Crafting of the 10,000 Things

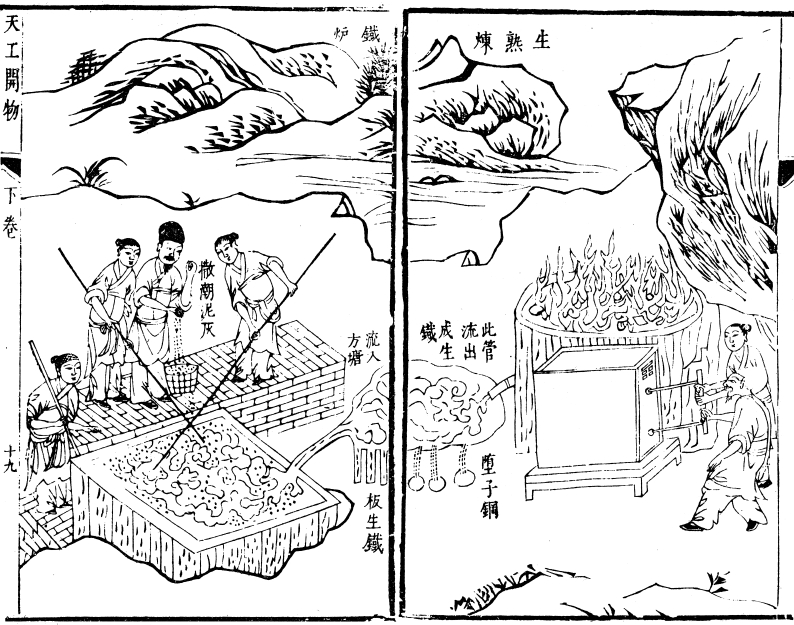
Illustration de pyrométallurgie chinoise, extraite de l'encyclopédie Tiangong Kaiwu (1637).

Dagmar Schäfer (née en 1968) est une sinologue allemande.
Elle est lauréate en 2012 pour son livre The Crafting of the 10,000 Things: Knowledge and Technology in Seventeenth-Century China paru en 2011, dans lequel elle étudie l'impact de l'encyclopédie Tiangong kaiwu, écrite par Song Yingxing (1587–1666?), un fonctionnaire local mineur du sud de la Chine en 1637, et qui documente l'extraction et le processus de transformation des matériaux bruts ainsi que la manufacture de biens essentiels à la vie quotidienne, depuis la levure et le vin jusqu'au papier et l'encre, en passant par les bateaux, less chariots et les armes à feu. Cette encyclopédie fait partie d'une plus large diffusion de publications qui examinent les avancées dans les connaissances et les technologies durant les dernières décennies de la dynastie Ming, pourtant marquée par le chaos et la destruction.
- (en) Dagmar Schäfer, The Crafting of the 10,000 Things : Knowledge and Technology in Seventeenth-Century China, University of Chicago Press, 2011, 352 p. (ISBN 978-0-226-73585-6, lire en ligne)
- Roslyn Lee Hammers, « Dagmar Schäfer, The Crafting of the 10,000 Things: Knowledge and Technology in Seventeenth-century China », East Asian Science, Technology, and Medicine, vol. 0, no 37,‎ 2013, p. 86–89 (ISSN 1562-918X, lire en ligne, consulté le 12 novembre 2016)
- Timothy Brook, « The Crafting of the 10,000 Things: Knowledge and Technology in Seventeenth-Century China by Dagmar Schäfer (review) », Harvard Journal of Asiatic Studies, vol. 73, no 1,‎ 1er juin 2013, p. 156–163 (ISSN 1944-6454, DOI 10.1353/jas.2013.0012, lire en ligne, consulté le 12 novembre 2016)
- (en) Pamela O. Long, « The crafts and knowledge in late Ming China », Metascience, vol. 22, no 1,‎ mars 2013, p. 177–180 (DOI 10.1086/667496, lire en ligne)
- (en) Chu Pingyi, « Book Reviews | Dagmar Schäfer. The Crafting of the Ten Thousand Things: Knowledge and Technology in Seventeenth-Century China. 344 pp., illus., bibl., index. Chicago/London: University of Chicago Press, 2011. $45 (cloth). », Isis, vol. 103, no 2,‎ juin 2012 (DOI 10.1007/s11016-012-9657-2, lire en ligne)

## 2013:The Romantic Machine

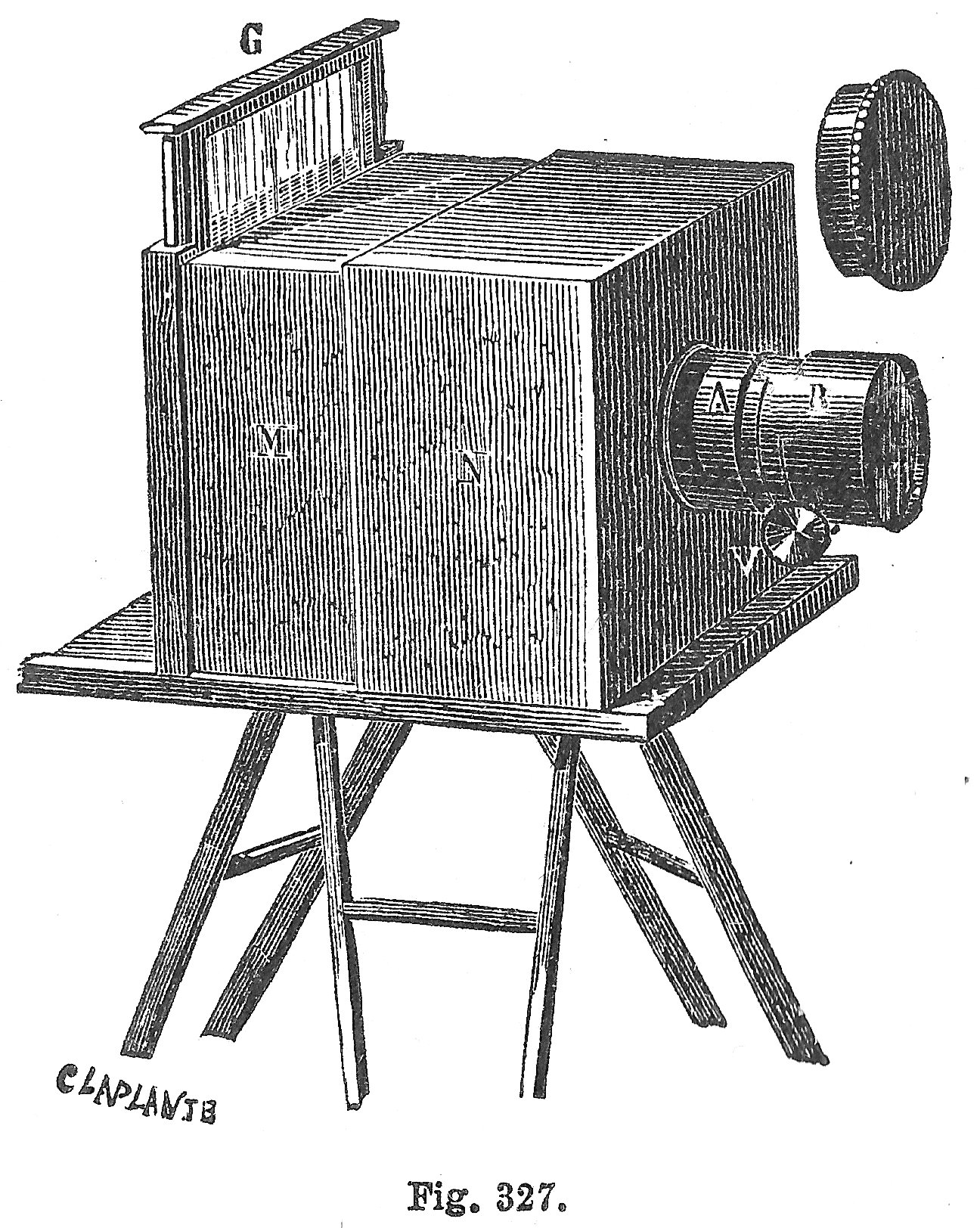
Caméra à daguerréotypes.

John Tresch (né en 1972) est un historien des sciences et des techniques américain.
En 2013 il est lauréat pour son livre The Romantic Machine: Utopian Science and Technology after Napoleon paru en 2012, dans lequel « il examine les réponses artistiques, philosophiques et politiques aux nouvelles machines et sciences (électromagnétisme, thermodynamique, transformisme, et autres) en France entre 1820 et 1850, un moment marqué à la fois par le romantisme, le positivisme et le socialisme naissant ». Comme l'annonce le titre, « chaque chapitre part d’un instrument ou d’une machine : des dispositifs expérimentaux électromagnétiques, des instruments de géophysique, les daguerréotypes, des machines à vapeur ou à composer (le pianotype de Leroux), un calendrier, celui de Comte ». Il s'attache ainsi à démonter les simplifications historiques sur l’opposition romantisme/mécanisme, avec quelques clichés sur « quelques dualismes convenus (matière/esprit, raison/émotion, qualité/nombre, organisme/machine), dualismes auxquels il ajoute quelques autres attachés aux sciences et techniques postrévolutionnaires : leur rôle dans l’établissement d’un ordre bourgeois discipliné (Foucault), dans le processus de désenchantement du monde (Weber) ou dans la perte de l’aura par la mécanisation de la production (Benjamin) ».
- (en) John Tresch, The romantic machine : utopian science and technology after Napoleon, Chicago, University of Chicago Press, 2012, 449 p. (ISBN 978-0-226-81220-5, lire en ligne)
- Martin Staum, « Review of The Romantic Machine: Utopian Science and Technology after Napoleon », The Journal of Modern History, vol. 85, no 4,‎ 2013, p. 924–926 (DOI 10.1086/672538, lire en ligne, consulté le 12 novembre 2016)
- Benjamin Bâcle, « The Romantic Machine: Utopian Science and Technology after Napoleon by John Tresch (review) », French Studies: A Quarterly Review, vol. 67, no 4,‎ 9 octobre 2013, p. 568–569 (ISSN 1468-2931, lire en ligne, consulté le 12 novembre 2016)

## 2014:Picturing the book of nature

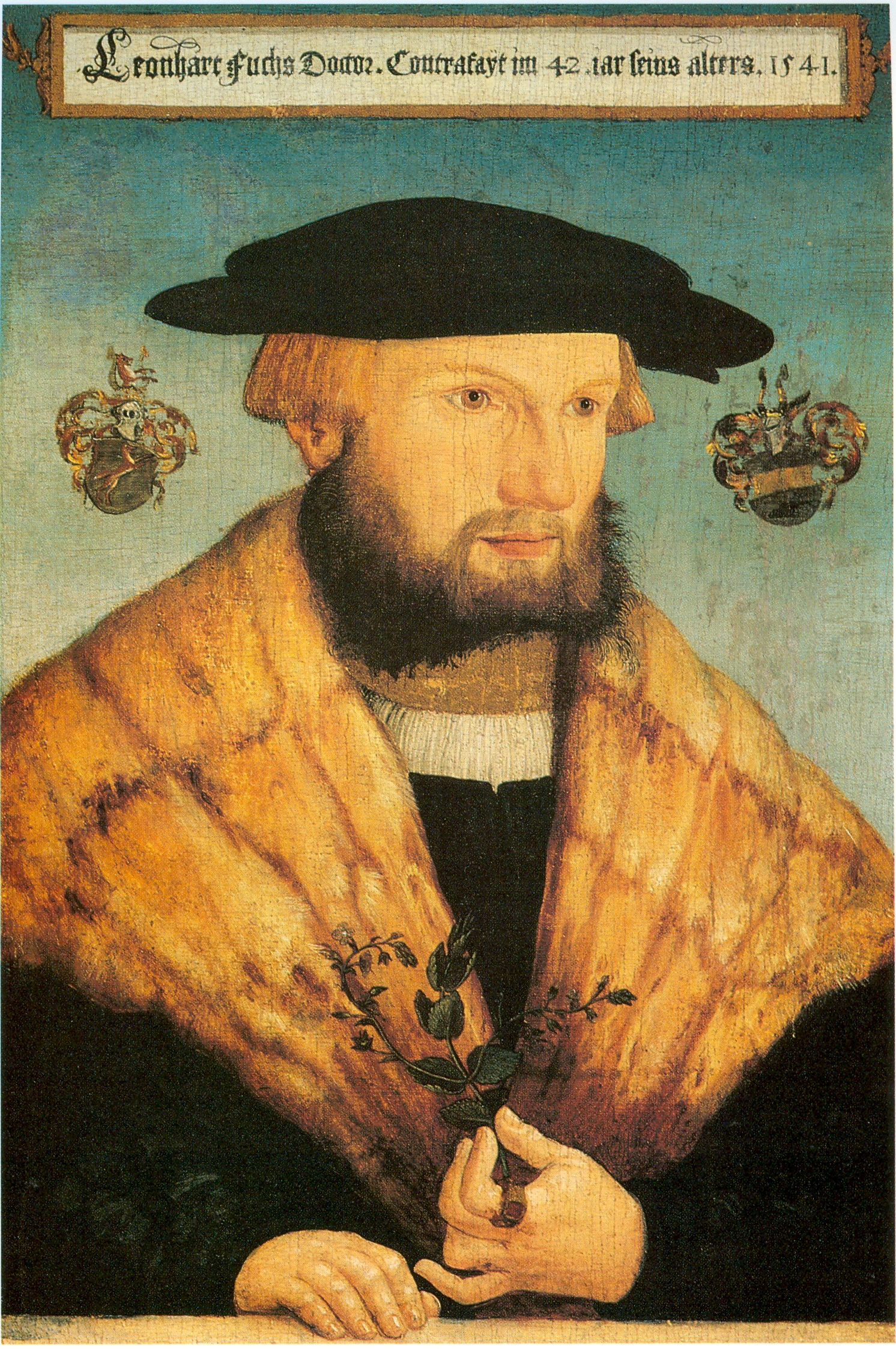
Leonhart Fuchs (1501-1566).

Sachiko Kusukawa est une historienne des sciences, spécialiste d'histoire de la philosophie des XVIe et XVIIe siècles, notamment Philippe Mélanchthon.
Elle est lauréate en 2014 pour son livre Picturing the book of nature: Image, text and argument in sixteenth-century human anatomy and medical botany paru en 2012, dans lequel elle analyse l'impact d'ouvrages de botanique et d'anatomie dans l'émergence d'un argument visuel dans l'étude scientifique de la nature. Elle s'intéresse en particulier au De historia stirpium de Leonhart Fuchs et au De humani corporis fabrica de Vésale, ainsi qu'au Historia plantarum que Conrad Gessner n'a pas publié, à la fois parce qu'ils ont marqué l'histoire du livre pour leurs images spectaculaires de plantes et du corps humain, et parce qu'ils témoignent de la prééminence de ces deux disciplines au sein de la médecine européenne.
« La principale réussite de Kusukawa est d'articuler l'émergence des visuels en tant que connaissance scientifique. Bien qu'il n'y aie pas de chemin unique pour interpréter les images au XVIe siècle, diverses personnes en sont venues à analyser les images en les accompagnant de textes. Un tel savoir était utilisé comme outil pédagogique — non seulement pour faire valoir ses arguments mais aussi pour critiquer les autorités classiques. »
- (en) Sachiko Kusukawa, Picturing the book of nature : image, text, and argument in sixteenth-century human anatomy and medical botany, Chicago, University of Chicago Press, 2012, 331 p. (ISBN 978-0-226-46529-6, lire en ligne)
- (en) Glenn Harcourt, « Sachiko Kusukawa. Picturing the Book of Nature: Image, Text, and Argument in Sixteenth-Century Human Anatomy and Medical Botany. Chicago: University of Chicago Press, 2012. xvii, 331p.  (ISBN 9780226465296). », RBM: A Journal of Rare Books, Manuscripts and Cultural Heritage, vol. 15, no 1,‎ 20 mars 2014, p. 75–77 (ISSN 1529-6407, lire en ligne, consulté le 12 novembre 2016)
- « MAKE Literary Productions, NFP | Review: Picturing the Book of Nature by Sachiko Kusukawa », sur makemag.com (consulté le 12 novembre 2016)
- (en) Roger Gaskell, « Picturing the Book of Nature. Image, Text, and Argument in Sixteenth-Century Human Anatomy and Medical Botany. By Sachiko Kusukawa. », The Library, vol. 14, no 2,‎ 1er juin 2013, p. 218–220 (ISSN 0024-2160, DOI 10.1093/library/14.2.218, lire en ligne, consulté le 12 novembre 2016)
- (en) Daniel Brownstein, « Picturing the Book of Nature: Image, Text, and Argument in Sixteenth-Century Botany and Anatomy », Journal of the History of Medicine and Allied Sciences, vol. 69, no 3,‎ 1er juillet 2014, p. 496–498 (ISSN 0022-5045, DOI 10.1093/jhmas/jrt043, lire en ligne, consulté le 12 novembre 2016)
- Florike Egmond, « SachikoKusukawa, Picturing the Book of Nature: Image, Text and Argument in Sixteenth-Century Human Anatomy and Medical Botany. Chicago and London: The University of Chicago Press, 2012. Pp. xvii+331.  (ISBN 978-0-226-46529-6). $45.00/£29.00 (hardback). », The British Journal for the History of Science, vol. 46, no 2,‎ 1er juin 2013, p. 342–344 (ISSN 0007-0874, DOI 10.1017/S0007087413000198, lire en ligne, consulté le 12 novembre 2016)

## 2015:Ivan Pavlov: A Russian Life in Science

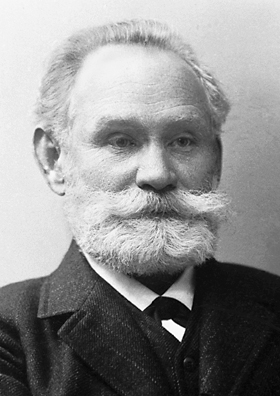
Ivan Pavlov (1849-1936).

Daniel Todes (né en 1952) est un historien des sciences britannique, spécialisé en histoire de la médecine.
Il est lauréat en 2015 pour son livre Ivan Pavlov: A Russian Life in Science paru en 2014 et consacré à Ivan Pavlov (1849-1936), médecin et physiologiste russe, lauréat du prix Nobel de physiologie ou médecine de 1904.
Il propose la première biographie universitaire sur Pavlov, pour laquelle il a eu un accès privilégié à de nombreuses sources archivales, dont deux manuscrits de Pavlov, que celui-ci n'a jamais publiés : l'un révise radicalement son point de vue sur la place du réflexe conditionnel en psychologie ; l'autre est un esai psychologiquement révélateur sur la science, la religion et le bolchévisme. Todes démontre que les recherches de Pavlov sur les réflexes conditionnés ont été largement mal interprétées de son vivant et après, et que les traductions-éditions en langue anglaise du travail de Pavlov se sont trompées quant à ses buts et sa méthodologie. Todes révèle et analyse en détail les relations conflictuelles et changeantes entre Pavlov et les bolchéviques de 1917 à 1936. Enfin Todes propose une analyse systématique des relations entre Pavlov et Mariia Kapitonovna Petrova, qui fut à la fois son amour et sa plus importante collaboratrice scientifique durant les annéess 1912-1936. L'ouvrage a reçu de nombreuses critiques positives, voire dithyrambiques.
« [B]reathtakingly encompassing biography....Daniel Todes can be applauded for having written this important volume, which fills a void in the historiographical literature. It will, I hope, stimulate a new wave of research, discussion, and contextualization of Russian physiology in its wider international context....[I]t is a highly detailed and well-crafted study of the eminent Russian physiologist, written in a nice narrative style and a captivating tone....His brilliant biography is a most detailed and exhaustive account of Ivan Petrovich Pavlov. It can be hoped that scholarly societies in the history of science and allied fields will find good and appropriate ways to honor the depth of research and captivating writing style of this volume with the awards for excellence that are surely due this marvelous piece of work. ».
- (en) Daniel P. Todes, Ivan Pavlov : A Russian Life in Science, Oxford, Oxford University Press, 2014, 855 p. (ISBN 978-0-19-992519-3, lire en ligne)
- Martin A. Miller, « Daniel P. Todes, Ivan Pavlov: A Russian Life in Science », The Journal of Modern History, vol. 88, no 3,‎ 31 août 2016, p. 732–734 (ISSN 0022-2801, DOI 10.1086/687473, lire en ligne, consulté le 12 novembre 2016)
- (en) Barbara Kiser, « Books in brief », Nature, vol. 517, no 7533,‎ 8 janvier 2015, p. 143–143 (ISSN 0028-0836, DOI 10.1038/517143a, lire en ligne, consulté le 12 novembre 2016)
- Raymond Tallis, « The Life of Ivan Pavlov », Wall Street Journal,‎ 14 novembre 2014 (ISSN 0099-9660, lire en ligne, consulté le 12 novembre 2016)
- (en) Peter Forbes, « Ivan Pavlov: A Russian Life in Science by Daniel P. Todes, book », The Independent,‎ 18 décembre 2014 (lire en ligne, consulté le 12 novembre 2016)

## 2016:Observing by Hand. Sketching the Nebulae in the Nineteenth Century

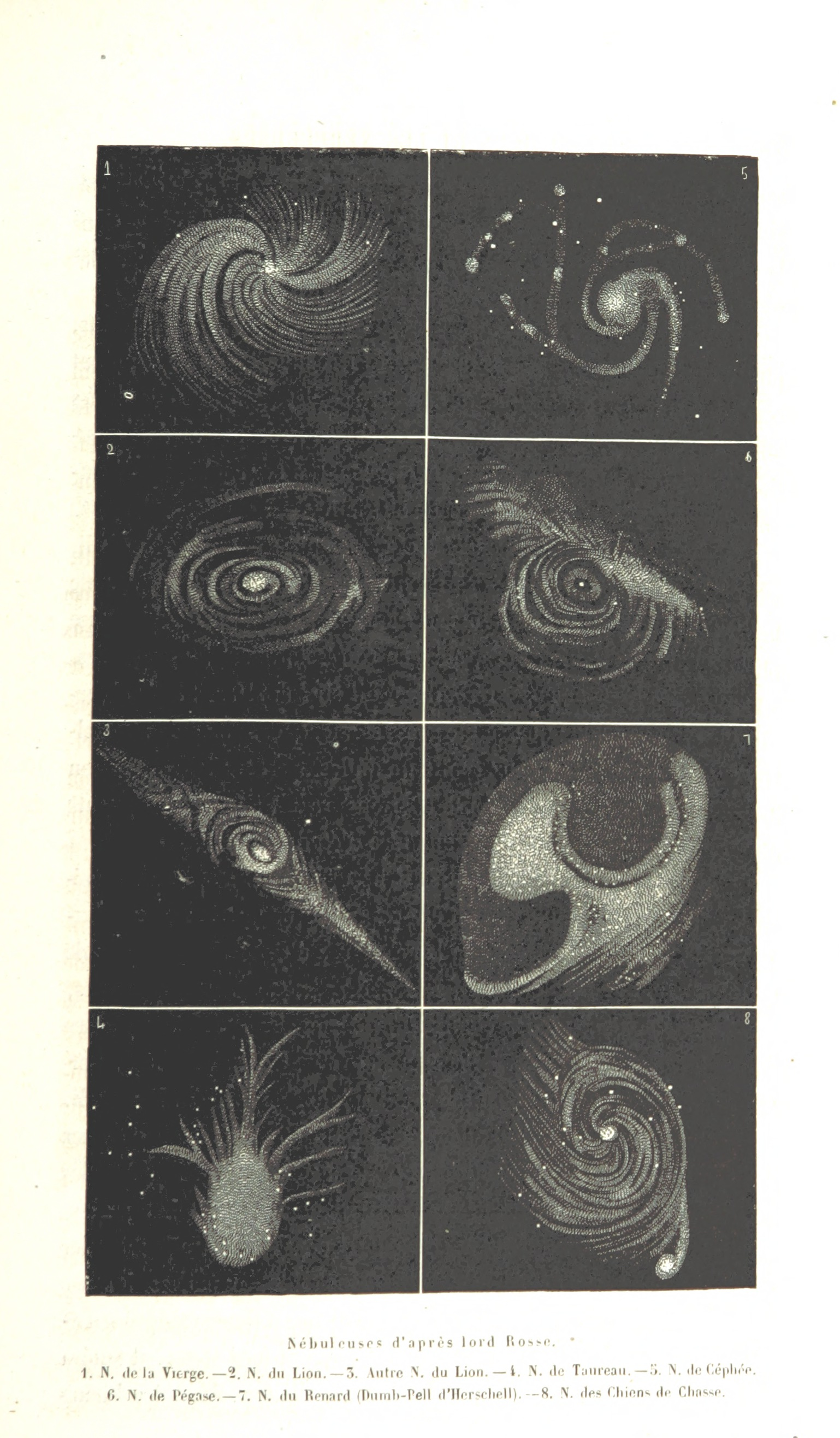
"L'Espace céleste et la nature tropicale, description physique de l'univers ... préface de M. Babinet, dessins de Yan' Dargent" (1866).

Omar W. Nasim (né en 1976) est un historien des sciences canadien qui s'intéresse à la construction, l'observation et aux théories de la perception, en se focalisant plus spécialement sur les relations entre l'observation scientifique et l'acte de dessiner et de prendre des notes en astronomie.
Il est lauréat en 2016 pour son livre Observing by Hand. Sketching the Nebulae in the Nineteenth Century paru en 2013 et qui est le résultat d'un travail historique explorant les liens entre les actes de dessiner, voir et savoir, avant l'application de la photographie à l'étude des cieux, à une époque où les scientifiques devaient se fier à des dessins réalisés à la main. Pour citer John Herschel, quand il observait Eta Carinae : « il serait manifestement impossible par une description verbale de donner une idée juste des formes capricieuses et des gradations irrégulières de la lumière affectée par les différents branches et appendices de cette nébuleuse. »
Pour analyser en quoi la production et la réception de ces dessins de constellations au XIXe siècle ont contribué à l'observation astronomique, Nasim a exploré des centaines de documents souvent inédits et concernant six observateurs : John Herschel, William Parsons, William Lassell, Ebenezer Porter Mason, Ernst Wilhelm Leberecht Tempel et George Phillips Bond. Nasim analyse leur processus de création : choix de matériaux, techniques artistiques, pratiques d'observation.
« Nasim réussit à démontrer que les illustrations, cartes et dessins réalisés à la main avant la publication et la consommation publique d'images astronomiques offre des aperçus primordiaux sur les processus scientifiques et les théories de l'observation et de la connaissance. Il explique que les théories “ocularcentriques” qui se focalisent exclusivement sur l'interface entre l'esprit et l’œil dans les démarches scientifiques négligent le travail crucial de la main, qui était une part essentielle du processus d'observation lui-même. ».
David Hughes relève néanmoins « une verbosité excessive et le fait de minimiser la motivation scientifique derrière toute la démarche. ».

## 2017:Fascist Pigs

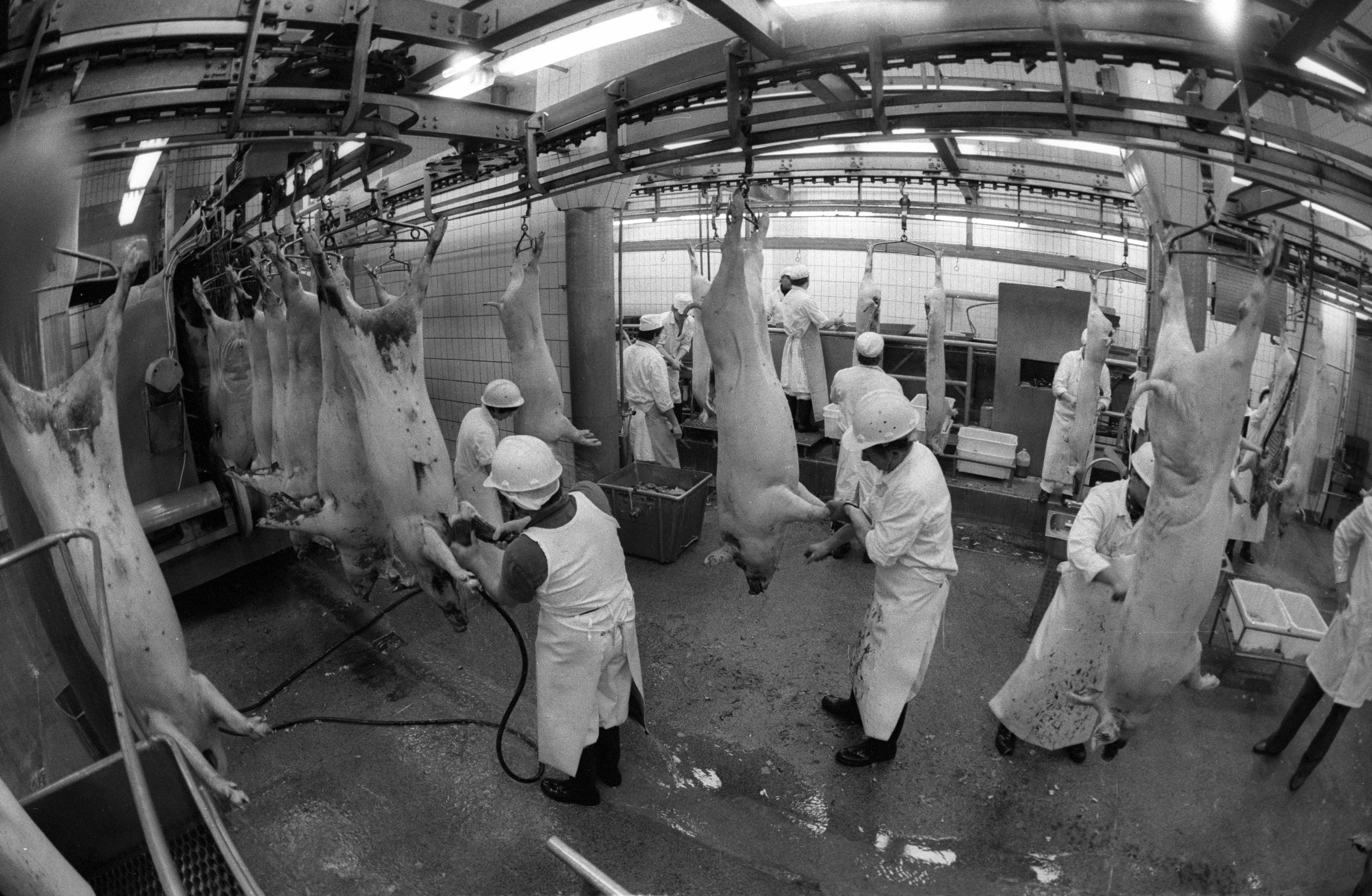
Cochons dans un abattoir en 1986.

Tiago Saraiva (né en 1972) est un historien portugais, spécialiste de l'histoire des technologies, de l'histoire environnementale, et l'histoire du fascisme, notamment ses liens avec l'alimentation.
En 2017 il est lauréat pour son livre Fascist Pigs: Technoscientific Organisms and the History of Fascism paru en 2016 et dans lequel il détaille la manière dont l'alimentation animale et végétale était centrale pour les régimes fascistes dans l'Italie de Mussolini, le Portugal de Salazar et l'Allemagne d'Hitler, ainsi que pour leur expansion impériale. L'indépendance alimentaire est en effet un des premiers objectifs du fascisme : Tiago Saraiva explique comment les fascistes étaient obsédés par des projets pour nourrir le corps national à partir du sol national. Et à travers les industries du blé, du café, des pommes de terre, des moutons et des cochons, il montre leur importance dans l'institutionnalisation et l'expansion des régimes fascistes.
- Tiago Saraiva, Fascist pigs : technoscientific organisms and the history of fascism, MIT Press, 2016 (présentation en ligne)
- (en) Heiko Stoff, « Tiago Saraiva. Fascist Pigs: Technoscientific Organisms and the History of Fascism. (Inside Technology.) xiv + 330 pp., figs., index. Cambridge, Mass./London: MIT Press, 2016. $40 (cloth). », Isis, vol. 109, no 2,‎ juin 2018 (lire en ligne)
- (en) Richard H. Beyler, « Tiago Saraiva. Fascist Pigs: Technoscientific Organisms and the History of Fascism. », The American Historical Review, vol. 123, no 5,‎ décembre 2018, p. 1785–1786 (DOI 10.1093/ahr/rhy226, lire en ligne, consulté le 7 novembre 2019)

## 2018:The Courtiers’ Anatomists

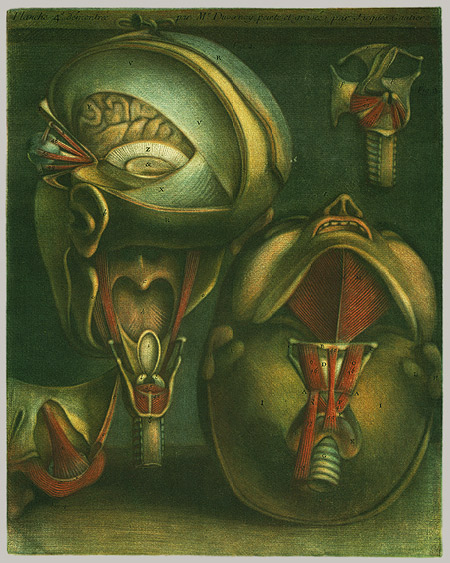
Planche montrant les muscles de la tête, par Jacques Gautier d'Argoty, parue en 1747 dans la Myologie complette en couleur et grandeur naturelle avec des textes de Joseph-Guichard Du Verney.

La lauréate 2018 est Anita Guerrini (née en 1953), historienne des sciences américaine.
Dans The Courtiers’ Anatomists: Animals and Humans in Louis XIV’s Paris paru en 2015, elle s'intéresse aux cadavres et aux animaux vivants dans le Paris de Louis XIV, et aux liens surprenants entre les deux. En examinant la manière de pratiquer l'anatomie au XVIIe siècle, Anita Guerrini révèle comment la dissection animale et la vivisection— le terme est anachronique mais assumé par l'auteure dans son préambule. — ont connecté l'anatomie et l'histoire naturelle.
Les scientifiques parisiens, mus par une curiosité insatiable, ont disséqué des centaines d'animaux provenant des ménageries royales de Vincennes et de Versailles ainsi que des rues de Paris, avec le soutien du roi. Guerrini raconte l'histoire de Joseph-Guichard Du Verney réalisant des dissections de corps d'animaux ou d'humains à Versailles devant le roi et des centaines de spectateurs. Claude Perrault de son côté à l'Académie des Sciences, et avec l'aide des dissections de Duverney, édite deux recueils dans les années 1670 comportant des illustrations d'animaux exotiques réalisées par des artistes de la Cour.
Parmi les autres « anatomistes de la Cour » figurent également Marin Cureau de la Chambre, Jean Pecquet ou encore Louis Gayant. Guerrini explore dans ce livre les relations entre empirisme et théorie, entre l'humain et l'animal, ainsi que les origines du Museum d'histoire naturelle et les relations entre les sciences et d'autres activités culturelles, telles que l'art, la musique et la littérature.
La couverture montre un lion gravé par Sébastien Leclerc et dont le regard est tourné vers le lecteur, un paysage naturel et une dissection de patte de lion, les trois images étant mêlées. Selon Kathryn Hoffmann, l'« illustration exprime visuellement ce qui est au cœur du livre d'Anita Guerrini : une manière de voir l'histoire anatomique qui sous-tend les relations entre la dissection des animaux, la construction de l'histoire naturelle et de ses images, la présentation des collections royales, les pratiques du savoir, et les passe-temps des courtisans et des parisiens. ».
Selon Pascal Duris de l'université de Bordeaux : « Cette étude sera désormais indispensable à qui veut connaître non seulement l’état des savoirs et la teneur des débats dans les sciences de la vie à l’âge classique, mais aussi leur place et leur fonction à la cour de Louis XIV ».

## 2019:Climate in Motion

Carte simplifiée des climats mondiaux.

En 2019 Deborah R. Coen reçoit le prix pour son livre Climate in Motion: Science, Empire, and the Problem of Scale paru en 2018.
Cette historienne des sciences américaine s'est intéressée auparavant à la physique moderne et aux sciences environnementales dans l'histoire culturelle et intellectuelle de l'Europe centrale. Dans Climate in Motion qui est la première étude de la science des dynamiques climatiques avant l'ère informatique, Coen explique que les éléments essentiels de la compréhension moderne du climat ont émergé des manières de penser à travers les échelles d'espace et de temps, dans un état — la monarchie des Habsbourg, ensemble hétéroclite de royaumes médiévaux et de lois modernes — où une telle manière de penser était un impératif politique. En liant la climatologie des Habsbourg aux expériences politiques et artistiques à la fin de l'empire d'Autriche, Coen enracine une science en apparence ésotérique, la science de l'atmosphère, aux expériences quotidiennes dans une première ère de globalisation. Jusqu'aux années 1850, c'est le modèle antique, essentiellement d'Aristote, qui prévalait en matière de conception du climat et de l'atmosphère : un climat globalement statique, une sorte de coque sphérique partagée latitudinalement en zones de température fixe. L'émergence d'un nouveau paradigme, que Coen nomme « climatologie dynamique », vient de scientifiques tels que le météorologue Julius Hann, qui explore les relations entre vent dominant, chute de pluie et températures moyennes, ou le géographe Alexander Supan, qui établit le système de classification globale des zones climatiques. Et Coen montre que le fait que ces scientifiques soient tous issus de l'empire des Habsbourg s'explique par la structure même de l'empire. Singulièrement l'étude à la fin du XIXe siècle des azalées par Anton Kerner Ritter von Marilaun, professeur de botanique à l'université d'Innsbruck, a joué un rôle étonnamment important dans la nouvelle conception de la climatologie : leur effet indicateur de changement climatique a pu être vérifié grâce à la variété des climats disponibles à travers l'empire étendu.
Coen explique également que le groupe de scientifiques, soutenu par un réseau d'« universités, instituts, museums, herbaria, stations d'bservation, maisons d'édition et bureaux gouvernementaux, a pu développer la climatologie, la météorologie et la métaphore de la circulation atmosphérique comme la preuve scientifique de la « naturalité » de l'empire. Ce groupe a développé une science conçue pour montrer l'interdépendance dynamique de régions avec une topographie, une hydrographie et une végétation très diverses. Comme le vent d'Autriche apporte la pluie aux plaines de Hongrie, et les neiges alpines alimentent les pays du Danube, ainsi chaque région fournit le nécessaire climatique dont sa voisine manquerait. ».

## 2020:Genetics in the Madhouse
Le prix 2020 est décerné à Theodore M. Porter, pour Genetics in the Madhouse: The Unknown History of Human Heredity (Princeton University Press, 2018).

## 2021:The Spanish Disquiet
Le prix 2021 est décerné à María Portuondo, pour The Spanish Disquiet: The Biblical Natural Philosophy of Benito Arias Montano (University of Chicago Press, 2019).

## 2022:Anna Zieglerin and the Lion’s Blood
Le prix 2022 est décerné à Tara Nummedal, pour Anna Zieglerin and the Lion’s Blood: Alchemy and End Times in Reformation Germany (University of Pennsylvania Press, 2019).

## 2023:Ritual Geology
Le prix 2023 est décerné à Robyn d’Avignon, pour Ritual Geology. Gold and Subterranean Knowledge in Savanna West Africa (Duke University Press, 2022).